# Середньовічний Львів

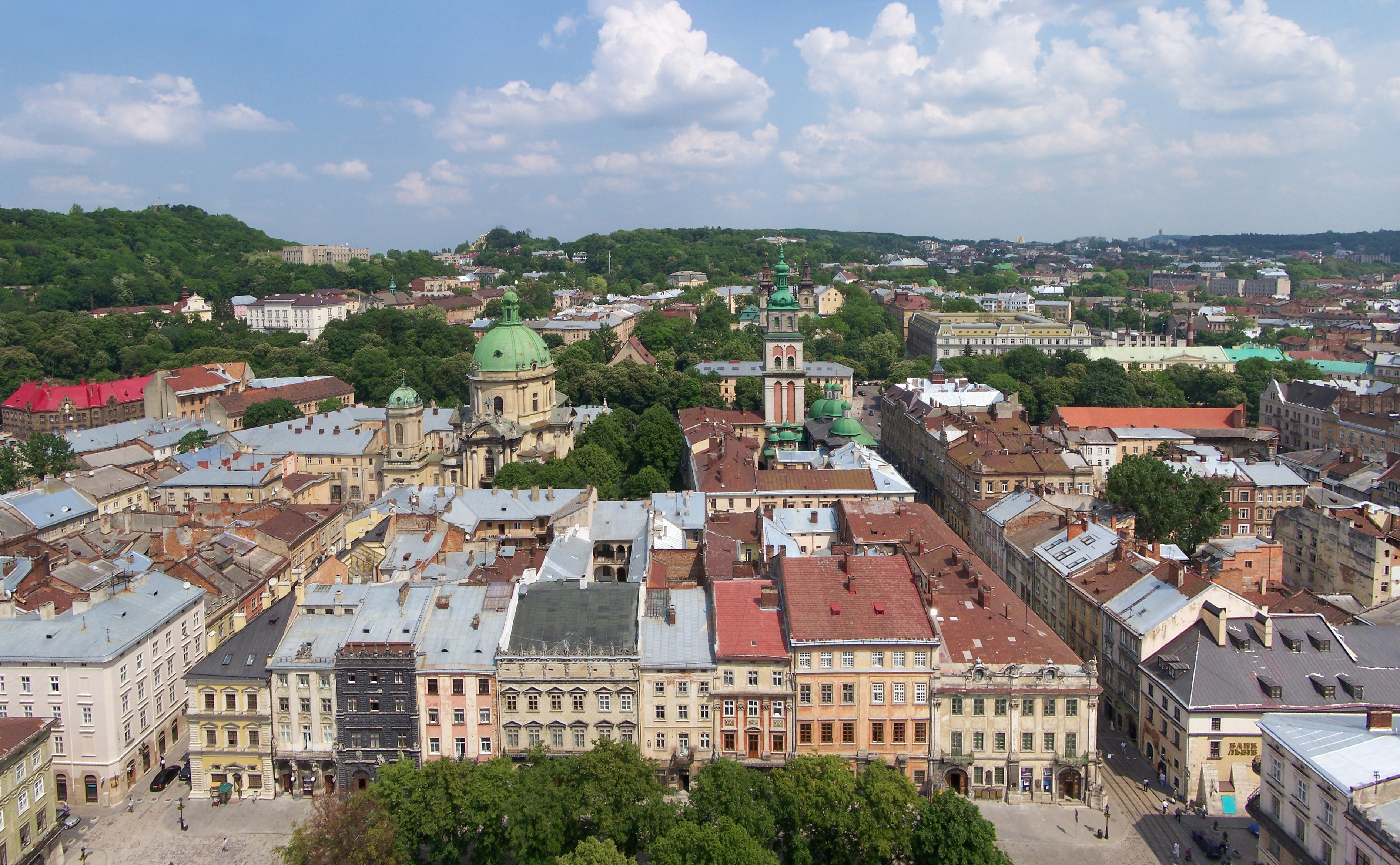
Краєвид старої частини Львова.

Середньові́чний Львів був важливим політичним, економічним і культурним центром Центрально-Східної Європи, спершу як столиця Галицько-Волинського князівства (Руського королівства), а пізніше — Руського воєводства Польського королівства. Історія середньовічного Львова охоплює період від заснування міста в середині XIII століття до другої половини XVI століття, коли утворилася Річ Посполита (1569) і перервалася династія Ягеллонів (1572). 
Місто нерідко зазнавало облог і штурмів, страждало від епідемій і пожеж, але щоразу відбудовувалося заново. Періоди підйому і процвітання чергувалися у Львові з періодами занепаду і стагнації. Населення середньовічного Львова вирізнялося багатонаціональністю та різноманітністю конфесій, що часто призводило до непорозумінь і відкритих конфліктів між різними громадами.

## Історія

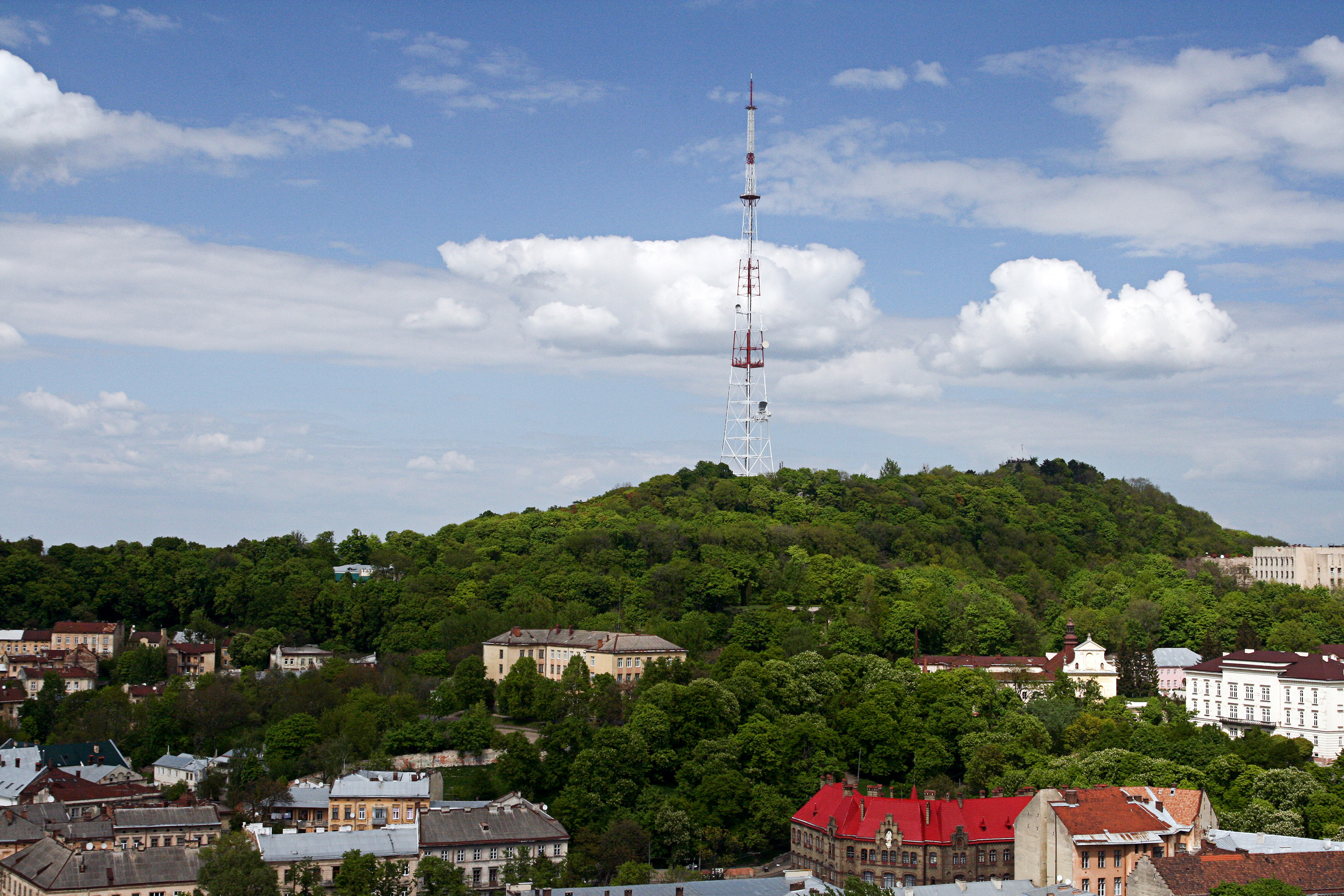
Замкова гора.

Згідно з даними археологічних розкопок території, на яких розташований сучасний Львів і його найближчі околиці, були заселені ще в епоху мезоліту. Зокрема на території сучасних Брюховичів були знайдені кілька найдавніших поселень, в тому числі печерне, а також кам'яні вироби, які належать до культури Вороців-Старуня (6-е — 4-е тисячоліття до н. е.). До кінця мідної доби (3 тисячоліття до н. е.) належать сліди поселень племен землеробів і скотарів, виявлені археологами на Замковій горі, а також на височинах Лисівки, Жупана і Чортових скель поблизу міста Винники (ці поселення вчені відносять до культури лійчастого посуду). На території сучасного парку імені Івана Франка є курган, що датується початком доби бронзи.

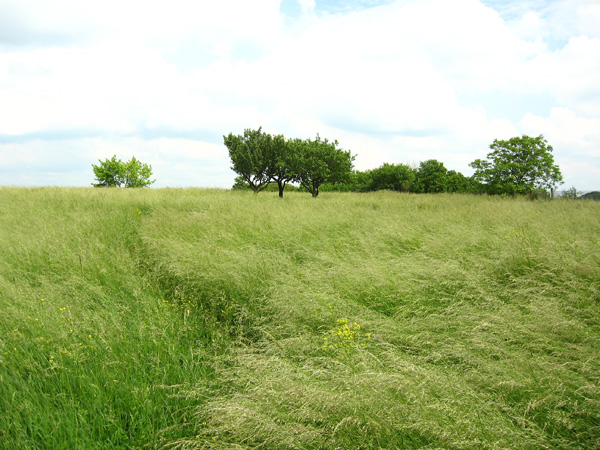
Вершина гори Баба (Рід).

У 1992 році під час розкопок на території сучасного ринку «Добробут» (колишнє Краківське передмістя, сьогодні — площа Князя Ярослава Осмомисла) були виявлені сліди поселень культури фракійського гальштату (середина 1-го тисячоліття до н. е.), черняхівської культури (IV століття), празької культури (VI століття) і лука-райковецької культури (VIII—IX століття). Сліди поселення гальштатської культури в 1986 році були знайдені на вулиці Театральній і в 1987 році на площі Івана Підкови.
Найдавніші постійні слов'янські поселення на території сучасного Львова існували між долиною річки Полтви і Знесінськими пагорбами. На території сучасного парку Знесіння, а саме на вершині Зміїної гори, в VII — Х століттях існувало язичницьке капище бога Святовита, поряд з яким розташовувалося велике городище (сьогодні ця місцевість відома як Святовитове поле). На сусідній горі Баба (відомої також як гора Рід) також були виявлені сліди капища і поселення, яке існувало приблизно в цей же час. Встановлено, що в X столітті ці поселення перемістилися під західний схил Замкової гори, а більшу частину старого городища знесли..
Сліди іншого давнього городища, приблизно XI століття, були виявлені в парку імені Івана Франка. Крім того, у Львові та найближчих передмістях є численні сліди капищ Перуна, Рода, Рожаниць і Велеса. В околицях сучасного Львова була розвинена писемність, про що свідчать берестяні грамоти, знайдені в 1988—1989 роках у Звенигороді Галицькому і датовані першою третиною XII століття (це єдині з виявлених на території України берестяних грамот).
Головними джерелами з історіографії середньовічного Львова є Галицько-Волинський літопис, спогади німецького купця Мартіна Ґруневеґа, «Топографія міста Львова» бурмистра Яна Альнпека, опублікована в Кельні в 1618 році, хроніка «Leopolis Triplex» іншого львівського бурмистра Бартоломея Зиморовича, «Історія столичного королівств Галичини і Лодомерії міста Львова від основи аж до нинішнього часу» Ходиніцького, видана в 1829 році, «Хроніка міста Львова» Дениса Зубрицького, видана в 1844 році, «Львів за руських часів» (1887) архіваріуса Олександра Чоловського, «Нарис історії міста Львова» професора Паппе, виданий у 1894 році, «Нариси історії Львова» (1956) за редакцією Івана Крип'якевича, «Історія Львова. Короткий нарис» (1956) Львівського університету, «Історія Львова» (1984), «Історія Львова в документах і матеріалах» (1986), «Львів. Історичні нариси» (1996) і перший том «Історії Львова» (2006) за редакцією Ярослава Ісаєвича.

### Галицько-Волинське князівство— Королівство Русі

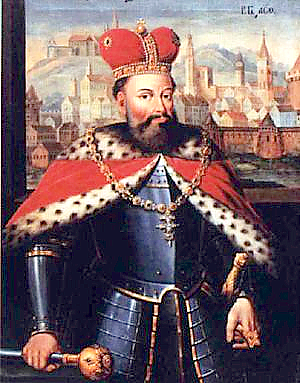
Король Лев Данилович на фоні Львова

Перша письмова згадка про Львів трапляється в Галицько-Волинському літописі, яка описує пожежу в місті Холмі, що трапилася восени 1256 року. Засновником міста традиційно вважають галицького князя Данила Романовича, який назвав укріплене поселення на честь свого сина Лева, хоча жодне джерело не дає підстав для такого твердження. Л. Войтович на основі білорусько-литовських літописів і авторів XVI—XVIII століть стверджує, що місто заклав Лев Данилович. Місто розташувалося на межі належних Левові Перемишльського та Белзького князівств. Я. Ісаєвич припускає, що Данило Романович здійснював загальне керівництво будівництвом, а Лев Данилович керував роботами безпосередньо на місці. Л. Войтович зазначає, що Лев уже в 1245 році в битві під Ярославом командував окремим полком, отже мав власний уділ, у якому міг закладати міста й без дозволу батька.
Однак місто існувало задовго до офіційної дати заснування. На початку 1980-х років під час реставраційних робіт під західною стіною міського арсеналу були виявлені залишки дубових конструкцій, датовані 1213 роком. Можливо, Львів був заснований після зруйнування Галича монгольським військом хана Батия під час походу на Галицько-Волинську державу в 1241 році (1247).
1259 року (за іншими даними — 1261 року) монгольський темник Бурундай під загрозою вторгнення змусив князя Данила та його сина Лева зруйнувати дерев'яний Львівський замок, що височів на Замковій (або Княжій) горі. Гіпотезу про розташування княжого замку на Замковій горі висунув історик Антон Петрушевич. За словами історика Олександра Чоловського в XIII столітті дитинець розташовувався на одній із сусідніх гір, а на Замковій перебувала лише спостережна вежа. Згідно з версією історика Ісидора Шараневича Львів періоду Данила Галицького розташовувався на місці нинішнього Знесіння, а після 1261 року був зведений князем Левом навколо нинішньої площі Старий Ринок. Замкові укріплення охоплювали нижню терасу Княжої гори і йшли над Старим Ринком, церквами Святого Миколая, Святого Онуфрія, Святої Параскеви П'ятниці й Підзамчем.
Згідно з деякими джерелами («Житіє Святої Кінги», литовські літописи, західноєвропейські та вірменські джерела) в 1270—1280 роках Львів мав статус столиці Галицько-Волинського князівства. Крім того, про це свідчить використання львівського герба як загальнодержавного символу. В цей період львівський замок був відбудований заново і в січні 1288 року він витримав облогу золотоординського хана Телебуги. Монгольські війська, у складі яких були загони беклярбека Ногая і волинського князя Мстислава Даниловича, не намагалися штурмувати замок, а лише розорили околиці. До наших днів збереглися виявлені під час археологічних розкопок 1974 року сліди фундаменту круглої вежі, залишки кам'яної стіни та земляного валу, укріпленого із зовнішнього боку камінням, а поверху — частоколом.
З кінця XIII і в першій половині XIV століття Львів був одним з найбільших міст Галицько-Волинського князівства. Він мав свій герб із зображенням лева, у Високому замку зберігалася князівська скарбниця й арсенал. Князь Лев Данилович і його спадкоємець Юрій I Львович проживали в палаці, який розташовувався на місці нинішнього монастиря домініканців (цей палац був з'єднаний з Нижнім замком дорогою, яка пізніше перетворилася на вулицю Вірменську). Навколо палацу за зразками західноєвропейських міст було закладено нове поселення (Середмістя), куди з Підзамча поступово переселялися русини, німці, вірмени і татари.
У квітні 1340 року змовники отруїли короля Юрія II, що викликало заворушення у Львові. Усобицею вирішив скористатися польський король Казимир III, що спричинило війну за галицько-волинську спадщину між Польщею і Угорщиною з одного боку і литовцями, русинами і монголо-татарами з іншого.
Наприкінці квітня 1340 року війська Казимира III за підтримки угорців захопили Львів, розграбували княжу скарбницю (загарбавши у тому числі корони, трон і коронаційний плащ), спалили укріплення замку і повернулися до Кракова. У червні 1340 року ще більше польське військо вийшло у другий похід, однак галицький воєвода Дмитро Детько (Дедько) очолив опір містян і за допомогою татар змусив поляків відступити. Маючи підтримку литовського князя Любарта Гедиміновича і намісників Золотої Орди, Детько став фактичним правителем міста, а також старостою Русі (формально галицькі бояри визнали князем Любарта, який прийняв православ'я).
1341 року Детько звернувся до німецьких купців міста Торн із закликом продовжити торгівлю у Львові та обіцянкою компенсувати майно, пограбоване під час погрому. У 1349 році після смерті Детька Казимир III знову опанував Львовом (з цього моменту землі Галичини відійшли полякам, а литовці зберегли за собою Волинь). Місто стало адміністративним центром Руського королівства (Regnum Russiae). В 1351 році литовці напали на Львів і спалили місто. У травні 1352 року війська Любарта знову підійшли до міста, але потім відступили і захопили Галич.

### Польське королівство

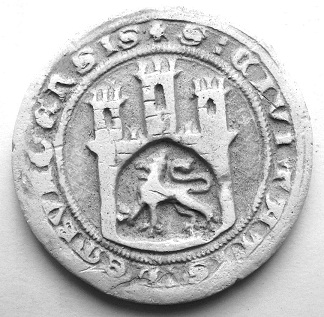
Печатка з гербом Львова (1359 рік).

Влітку 1352 року Казимир III своїм привілеєм дарував дітям львівського війта Бертольда значні володіння на місці нинішнього міста Винники (раніше ці землі Бертольду передав князь Лев). Після походів Любарта Казимир III наказав перебудувати старий Високий замок — на горі з'явилися кам'яні стіни і вежі, два двори і двоповерховий палац, дорога до якого вела з півдня через підйомний міст. Також король підтвердив давні земельні права галицьких бояр і роздав їм нові землі, зобов'язавши у відповідь виконувати військову повинність. Крім того, військову службу зобов'язані були нести війти і солтиси (сільські старости).
У 1356 році Львів отримав самоврядування за магдебурзьким правом. Нове місто почали будувати в іншому місці, і в такий спосіб русини-автохтони опинились поза межами нового — «німецького» — Львова: для них залишили тільки невелику дільницю («гетто»). Католики стали привілейованою громадою міста, але Казимир визнав права й інших національних громад Львова (вірмен, русинів та євреїв). Наприкінці 1370 року, після смерті Казимира III, місто відійшло до угорської корони. Спершу тут правив як намісник короля Людовика князь Владислав Опольчик, а потім — угорські воєводи. Опольчик подарував католицькому архієпископу десятину прибутків від львівських митниць, фінансово допомагав монастирям францисканців і домініканців. Крім того, він подарував вірменам костел Святого Хреста за стінами Львова і дорогу до Високого замку. У 1381 році в місті трапилася величезна пожежа, яка знищила багато будівель, у тому числі дерев'яну ратушу на площі Ринок, Низький замок і міський архів, в якому зберігалися укази, грамоти та рукописи княжого періоду.

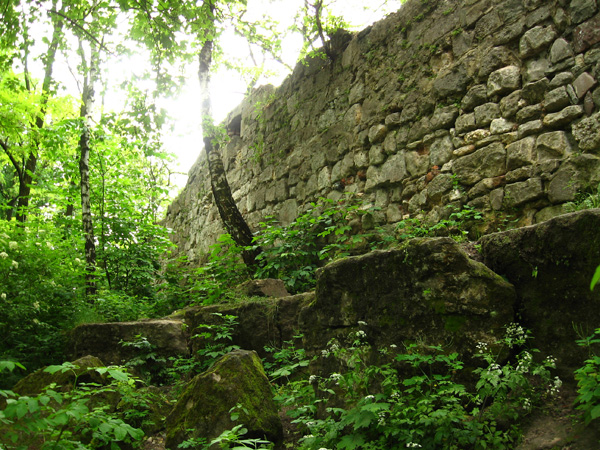
Фрагмент польської стіни Високого замку.

У 1386 році угорська королева Марія відновила права Владислава Опольчика на володіння Галицькою землею. На початку 1387 року польська королева Ядвіга, також дочка і спадкоємиця Людовика, зайняла Львів і повернула його до складу Польщі (в цьому конфлікті королеву Марію підтримали лише Владислав Опольчик і галицький староста Бенедикт). Восени того ж року в Низькому замку Львова відбулися переговори між Владиславом II і княжичем Василем, сином московського князя Дмитра Донського. 1388 року Владислав II в своїй грамоті пообіцяв, що ніколи і нікому не віддасть Львів у феодальну власність.
Русини та євреї піддавалися національній та релігійній дискримінації з боку польської влади. Зате польські та німецькі переселенці отримували значні привілеї і до кінця XIV століття перетворилися в заможний патриціат. Владислав II дарував великі землі й грошові кошти домініканському монастирю Божого Тіла і францисканському монастирю Святого Хреста, в 1402 році надав львівським вірменам право торгувати на всій території Польщі. З 358 міст, згаданих у «Списку руських міст далеких та близьких» (датується кінцем XIV століття), лише Львів і Новгород названі великими.

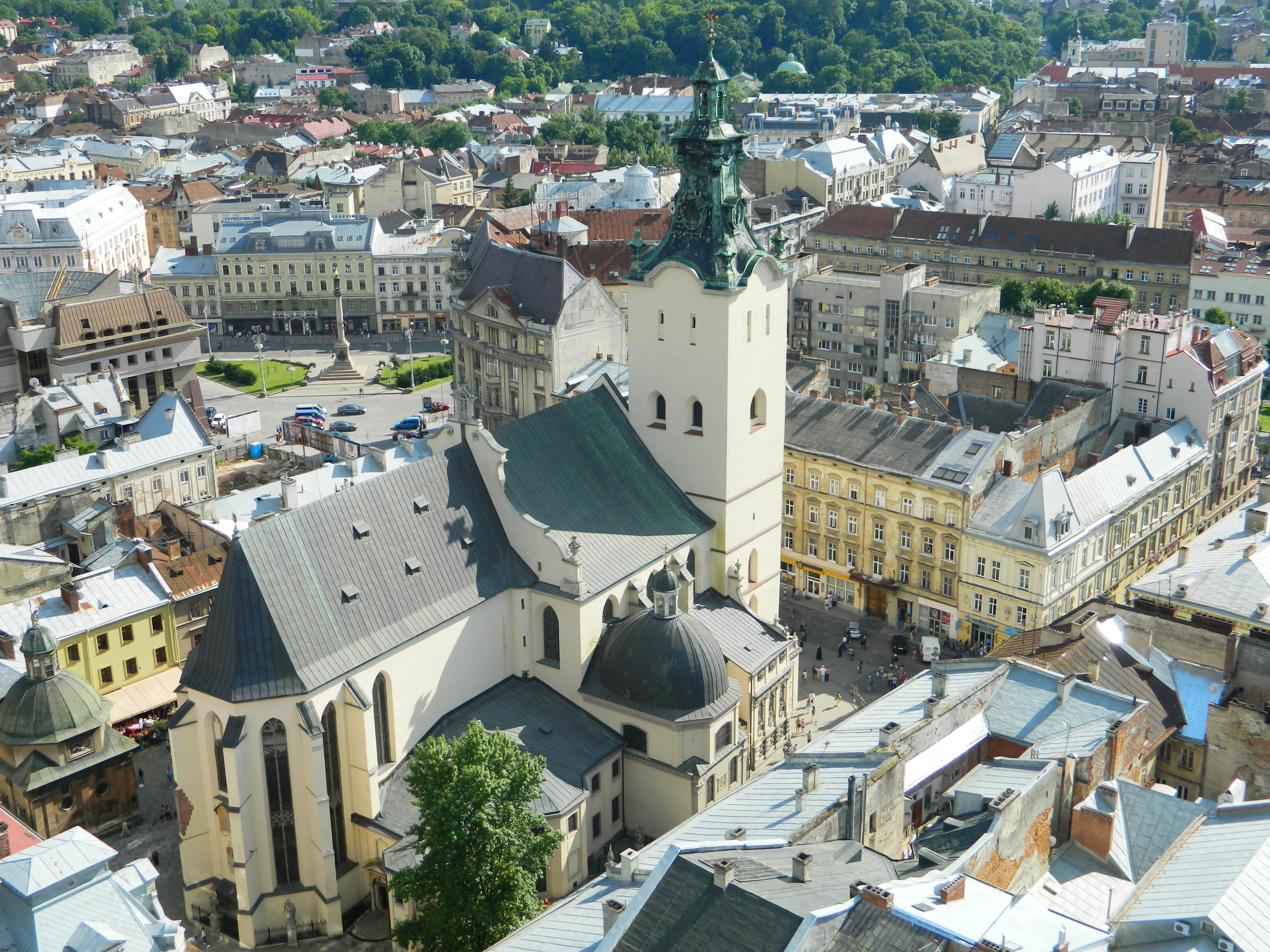
Латинський собор.

Навесні 1410 року Владислав II, перебуваючи у Львові, розробляв план походу проти Тевтонського ордену, а після Грюнвальдської битви (липень 1410) Львів, поряд з іншими містами королівства, влаштував Владиславу тріумфальну зустріч. У 1414 році зі згоди Папи Римського польський король остаточно переніс резиденцію католицького архієпископа з Галича до Львова.
У 1415 році Владислав II дарував Львову великі землі, на яких пізніше виникли села Кульпарків, Білогорща і Брюховичі. У 1429 році разом з польським королем Львів двічі відвідував король Угорщини, Німеччини та Чехії Сигізмунд I Люксембург, який їздив у Луцьк на з'їзд європейських монархів. У 30-х роках XV століття львівські німці привезли з Молдавії саджанці виноградної лози і розбили на схилах Високого замку виноградники, що проіснували до середини XVII століття.
У 1433 році Владислав II підписав, а в наступному році його син Владислав III Варненчик підтвердив Едлинський статут, згідно з яким Галичина остаточно приєдналася до Польського королівства, тут впроваджувалася польська адміністративна і судова система, а галицька шляхта була зрівняна в правах з польською. Львів став адміністративним центром Руського воєводства, яке об'єднало Галицьку, Львівську, Перемишлянську, Сяноцьку і Холмську землі. В червні 1434 Владислав II помер у Городку по дорозі до Львова, у зв'язку з чим у Львові на рік була оголошена жалоба.
У першій половині XV століття значний вплив у Львові мав польський шляхетський рід Одровонж. Ян Одровонж був львівським латинським архієпископом, його молодший брат Пйотр — руським воєводою і львівським старостою, а їхній брат Павло — львівським каштеляном. У 1450 році львівським старостою, а через два роки і руським воєводою стає син загиблого Пйотра — Анджей Одровонж. Він сприяв розвитку ремесел, а також передав ділянку землі біля Галицької брами для побудови дерев'яного бернардинського монастиря. Водночас Анджей Одровонж намагався обмежити економічні права Львова і забрати у міста його традиційні джерела доходів. У 1460 році у Львові почалися заворушення, придушені військами, в 1464 році проти А. Одровонжа поряд з міщанами виступила і шляхта. Після смерті Анджея 1465 року львівським старостою став його брат Ян Одровонж (під тиском шляхти і міщан король викупив у нього Львівську землю, закладену раніше Андрію).

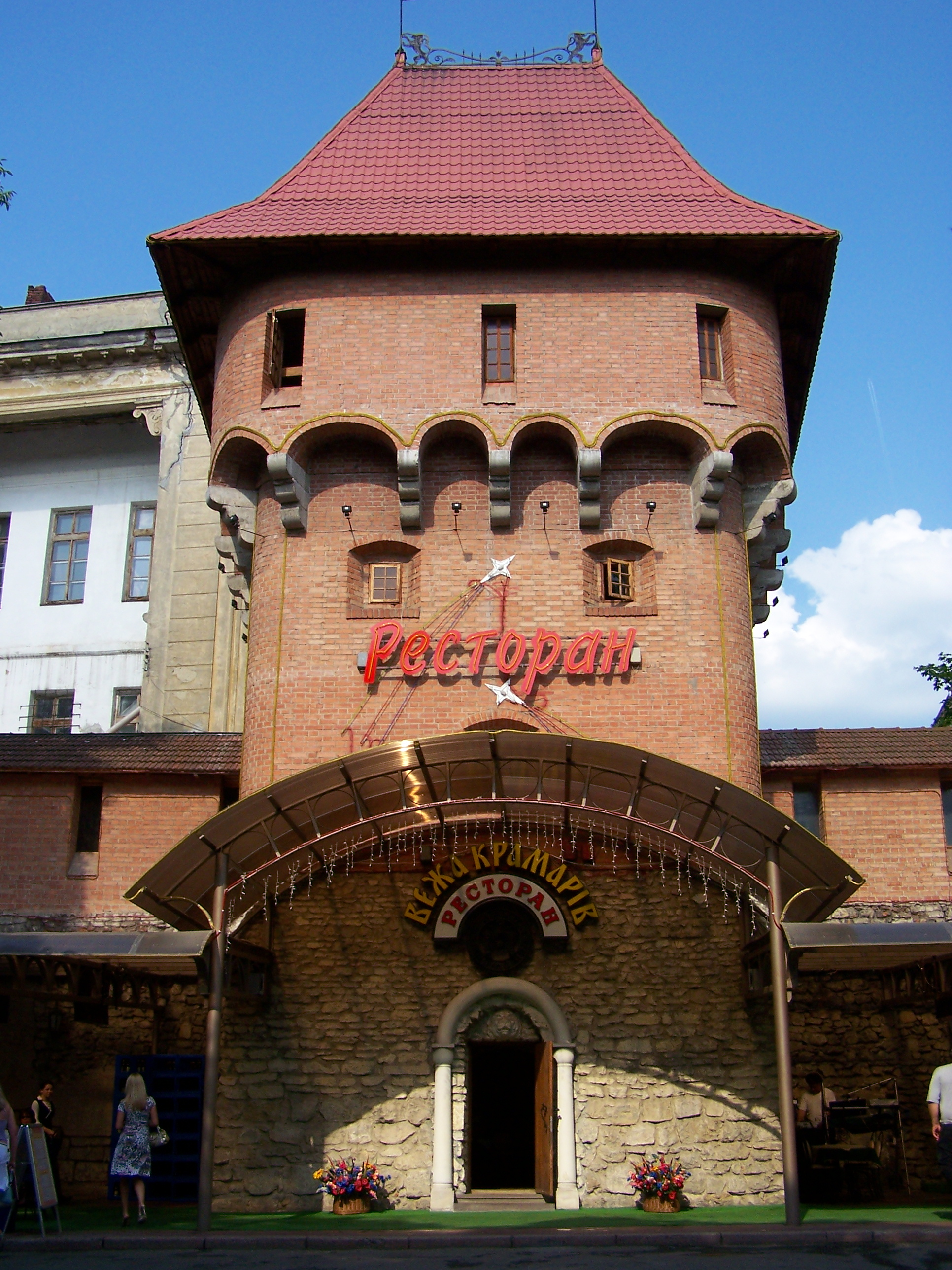
Сучасна реконструкція оборонної вежі.

1489 року через Львів пройшли польські війська, що прямували в похід проти Волощини. У 1494 році під час великої пожежі, що охопила вулиці Руську та Єврейську, згоріло безліч будинків і п'ять оборонних веж. Навесні 1497 року Львів став місцем збору польських лицарів, які під проводом короля Яна I Ольбрахта готувалися до походу проти Молдавського князівства. Після жорстокої поразки від молдавського господаря Стефана III в жовтні 1497 року, відступаючи, польські війська принесли до Львова чуму, а в 1498 році війська тепер вже Стефана III взяли Львів в облогу, після чого спалили передмістя. Крім того, в 1498 році в ході одного з набігів на Галичину передмістя Львова спалили татарські загони.
У 1504 році внаслідок пожежі згоріли кілька будинків у єврейському кварталі й на прилеглій вулиці, воскобійня, міські стайні, сім оборонних веж міської стіни і дім розпусти. Влітку 1509 року син Стефана Богдан III Сліпий пішов з великим військом у Галицькі землі й три дні тримав Львів в облозі, вчинивши декілька штурмів і розоривши околиці. На бік молдавської армії перейшли багато представників шляхетських родів, у тому числі Балицькі, Вітвіцькі, Дрогомирецькі, Березовські, Луцькі, Демидецькі, Шумлянські й Княгиницькі, а також частина православного духовенства (пізніше польський король оголосив повсталих шляхтичів зрадниками і відібрав їхні маєтки).
На допомогу проти волоського нападу прийшли польські війська, до яких приєдналося чимало львів'ян, які наздогнали молдавську армію і розбили її на Дністрі. Незабаром у Львові були публічно повішені 30 полонених волоських вельмож. Це стало помстою за те, що під час облоги волохи спалили монастир і лікарню Святого Станіслава разом з прокаженими, розташованими там. В листопаді 1515 року у Львові був спалений селянин, якого визнали винним у тому, що за підбурюванням волохів він збирався підпалити місто. 1524 року Львів взяли в облогу татари, отаборившись у селі Збоїща. 1525 року львівські українці спробували домогтися рівноправності щодо вступу в цехи, але безрезультатно. У 1526 році король Сигізмунд I своїм привілеєм формально затвердив львівський герб із зображенням лева. Він широко використовувався на прапорах, цехових знаках, печатках і клеймах, їм мітили друковані у Львові книги і навіть топлений віск.
Велика пожежа 1527 року, що почалася із загоряння броварні, майже повністю знищила середньовічний Львів і частину передмість. Запаси пороху, що зберігалися в оборонних вежах, вибухнувши, зруйнували значні ділянки міських стін і пошкодили велику кількість гармат. Вогонь був такої сили, що перекинувся з району навколо Краківської брами навіть на Високий замок. Вціліли тільки три вежі, котрі входили в комплекс Низького замку. Пожежа 1527 року призвела до знищення готичної забудови і змусила владу кардинально перебудувати місто. Під час великої пожежі 1565 повністю згоріли Низький замок і квартали будинків у північній частині Львова. Пожежа 1571 року також завдала величезного збитку місту, у вогні були знищені сотні будинків, десятки церков, ратуша і навіть міський арсенал.

Костел домініканського монастиря.

У 1539 році в Львові було засновано православне архієпископство (третє після вірменського і католицького). 1544 року львівський православний єпископ Макарій затвердив братство церкви Святого Миколая. Навесні 1556 року у Львові гостювала угорська королева Ізабелла Ягеллонка. В подяку за гостинність містян у березні 1557 року вона видала грамоту, згідно з якою львівські купці були звільнені від сплати будь-яких податків на території Угорського королівства. У другій половині XVI століття спостерігалося стрімке зростання передмість та міських сіл, особливо шляхом припливу ремісників і різноробів із числа колишніх селян (наприклад, з 1544 по 1583 рік кількість будинків у Галицькому передмісті виросла зі 130 до 578).
У 1559 році в домініканському монастирі Львова сховалися позашлюбна дочка короля Сигізмунда I Беата Косцелецька та її донька, княгиня Гальшка Острозька, які втекли з Кракова. У березні того ж року загін графа Лукаша Ґурки, за якого Сигізмунд II Август обманом видав Острозьку, розпочав облогу монастиря. Під час облоги в монастир під виглядом жебрака проник племінник київського воєводи Василя Костянтина Острозького князь Семен Слуцький, який одружився з Гальшкою й отримав від Косцелецької всі її великі володіння. Незабаром ченці були змушені здатися, після чого Ґурка відвіз молоду дружину до свого маєтку (згідно з іншою версією, львівський староста ув'язнив Острозьку в камері Високого замку, після чого відправив її до королівського двору).
Навесні 1564 року на площі Ринок були обезголовлені втеклий молдавський господар Стефан VII Томша, а також його товариші (воєвода та перший боярин). У 1576 році львівські міщани протестували проти того, що міські садиби (Кульпарків, Клепарів, Голоско, Замарстинів, Білогорща і Брюховичі) перетворилися на джерело збагачення для 12 райців (члени ради магістрату) та їхніх сімей.
У червні 1578 року у Львові на площі Ринок був страчений Іван Підкова — претендент на молдавський трон, який з найманими козацькими загонами здійснив два походи на Ясси. У вересні 1582 року у Львові був обезголовлений зміщений з трону молдовський господар Янку V Сасул (на прохання Сасула кару виконали не мечем ката, а його власним бойовим мечем, який до кінця XVII століття зберігався в ратуші). В 1583 році у Львові одночасно відтяли голови кільком полоненим козакам. У січні 1586 року Львів відвідав патріарх Антіохійський і всього Сходу Іоаким V, який благословив статут Свято-Успенського братства. Цього року Папа Римський Сикст V надав Львову право користуватися своїм гербом (зображення лева, що стоїть на задніх лапах, тримаючи зірку) поряд з міськими символами. У 1588 році Львів відвідав патріарх Константинопольський Єремія II, який заборонив православному єпископу Гедеону втручатися в справи Успенського братства і підлеглих йому Успенської церкви і Онуфріївського монастиря.
Під час Барської конфедерації князь Єжи Марцін Любомирський та Адам Парис, з'єднавшись з «партією» Філіпа Радзимінського рушили у бік Львова, щоб захопити львівський гарнізон урядових військ (піхотний та кавалерійський полки у складі 800 солдатів). Надалі, об'єднавши сили, він планував вирушити або назустріч великопольським конфедератам, або з'єднатися з військами Казимира Пуласького та Францішека Пулавських, які виступили проти нього. Сили конфедератів за різними даними налічували приблизно від 600 до 1000 чоловік та мали 8-10 гармат. що сталася 26 липня 1769 року поблизу Львова. Однак внаслідок атаки російської кінноти капітана Петровича загони повстанців почали відходити до Куликова та далі у бік Жовкви.

## Містобудівництво та планування

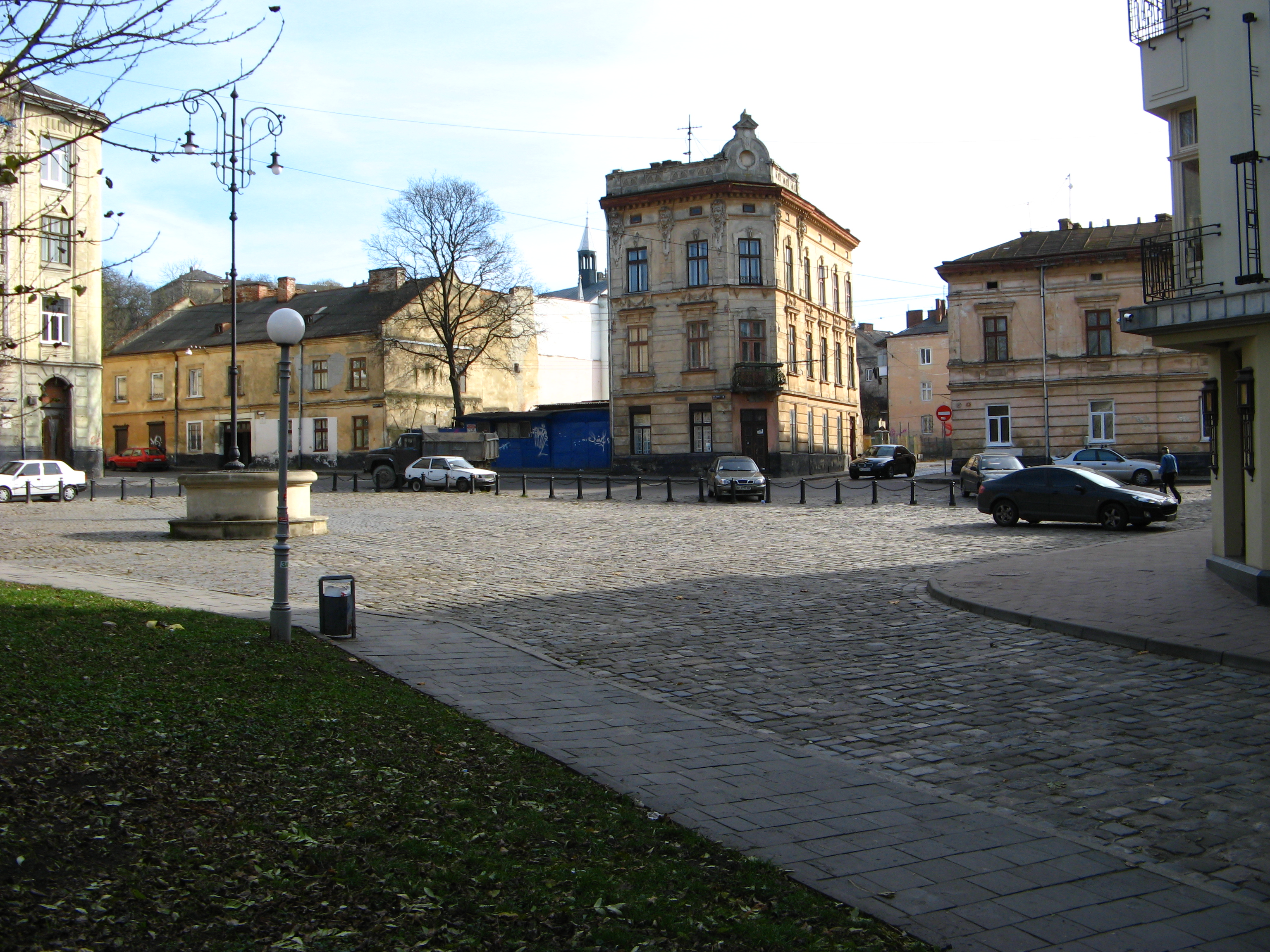
Площа Старий Ринок.

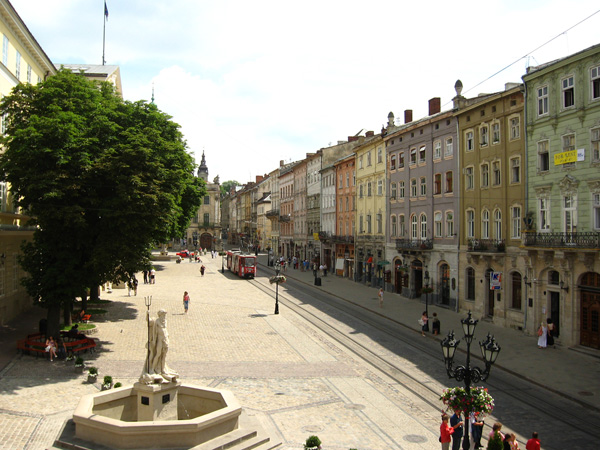
Площа Ринок.

Княже місто складалося з Високого замку, розташованого на вершині Замкової (Княжої) гори, і Низького замку, побудованого в долині річки Полтва на місці сучасної Вічевої площі. На північному сході зі Львовом межувало село Знесіння, із заходу і півдня він був обмежений річками Полтва і Пасіка. Центр міста був розташований біля західного схилу Княжої гори, в районі від сучасної площі Старий Ринок до району Підзамче. Тут серед щільної житлової забудови височіло близько десяти православних храмів.
На південний захід від центру Львова йшла дорога на Городок (сучасна Городоцька вулиця), біля якої на Святоюрській горі височів оборонний монастир (розташовувався на місці сучасного собору Святого Юра). У південному напрямку тягнулася дорога на Галич (сучасні вулиці Галицька і Князя Романа), біля якої стояв інший монастир (пізніше на його місці виріс домініканський монастир). На північний схід від головної торгової площі йшла Волинська дорога, що з'єднувала Львів з Луцьком (сучасна вулиця Богдана Хмельницького). У східному напрямку йшла Глинянська дорога (сучасна Личаківська вулиця), що тягнулася через Винники в Глиняни, в південно-східному напрямку — Волоська дорога (сучасна Зелена вулиця), яка з'єднувала Львів з Волощиною. До початку XIV століття внаслідок припливу переселенців з навколишніх земель місто значно розрослося і поглинуло найближчі села.
Наприкінці XIV — на початку XV століття новим центром міста став район, в якому оселилися німецькі міщани, а також католицька шляхта і духовенство. Район оточувала висока кам'яна стіна з баштами, міськими воротами, земляним валом і глибоким ровом, наповненим водою (пізніше була побудована інша стіна з більш просторими вежами, фрагменти якої збереглися до наших днів). Сучасними кордонами середньовічного центру є проспект Свободи, площа Міцкевича, Галицька площа, Соборна площа, вулиця Винниченка, Митна площа, Підвальна вулиця, площа Данила Галицького, вулиця Івана Гонти, площа князя Ярослава Осмомисла і площа Торгова.
У центрі цього нового міста була розташована площа Ринок, на якій височіла ратуша, зайнята міськими установами. Некатолицьке населення міста жило в окремих кварталах, на сучасних вулицях Руській, Вірменській, Федорова і Староєврейській (відповідно русини, вірмени і євреї). Колишній центр Львова поступово занепадав, перетворившись у майбутньому на Жовківське передмістя (квартали на північ від нового центру). На заході від центру розкинулося Краківське передмістя, на півдні — Галицьке передмістя, на сході — Личаківське передмістя. В них селилися євреї, вірмени і русини, які мали обмежені права як у господарському, так і в суспільно-політичному житті.
Знесіння належало безпосередньо польським королям, які здавали його в оренду багатим шляхтичам і міщанам. Якщо привілеєм 1356 року Казимир III надав місту 70 франконських ланів, то грамотою 1368 року територія міста збільшилася ще на 30 ланів. Ці землі, що пізніше стали передмістями і міськими селами, також підпадали під магдебурзьке право і не входили в юрисдикцію королівської влади. Під час закладки та інтенсивного будівництва львівського середмістя (кінець XIII — кінець XIV століття) стався поступовий перехід від сілезької системи планування до поморської, в якій використовувалися фламандські міри довжини. Інвентарний опис усіх 100 ланів був здійснений у 1608 році, що свідчить про сталість площі Львова впродовж декількох століть.

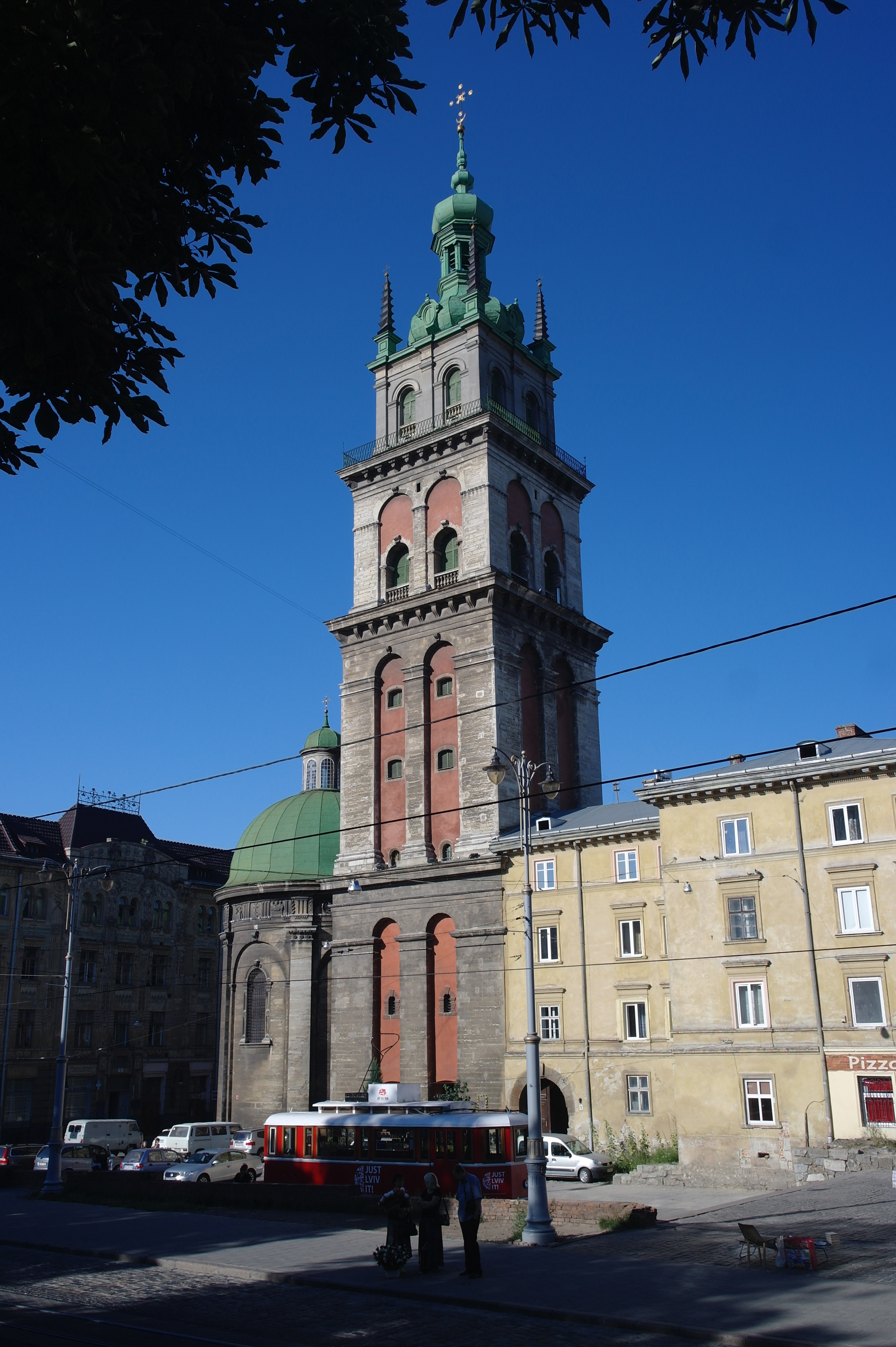
Вежа Корнякта.

Потрапити в місто можна було через дві головні брами — Галицьку і Краківську, ключі від яких служили одним із символів міста. Галицька брама була розташована на перехресті сучасних вулиць Галицької та Братів Рогатинців, через них у місто в'їжджали обози з Галича та Угорщини. Оборонний комплекс складався з вежі і двох великих воріт через високу (внутрішню) і низьку (зовнішню) стіну, а також з двох менших воріт, що закривали доступ на вали між стінами. З 1430 року на башті Галицьких воріт був годинник.
Через Краківську браму, що була розташована на перехресті сучасних вулиць Краківської та Лесі Українки, в місто в'їжджали обози з Кракова та Луцька. До 1441 ці ворота були відомі як Татарські, бо поруч розташовувався татарський квартал. Оборонний комплекс складався з надбрамної вежі цеху кушнірів і двох кованих воріт, між якими опускалися важкі дубові ґрати-герса. Підходи до воріт захищали глибокий рів з перекинутим через нього мостом і потужний барбакан. Сьогодні фрагменти Краківської брами збереглися в підвалах навколишніх будинків (вони були досліджені під час будівельних робіт у середині 1990-х років і влітку 2006 року).
Важливою складовою середньовічного міста були два ряди стін. Так звана Висока стіна з вежами була внутрішньою (побудована в першій половині XV століття), а Низька стіна з бастеями — зовнішньою. Щоб утримувати фортифікації в мирний час і обороняти їх під час війни, кожна вежа була закріплена за ремісничим цехом. Уздовж нинішньої вулиці Лесі Українки стояли вежа Крамарів, вежа Пекарів, вежа Кушнірів над Краківською брамою, башта Миловарів і Бляхарів, вежа Мечників, вежа Ткачів, башта Шапкарів і Сідельників, вежа Броварів і Медоварів. На перехресті сучасних вулиць Лесі Українки та Підвальної стояла кутова вежа Римарів, уздовж Підвальної розташовувалися вежа Мулярів, Поворозників і Токарів, а також кутова вежа Шевців, що примикала з південного боку до міського арсеналу. Уздовж нинішньої вулиці Братів Рогатинців стояли вежа Гончарів і Котлярів, вежа Кравців над Галицькими воротами і кутова башта Золотарів. Уздовж берега Полтви, на східній стороні сучасного проспекту Свободи, стояли вежа Різників, вежа Столярів, Бондарів і Стельмахів, вежа Ковалів, Слюсарів і Голкарів, а також комплекс Низького замку.

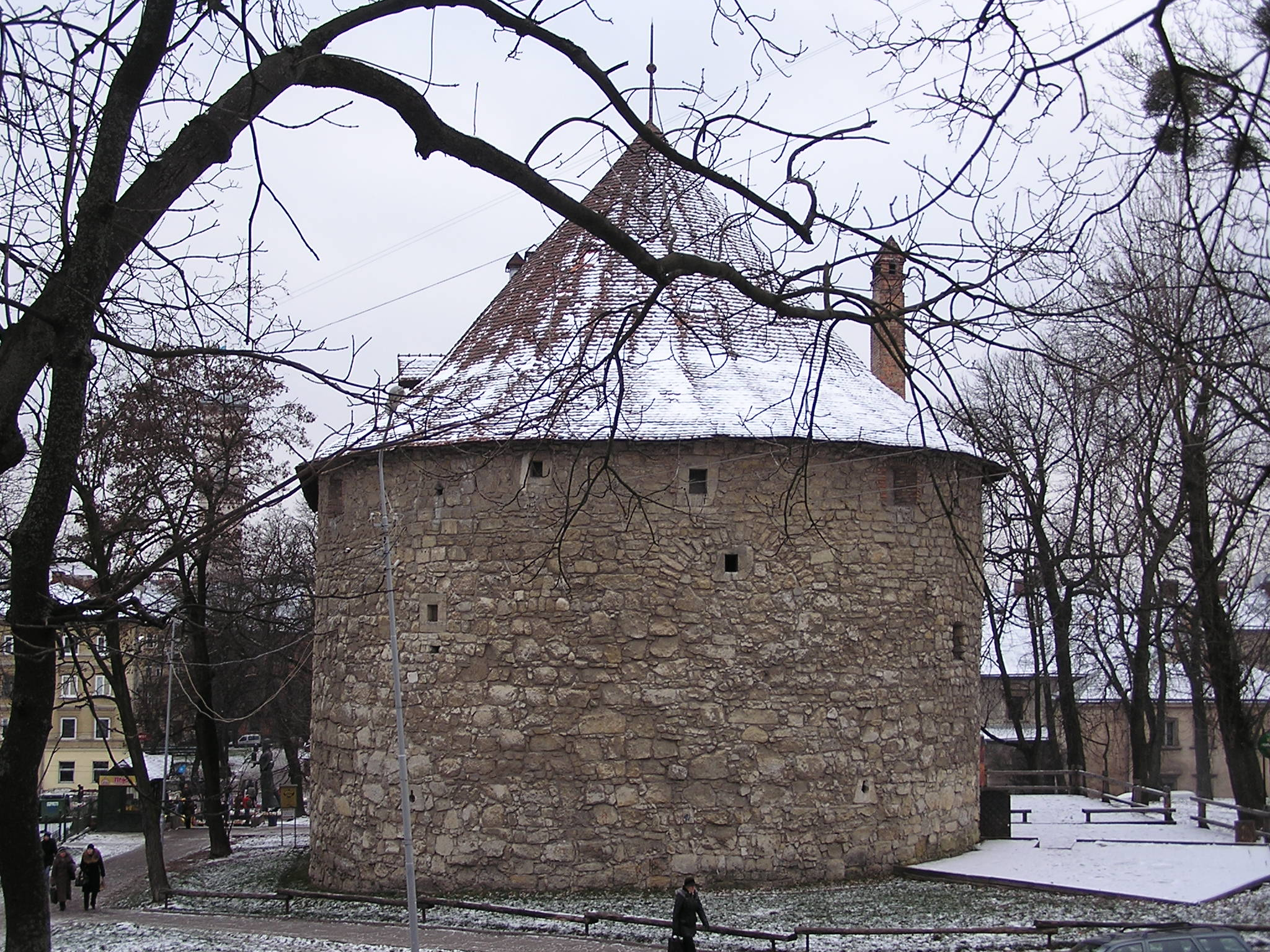
Порохова вежа.

Після великої пожежі 1527 року, що знищила більшу частину львівських фортифікацій, міська влада реконструювала, а місцями і заново відбудувала оборонні стіни та башти. На південному і східному відрізках міської стіни з'явилися додаткові вежі — Котлярів, які відділилися від гончарів, Порожня і Жидівська вежі біля Галицької брами, вежа Гарбарів і Корняктівська вежа (пізніше відома як Руська). Після того, як австрійці наприкінці XVIII століття знесли міські стіни і вежі, які оточували середньовічний Львів, вціліли лише фрагменти вежі Римарів, вежі Шевців і вежі Мулярів, Поворозників і Токарів на східній стороні укріплень.
Розвиток вогнепальної зброї змусив містян побудувати другу лінію оборони, відому як Низька стіна. На ній у проміжках між вежами Високої стіни розміщувалися 16 відкритих напівкруглих бастей (в 1970-х роках під час реставраційних робіт було знайдено підземні частини двох бастей східної лінії Низькою стіни). Третю лінію оборони складали земляні вали, обладнані кам'яно-дерев'яними укріпленнями (від них збереглася тільки Порохова вежа). У першій половині XV століття земляні вали, що оточували Високу стіну, були нарощено й укріплено дерев'яним частоколом, а рови поглиблені. З 1476 року архітектор Ян Шиндлер повторно наростив вали і поглибив оборонний рів.
Після нападу турків на Львів у 1498 році міська влада ухвалила рішення вдосконалити зовнішню лінію оборони. Першим оборонним пунктом став барбакан біля Краківської брами. Після 1520 року вали знову були реконструйовані, але вже з урахуванням змін, що відбулися в артилерійській справі. Вали були обкладені каменем, почалося будівництво кількох зовнішніх бастей, які виступали за периметр фортифікацій на особливо небезпечній південно-східній стороні оборони.
Навпроти монастиря бернардинців була побудована Струмилова башта, яка разом з барбаканом Галицької брами прикривала Львів з півдня. У місці з'єднання південної та східної ліній оборони була побудована циліндрична Королівська вежа, а північніше неї почалося будівництво найбільшої із зовнішніх веж — Порохової. На північній стороні оборони з'явилася вежа «На греблі», яка захищала підступи до Краківських воріт. На західній стороні підступи до Низького замку охороняла Гетьманська бастея (тут не було потрібно сильних укріплень, оскільки біля стін починалася болотиста долина річки Полтви). Облаштування валів було завершене близько 1540 року спорудженням в південно-західному куті лінії оборони двох бастей — Вужової та Фарської веж. Вужова вежа називалася так через те, що на ній був поміщений герб зі зміями королеви Бони Сфорца, яка фінансувала будівництво (крім того, цю вежу називали Водяною, бо через неї проходив водопровід із Полтви у внутрішній рів). Від колишніх валів збереглися топоніми Губернаторські вали (сквери між вулицями Підвальною та Винниченка) і Гетьманські вали (нинішній проспект Свободи).
Зберігали своє значення і львівські замки — Високий і Низький. Високий замок у другій половині XIV століття був відбудований з каменю та цегли, в 1535—1538, 1574—1575 і 1586—1589 роках його ремонтували і перебудовували. У центрі замку височів донжон, навколо якого перебували палац, казарми гарнізону і темниці для шляхти і простолюдинів. У 80-ті роки XVI століття за проектом Бернардо Морандо навколо замку викопали шанці. У палаці Високого замку розміщувалися каплиця і збройова майстерня, у дворах були колодязь і господарські споруди. Командиром замкового гарнізону був бургграф. До наших днів зберігся лише фрагмент стіни, яка відділяла двір. Під час розкопок 1955—1956 років були виявлені залишки замкової стіни, в 1975 році — сліди круглої кам'яної вежі, датованої XIII століттям.

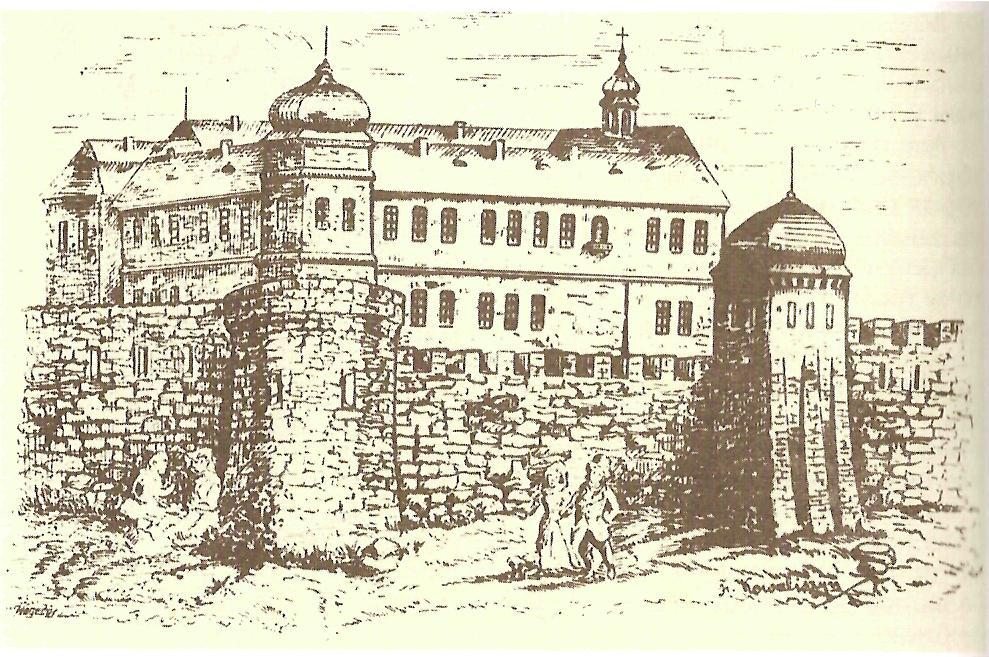
Низький замок. Гравюра XIX століття.

Низький замок побудував князь Лев Данилович на початку 70-х років XIII століття. В 50-х роках XIV століття його перебудували за наказом Казимира III і пізніше вписали у північно-західний кут міських фортифікацій. Таким чином, західна і північна стіни Нижнього замку продовжували лінію міських стін, східна стіна замку, вздовж якої був викопаний рів, пролягала на місці нинішньої вулиці Театральної, а південна прилягала до сусіднього монастиря францисканців (південніше західного краю сучасної вулиці Вірменської). Вхід до Низького замку був розташований на місці нинішнього перехрестя вулиць Театральної та Лесі Українки.
У 1381 році дерев'яний Низький замок згорів. Відбудована в камені фортеця значно постраждала під час пожежі 1527 року, хоча її зовнішні укріплення здебільшого вціліли. У 1565 Низький замок повторно повністю згорів, і його багато років відбудовували львівські старости. При Миколі Гербурту замок включав шість будівель, колодязь і костел Святої Катерини, зведений на місці старої каплиці. Формально Низький замок не підкорявся магістрату, тут була розташована резиденція королівського старости, при якій діяли суд, архів і в'язниця. Під час облог Львова сюди пускали біженців з околиць, тут зупинялися урядники, які приїжджали на час каденції земських і гродських судів. Восени 1387 року в Низькому замку мешкав майбутній великий князь московський Василь I Дмитрович, влітку і восени 1537 — король Сигізмунд I. Близькість Полтви і вологі ґрунти спричиняли постійну сирість і псування стін замку.

## Архітектура

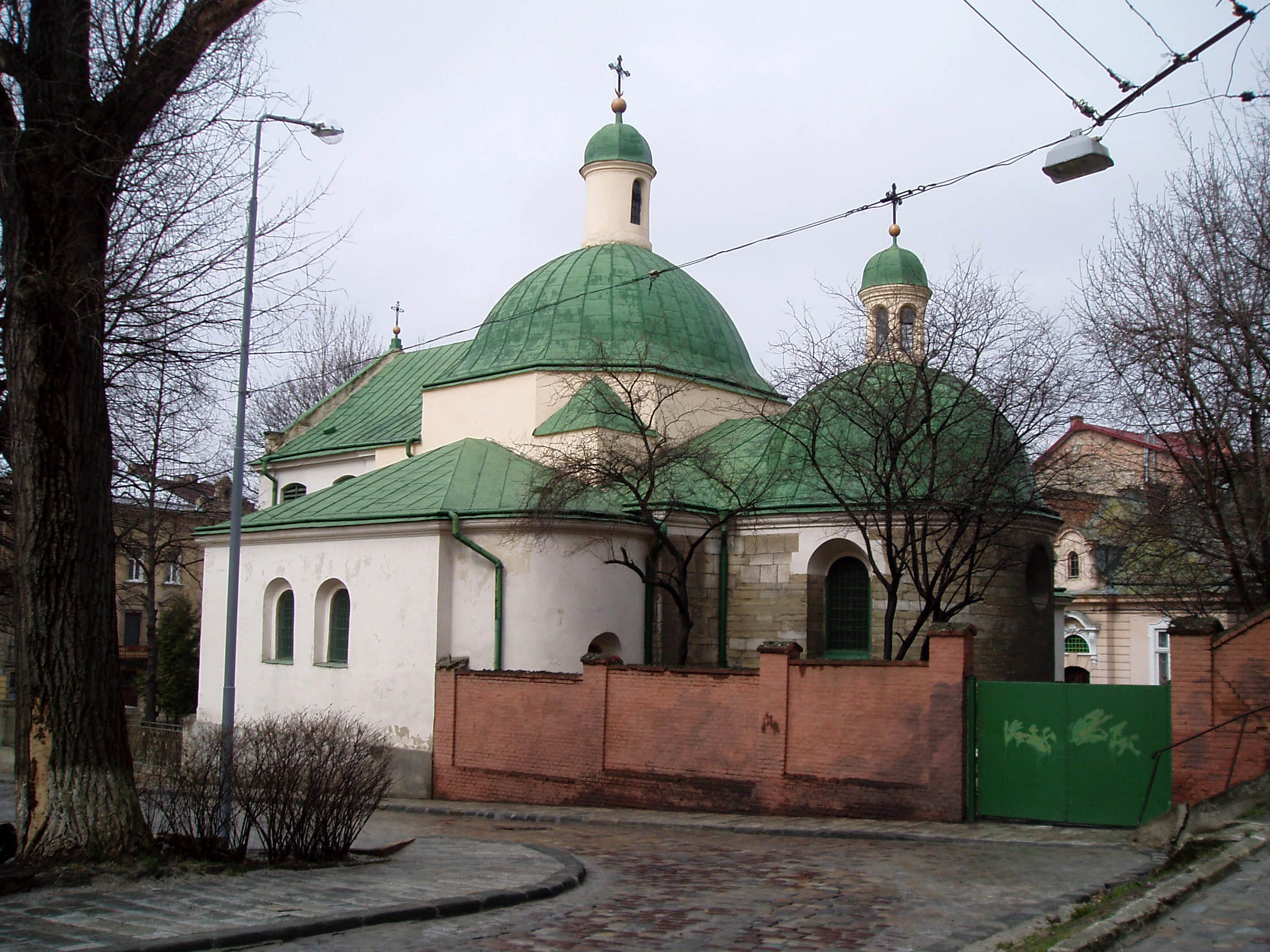
Церква святого Миколая.

У Львові з часів Середньовіччя уціліла низка пам'яток архітектури княжого і польського періодів, хоча і значно перебудованих і видозмінених. Православна церква святого Миколая, заснована наприкінці XIII століття як придворний княжий храм, зберегла деякі риси архітектури Галицько-Волинського князівства. Від первісної будови до наших днів дійшли загальний план хрестово-купольного типу, нижня частина стін і апсид, складених з тесаного білого вапняку.
Знайдені під час археологічних розкопок фрагменти фундаментів, підвалів і стін Святоюрського монастиря датують кінцем XIII століття, П'ятницької церкви, Онуфріївського монастиря, костелу Івана Хрестителя і костелу Марії Сніжної — XIV століттям. Дерев'яна П'ятницька церква служила оборонним бастіоном і за переказами була пов'язана з Княжою горою підземним ходом. Нинішній храм, побудований у першій половині XVII століття на пожертвування молдавських господарів, значною мірою повторює в плані свого попередника княжої доби. Дерев'яний храм Святого Онуфрія з'явився наприкінці XIII століття за князя Лева, в середині XV століття при церкві виник монастир. Після пожежі церква була відбудована в 1518 році, а нинішній кам'яний храм звели в 1550 році на кошти Костянтина Острозького. У 1583 році в церковній огорожі був похований Іван Федоров.
Костел Марії Сніжної, розташований на невеликому пагорбі, вже до середини XIV століття був релігійним центром німецької громади (відомо, що в 1352 році колишня дерев'яна церква була відбудована в камені). Сьогодні храм являє собою однонефову базиліку, тяжіє до романської архітектури. Костел Івана Хрестителя був побудований на місці дерев'яної церкви, подарованої князем Левом своїй дружині Констанції, яка в свою чергу передала храм домініканцям. До наших днів збереглася лише хрестова кладка XIV—XV століття.

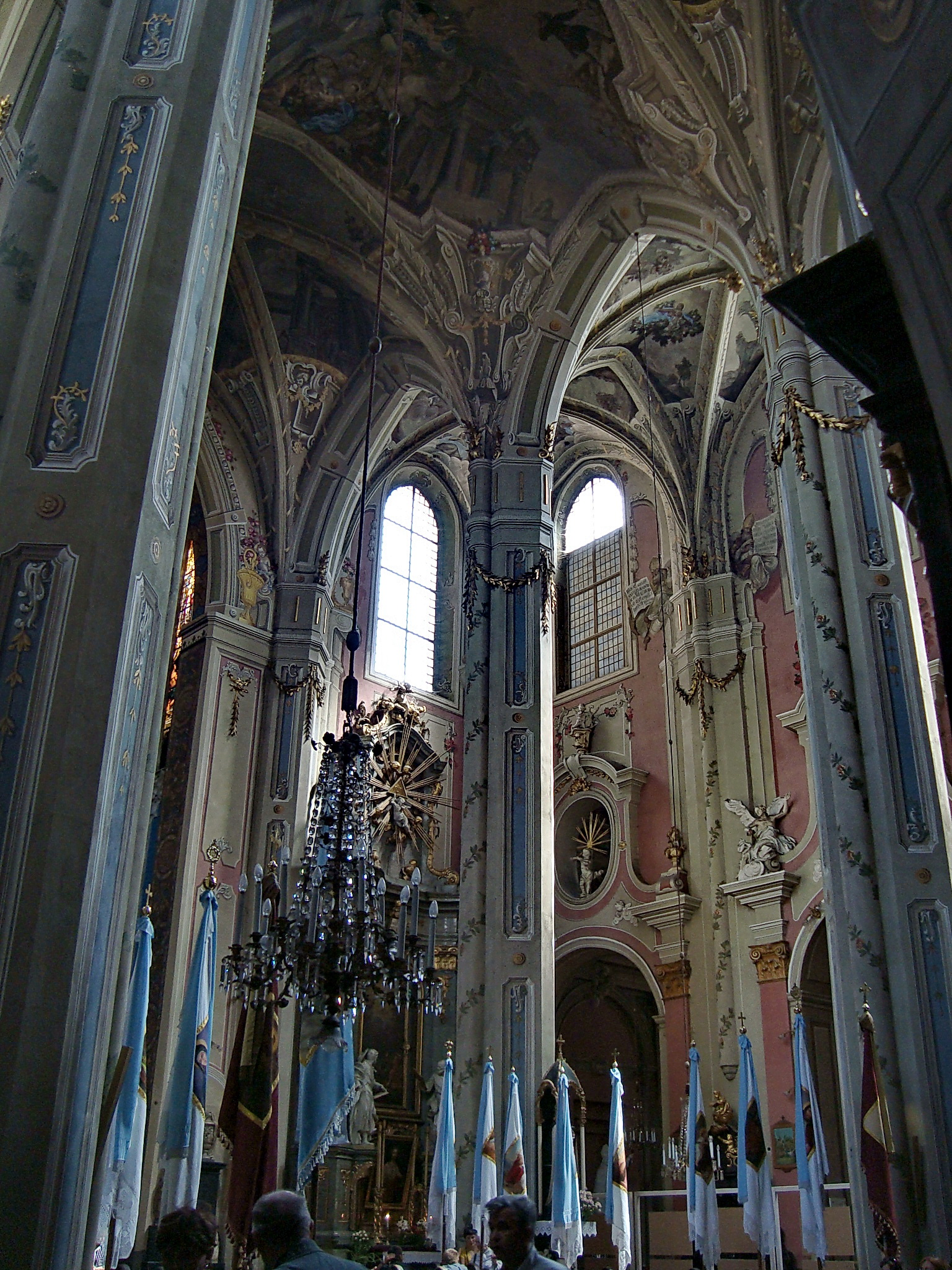
Інтер'єр Латинського собору.

Із середини XIV століття у Львові почався розвиток готики західноєвропейського зразка. Першою культовою спорудою такого зразка став Латинський кафедральний собор, закладений у другій половині XIV століття. Він почасти зберіг риси первісного готичного вигляду (після пізньої перебудови і численних нашарувань елементи готики збереглися в пресбітерії, екстер'єрі вівтарної частини, зовнішніх контрфорсах і вузьких стрілчастих вікнах собору). Його першими архітекторами були Петер Штехер і Микола Гонзаго, потім — Йоахім Гром і Амвросій Рабіш, а закінчив храм у 1493 році Ганс Штехер (Блехер). Але фактично собор залишився незакінченим, оскільки спочатку нефи планувалося перекрити шістьма склепіннями, а було зведено тільки три. При пожежі 1527 обрушилися склепіння хору і вежа, що підносилася над ними, але відновлювали собор вже зодчі ренесансної доби.
Не дійшли до наших днів виконані в стилі готики початкові цегляні костел францисканців (1363—1460), костел Святої Катерини Олександрійської при Низькому замку (70-ті роки XIV століття), костел і госпіталь Святого Духа (1377—1431), костел домініканців (+1408 — близько 1450), костел Святого Станіслава. Готичними були ратуша, завершена у 1491 році Штехером, міські фортифікації з Галицькою та Краківською брамами, укріплення Високого замку й більша частина житлових будинків. Величним ансамблем готичних будівель був і Низький замок, що складався з двоповерхового палацу, прикрашеного аркадою, стін з вежами і різних прибудов. Тут розміщувалися покої короля і старости, канцелярія, архів, в'язниця і судові інстанції.

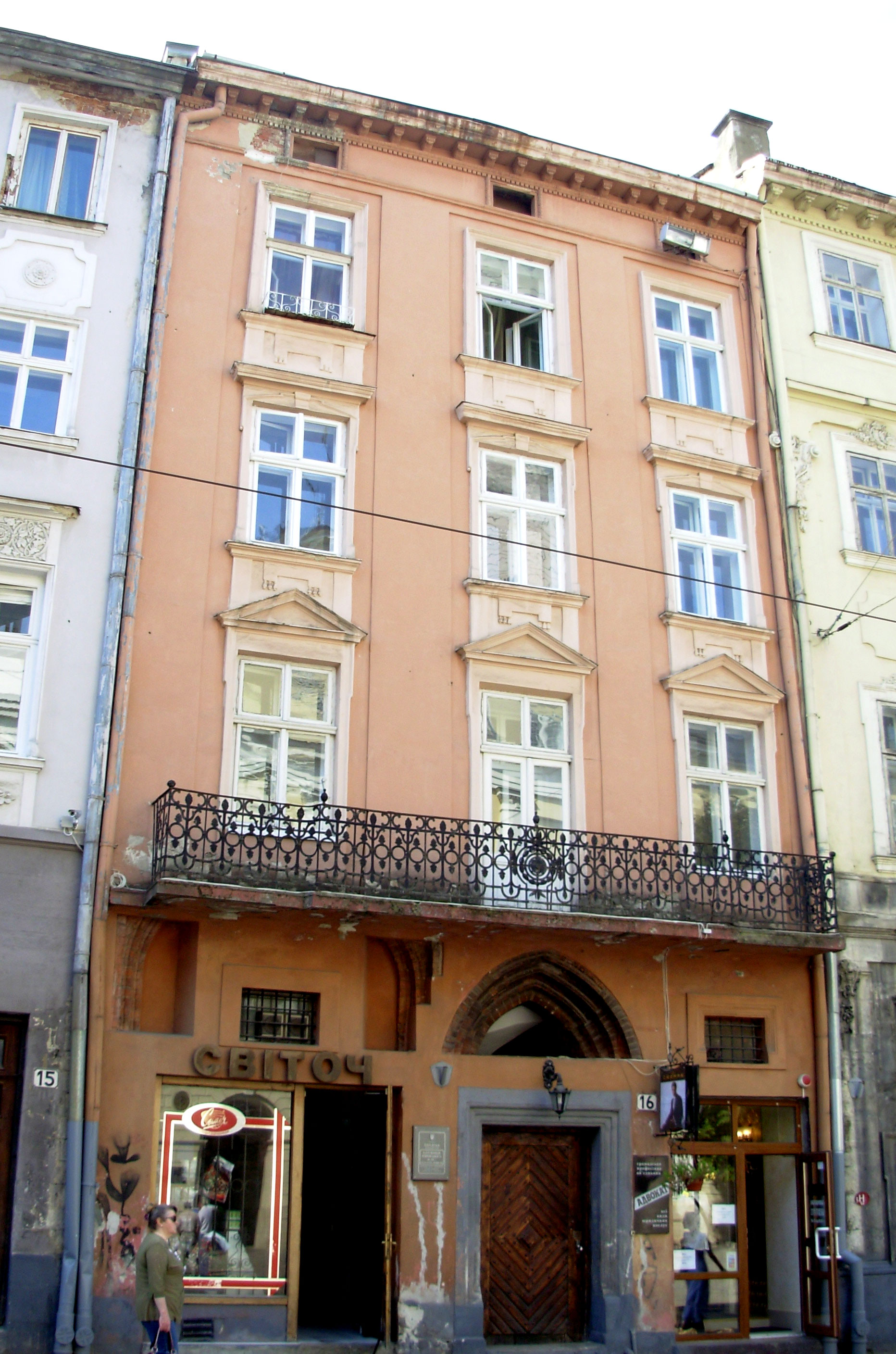
Площа Ринок, 16.

У сучасному Львові елементи готики збереглися в порталах будинків № 16 (XVI століття) і № 28 (кінець XV століття) на площі Ринок, будинку № 2 на вулиці Руській (XV століття), у склепіннях перших поверхів палацу Корнякта та будинку № 45 на площі Ринок (XV століття). Череда пожеж XVI століття, а особливо пожежа 1527 року, знищили готичну забудову середньовічного Львова, однак стилістика пізньої готики зустрічалася у сакральних будівлях і пізніших часів. Пожежа 1527 року стала умовною межею між готичним і ренесансним Львовом. Якщо в епоху готики помітну роль серед архітекторів і скульпторів грали німці, то в добу Відродження на перший план вийшли італійці.
До збережених пам'яток готичної декоративної пластики належать основа кам'яної колони у вигляді лева (XIV століття), що зберігається в Львівській галереї мистецтв, маскарон на фасаді будинку № 35 по вулиці Староєврейській (XV століття), завершення ринви в будинку № 4 на вулиці Руській (XV століття), велике дерев'яне розп'яття роботи скульптора Габершрака, розташоване над вівтарем каплиці Розп'ятого Христа католицького кафедрального собору (1473). Серед творів готичної статуарної пластики виділяються алебастрова композиція другої половини XIV століття з Львівської галереї мистецтв та дерев'яні скульптури XV століття, що зберігаються зараз в Олеському замку.
Вірменський собор, заснований, як і Латинський, у другій половині XIV століття, попри значні реконструкції зберіг свій вірмено-візантійський вигляд (у плані найдавніша частина львівського собору має багато спільного зі знаменитим Анійським собором, хоча спостерігається і певна схожість з церквою Святого Пантелеймона в передмісті Галича). Архітектором виступив майстер німецького походження Дорінг (згідно з іншими версіями, він був італійцем або вірменом), запрошений вірменськими купцями, вихідцями з Криму. У 1571 році поряд з Вірменським собором за проектом архітектора Петра Красовського була побудована восьмикутна дзвіниця, увінчана цибулинним куполом. Від вірменського кладовища, що колись примикав до собору, збереглося кілька могильних плит XIV—XVIII століть.

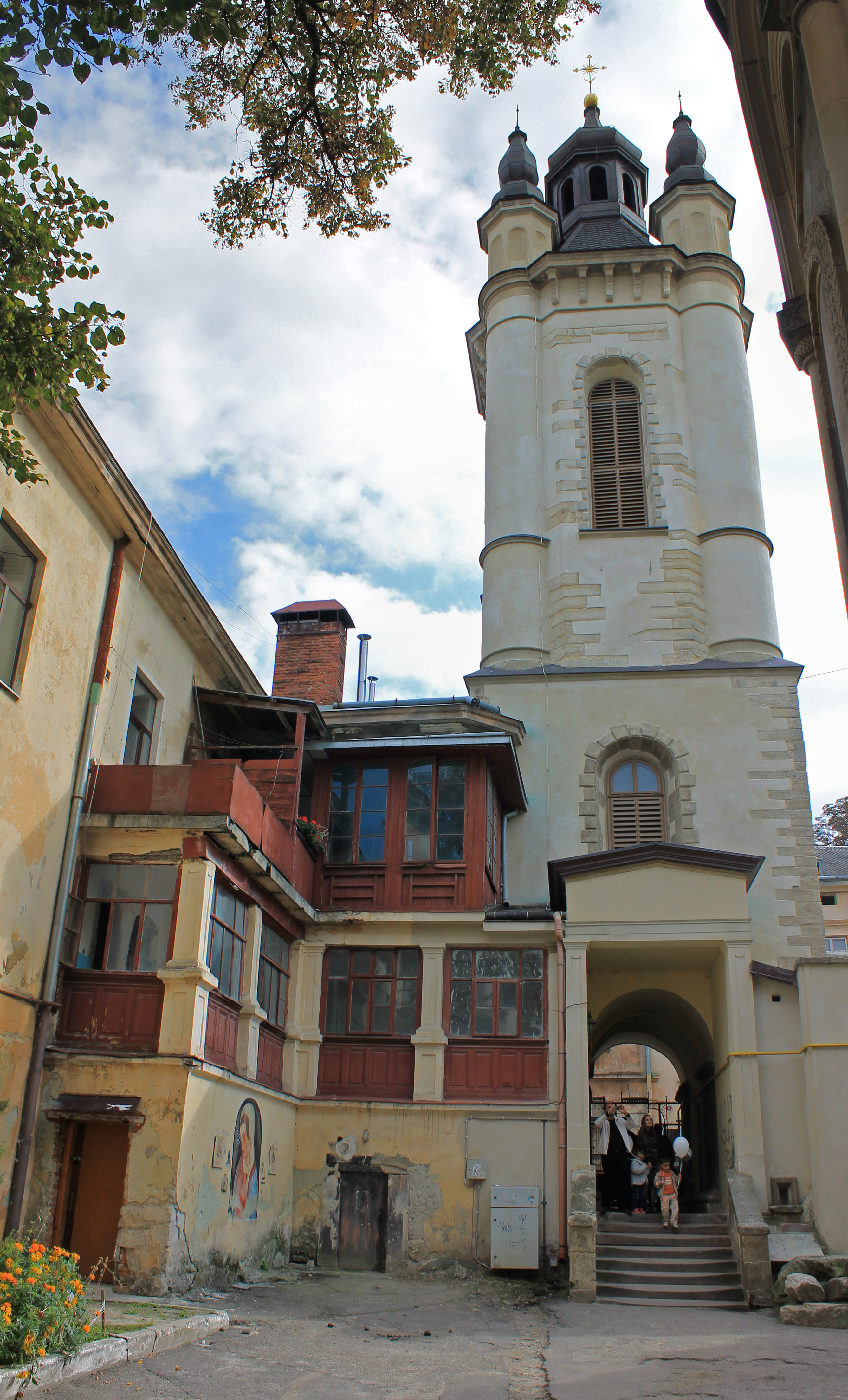
Дзвіниця Вірменського собору.

Згідно з первинним задумом собор являв собою хрестово-купольний храм візантійського типу. Купол лежав на дванадцятигранному барабані. Тип чотиристовпового храму і кладка купола специфічні для вірменської архітектури, але наявність трьох бічних апсид, прибудованих у XV столітті, характерні для східноєвропейської традиції (крім того, в 1437 році з південного боку собору була побудована відкрита аркада в середземноморському стилі). Під час реставрації собору в 1925 році у віконних нішах були відкриті залишки фресок, що датуються першою половиною XVI століття. Зі скульптурних пам'ятників збереглася надгробна плита померлого у 1551 році патріарха Стефана з елементами готики і ренесансу, а також вмуровані в стіни ризниці рельєфи XVI століття («Фома Невіруючий» і «Свята Софія з дочками»), по всій видимості зняті з надгробних пам'ятників зруйнованого кладовища.
У 1507 році на кошти цеху кравців був побудований дерев'яний костел Святої Анни, однак у 1509 році храм згорів під час облоги міста військами молдавського господаря. У 1554 році німецький купець Штанцль Шольц звів будинок з великим господарським двором — перша в місті будова в стилі італійського ренесансу (сьогодні на цьому місці розташований будинок № 3 по вулиці Друкарській). Порохова вежа (1554—1556), яка раніше входила до складу фортечних споруд зовнішнього кільця, і її сучасник, міський арсенал, служать прикладом військового зодчества доби Відродження (правда, стіни першого поверху арсеналу і вежі, що примикає до нього з північного боку, відносять до XV століття).
Наприкінці XVI століття були побудовані житлові Чорна кам'яниця і палац Корнякта, Венеціанська кам'яниця і палац Бандінеллі, кам'яниці Лукашевичів і Бернатович, ансамбль Успенської церкви з каплицею трьох святителів і вежею Корнякта, синагога Золота Роза і монастир бенедиктинок. Одним з найкращих пам'ятників доби Відродження, шедевром львівської архітектури вважають ансамбль Успенської церкви, будівництво якої фінансували Успенське братство, у тому числі грецький купець Костянтин Корнякт, а також молдавські господарі Єремія Могила і його брат Симеон Могила, московський цар Федір I Іванович і запорізький гетьман Петро Сагайдачний.

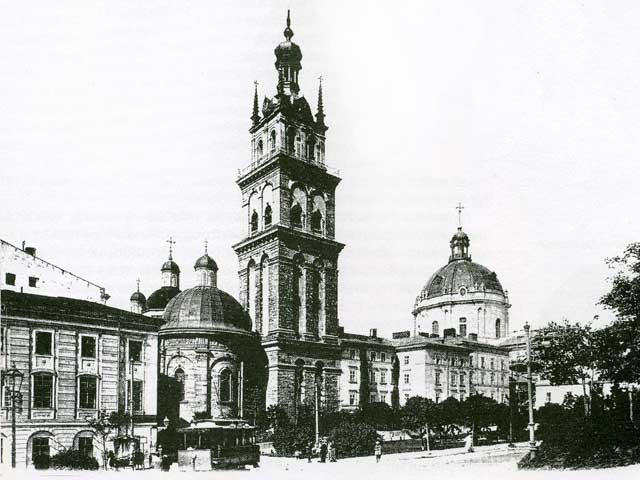
Успенська церква в XIX столітті.

Автором проекту Успенської церкви і першим її архітектором до 1597 був Павло Римлянин (Паоло Домініцій). У березні 1591 братство укладає з ним договір, у наступному році до будівництва підключається тесть Римлянина, архітектор Войцех Капінос, а ще через рік — другий зять Капіноса, Амвросій Прихильний, який у 1629 році закінчив церкву. Приступаючи до робіт, Павло Римлянин частково використовував фундамент і загальний план попереднього храму, що згорів у 1571 році.
В основі проекту лежала типова композиція трикупольної церкви. Дві пари тосканських колон ділять храм на три нефи (широкий центральний і менші бічні). Колони підтримують високий барабан з куполом. Зі сходу до нефів примикає напівкругла апсида, із заходу — притвор з хорами (бабинець). Куполи, що перекривають апсиду і притвор, стоять на одній поздовжній осі, а внутрішні стіни оперізує галерея. Головний фасад, що виходить на вулицю Руську, на всю висоту розчленований тосканськими пілястрами, між якими розташовані глухі арки, прорізані віконними прорізами.

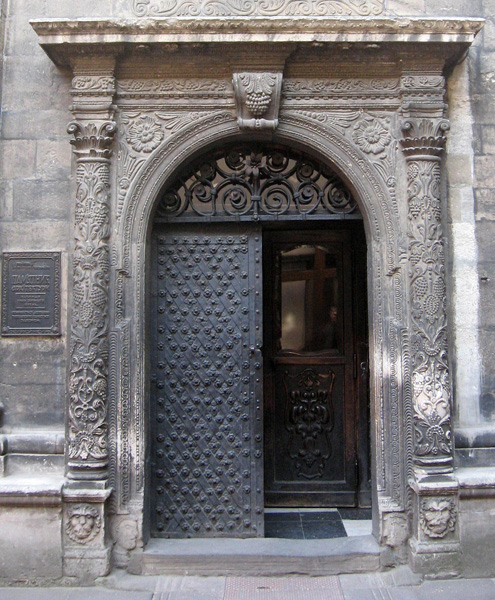
Портал каплиці Трьох Святителів.

Першу дзвіницю Успенської церкви в 1567 році почав будувати Петро Красовський, однак через прорахунки вона завалилася. Нинішня вежа споруджена в 1572—1578 роках під керівництвом Петра Барбона і Петра Римлянина. Спочатку вона складалася з трьох ярусів і завершувалася шатровим покриттям з пірамідальним ліхтарем. У нижньому ярусі був арковий вхід, прикрашений скульптурним зображенням лева.
Каплиця Трьох Святителів, зведена в 1578—1591 роках за проектом Петра Красовського, близька до класичного типу ренесансної будівлі, проте вона завершується трьома куполами на восьмигранних підставах. Здвоєні профільовані пілястри ділять фасад на три поля. Багате різьблення порталу, розташованого в середньому полі, дещо нагадує іконостас. На відміну від багатьох інших пам'яток архітектури, ансамбль Успенської церкви дійшов до наших днів майже в первісному вигляді (пізніші зміни торкнулися здебільшого деталей інтер'єру).

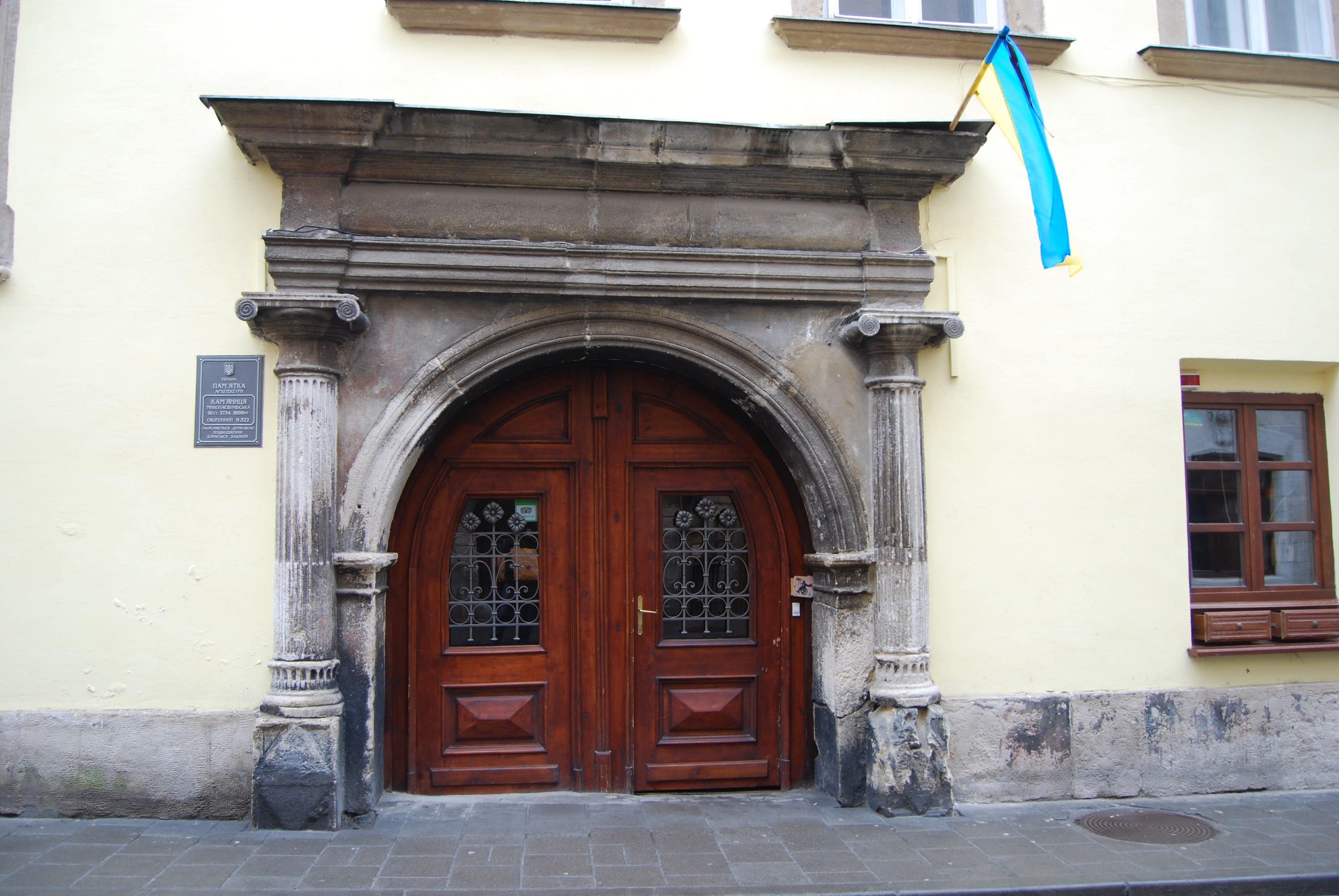
Вулиця Вірменська, 20.

Характерним фрагментом житлової архітектури XVI століття є обрамлений іонічними колонами портал будинку № 20 по Вірменській вулиці (це все, що збереглося від будинку, побудованого архітектором Петром Італійцем). Серед інших фрагментів XVI століття, розташованих на цій же вулиці, виділяються портали будинків № 15 і 28, готичні склепіння в будинках № 25, 31 і 32, деталі ренесансного зодчества в архітектурі будинків № 7, 8, 25 і 32, левові маски на фасаді будинку № 8.
Вулиця Руська вперше згадана в документах другої половини XV століття (до цього була відома як вулиця Соляників), тоді на ній було всього 14 будинків. Нижні поверхи будинків № 2 і 4 зберегли деякі готичні фрагменти — контрфорси, хрестові склепіння і пучки тонких півколон. У дворі будинку № 2 над аркою є маскарон у вигляді голови лева з виноградним гроном у пащі. Будинок № 6 виділяється суворим ренесансним профілюванням цокольного поверху. Одним з найбільш примітних пам'ятників львівського Відродження є монастир бенедиктинок, закладений у 1593 році за проектом Павла Римлянина. Від початкового декору монастирських фасадів збереглося небагато. Три широкі арки монастирського корпусу, що примикає до будівлі більш пізнього костелу, утворюють відкриту лоджію.
Вигляд поліхромної площі Ринок багато в чому формує образ Львова другої половини XVI століття, коли був затверджений і розквітнув стиль ренесансу. Тут переважають високі вузькі будинки з трьома вікнами по фасаду (два вікна належать парадній кімнаті, одне — спальні). Згідно з тодішніми законами, щоб збільшити число вікон, що виходили на площу, потрібний особливий дозвіл влади і сплата великого податку. Багато будинків, що побудовані на фундаментах і нижніх поверхах готичних будівель, зберегли фрагменти більш ранніх епох (наприклад, нервюри хрестових склепінь і стрілчасті арки, підвали з готичними порталами і цегляною кладкою XV століття).
Архітектором Чорної кам'яниці (будинок № 4) вважають Петра Красовського, хоча деякі джерела вказують і Петра Барбона, і Павла Римлянина. Нинішня ренесансна будівля була зведена в 1588—1589 роках на місці будинку, що згорів у 1571 році. Першими власниками кам'яниці були вдова патриція Софія Ганель і купець Томаш ді Альберті, а в 1596 році будинок купив Ян Лоренцович, який відкрив тут аптеку. Весь фасад покритий потемнілим від часу тесаним камінням, який утворює ромбоподібну рустівку. Колись кам'яниця славилася пишним інтер'єром, від якого збереглися кілька різьблених балок і міжвіконних колон з багатим візерунком.
Не меншу мистецьку вартість має інша ренесансна будівля — сусідній палац Корнякта (будинок № 6). Після пожежі 1571 року купець Мельхіор Хазе продав цю ділянку Костянтину Корнякту, який домігся королівського дозволу на зведення шестивіконного фасаду. 1580 року будівництво палацу за проектом Петра Барбона було завершено (скоріш за все, в роботі брав участь і Павло Римлянин). Цокольний поверх, який використовували під торгове приміщення, розчленований арковими прорізами зміщеного з центральної осі порталу і трьох вікон. Виразний задній фасад будівлі, що виходить на вулицю Федорова, особливо рустований портал з висіченою на ньому датою побудови. На першому поверсі зберігся готичний зал зі стрілчастим перекриттям. Окрасою палацу служить так званий «італійський дворик», з трьох сторін обрамлений відкритими лоджіями.

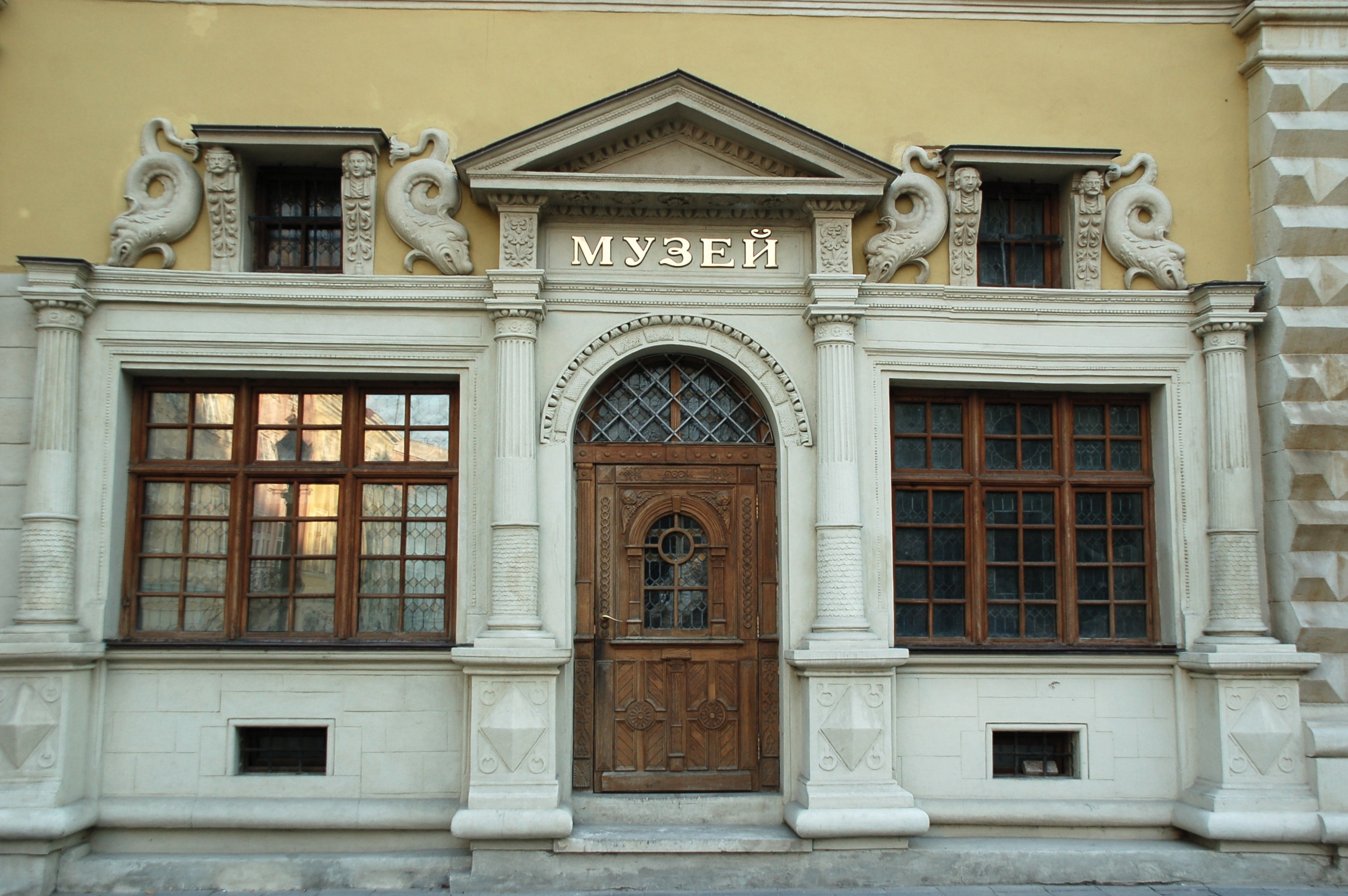
Портал палацу Бандінеллі.

На розі площі Ринок і Ставропігійської вулиці розташований палац Бандінеллі (будинок № 2). Він побудований у 1589 році на кошти купця Яноша Ведельського на місці більш ранньої готичної споруди (на першому поверсі збереглися готичні склепіння). Чіткі членування головного і бічного фасадів, потужний кутовий руст і декоративні рельєфи символізують принципи ренесансної архітектури.
У цьому ж році за проектом Павла Римлянина і за участю Павла Щасливого була побудована Венеціанська кам'яниця (будинок № 14). Вона належала далмацькому купцеві Антоніо ді Массарі, який у ролі консула представляв у Львові інтереси Венеції (його статус підкреслював крилатий лев святого Марка, розміщений над порталом будинку). Характерним елементом фасаду є ромбоподібні камені й завитки віконних наличників. На розі площі Ринок і вулиці Кафедральної розташований монументальний будинок Шольц-Вольфовичів (будинок № 23), побудований на кошти багатої сілезької сім'ї з елементами італійського та німецько-фламандського Відродження. Кут третього поверху прикрашає скульптурна група «Хрещення Христа» роботи Яна Заремби.

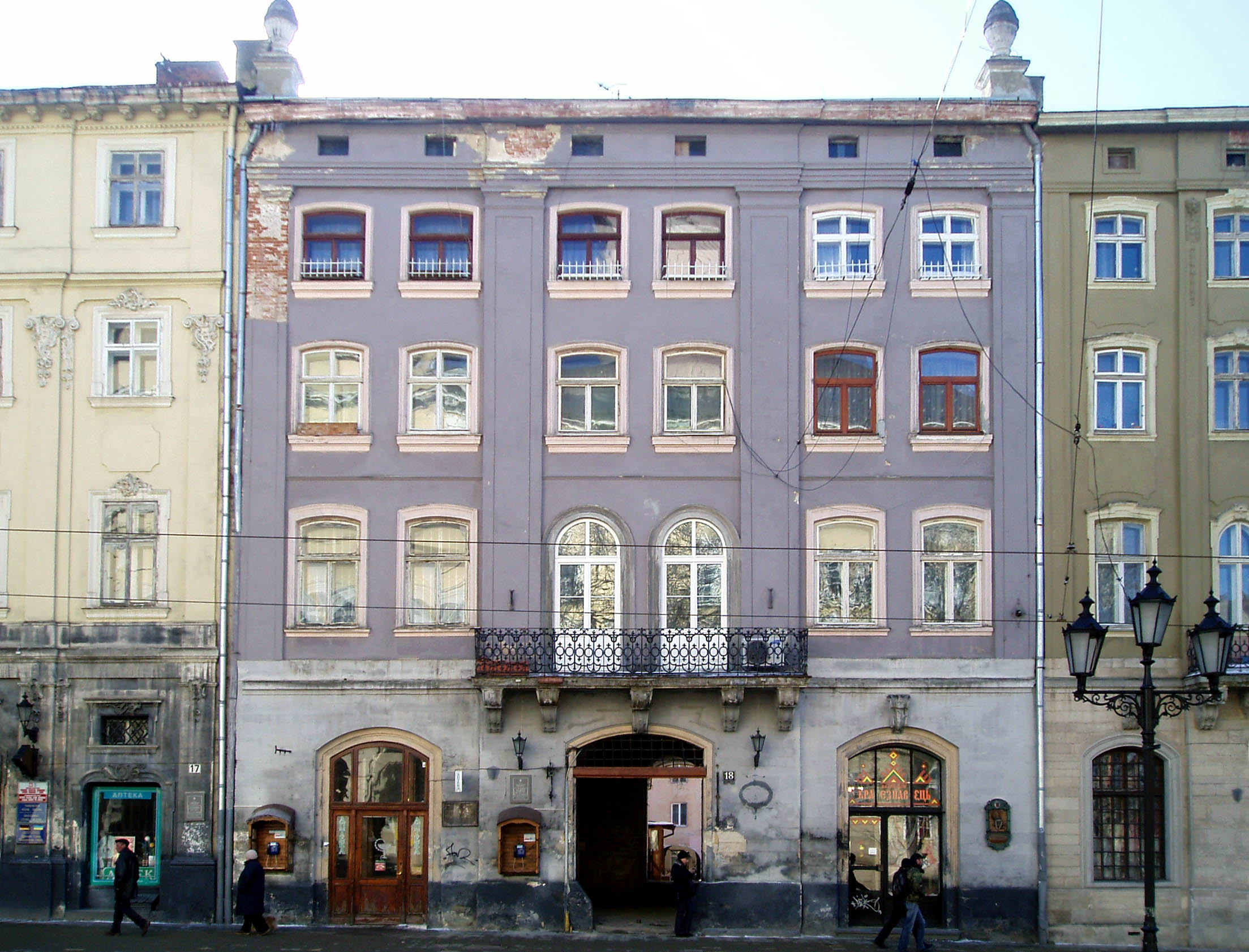
Площа Ринок, 18.

Сусідня Массарівська кам'яниця (будинок № 24) була закладена ще в XV столітті. Від тієї епохи збереглися фундамент, готичні склепіння і вікна першого поверху. Після пожежі 1527 року будинок було капітально перебудовано в стилі ренесансу. Архітектурні риси епохи Відродження проступають крізь пізні нашарування в багатьох будівлях XVI століття на площі Ринок. Серед них — Юстгляцівська кам'яниця (будинок № 12), кам'яниця Алємбек (будинок № 13), кам'яниця Рорайського (будинок № 16) і кам'яниця Гутетерівська (будинок № 18), що була зведена в 1533 році і довгий час вважалася одним з найкрасивіших і найбагатших палаців на площі.
Особливий інтерес представляє кам'яниця Гепнера (будинок № 28), в архітектурі якої можна простежити риси різних стилів: готичні контрфорси і склепіння в передпокої, багато прикрашений портал і обрамлення вікон другого поверху в стилі ренесансу. На місці нинішнього будинку № 9, побудованого в 1634 році, з останньої чверті XIV століття була розташована резиденція католицького архієпископа, в першій чверті XV століття тут гостював князь Свидригайло, в палаці неодноразово зупинялися польські королі. На місці сусіднього палацу Любомирських (будинок № 10) був розташований будинок поета Шимона Шимоновича.
Будинок № 17, сьогодні витриманий у стилі рококо, був зведений у 1574 році для багатого саксонця Франца Веніґа, що незабаром став бурмистром Львова. На розі площі Ринок і вулиці Друкарської розташована кам'яниця «Під оленем» (будинок № 45), примітна готичними підвалами й арками першого поверху. У центрі площі Ринок розташований комплекс міської ратуші XIX століття. Найбільш рання згадка про неї датована 1381 роком, коли через пожежу згоріла дерев'яна ратуша нового середмістя. У 1404 році до ратуші прибудували галерею для трубача, а на вежі встановили годинник. Наприкінці XV століття ратуша була кардинально перебудована: у 1491 році архітектор Ганс Штехер спорудив нову вежу з аттиком. Однак у 1527 і 1571 роках вона сильно постраждала від чергових пожеж. До наших днів збереглися лише деякі фрагменти середньовічної ратуші, які зараз перебувають у різних місцях (статуї двох сидячих левів з гербовими щитами, що прикрашали карниз, кілька левових скульптур з фасаду і рельєф, що зображає човен з веслярами). Першою будовою в стилі бароко став костел єзуїтів, розпочатий у 1610 році.

## Населення

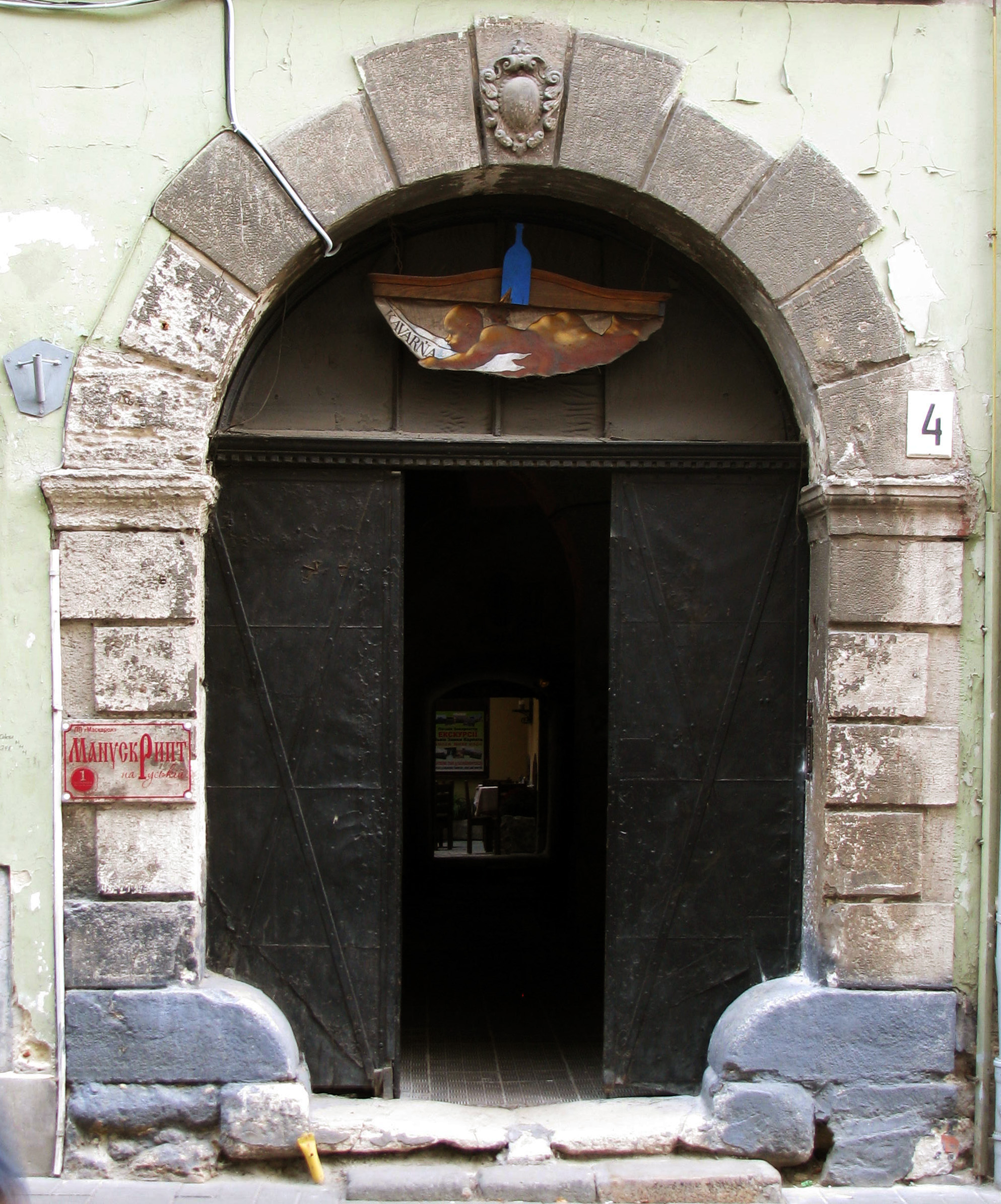
Портал на вулиці Руській, 4.

Етнічна історія середньовічного Львова відрізнялася складністю, динамічністю і драматизмом. У другій половині XIII століття під захист княжого замку стікалися селяни, торговці та ремісники з навколишніх земель Руського Королівства, а також біженці з Київської Русі. Є відомості, що у війську королів Данила і Лева служили вірмени і татари, тому вони цілком могли бути і серед варти львівського замку. З розвитком зовнішньоторговельних зв'язків у Львові стали осідати іноземні купці, ремісники, архітектори і науковці з-поміж німців, вірмен, євреїв, татар, арабів (сарацинів), греків та італійців.
На рубежі XIII—XIV століть у Львові вже існували окремі квартали русинів (в східній частині міста), євреїв і сарацинів (на півдні), вірмен і татар (на півночі), визначені князем Левом Даниловичем. В польський період головними етнічними групами Львова були поляки, німці, євреї, вірмени і русини або руські люди (цим етнонімом позначалися предки сучасних українців). Також проживали значні й не дуже громади греків, італійців, татар, угорців, чехів, литовців, волохів і караїмів.
Відомості про різні етнічні громади в давньопольський період історії Львова приведені в судових та податкових матеріалах (податкові реєстри, податки з будинків і земельних ділянок, поголовний податок), описах міст, сіл і маєтків (інвентарі та люстрації), метричних записах. Найбільше відомостей збереглося про жителів середмістя, яке в середньовіччі й вважали власне Львовом, значно менше даних про жителів передмість, приміських сіл і різних юридик (ділянок, не підконтрольних магістрату через приналежність шляхті або духовенству). Євреїв майже завжди обкладали податками, реєстрували й описували окремо від християнського населення, тому відомості про них більш широкі й точні.
Природний приріст населення середньовічного Львова був нижчим, аніж у сільській місцевості, а нерідко через високу смертність і від'ємним. Для Львова були буденністю висока дитяча смертність, голодні роки, епідемії, пожежі й війни. Головними чинниками зростання числа містян були приплив із навколишніх сіл та сусідніх держав. Найбільш інтенсивна імміграція німців до Львова відзначена в XIV — на початку XV століття. У другій половині XV століття приплив німецьких колоністів значно зменшився, а в першій половині XVI століття майже зійшов нанівець (більшість німецьких іммігрантів була з Сілезії, а також з міст Польщі та Руського воєводства з великими німецькими колоніями). З XV століття відбувалася сільська колонізація околиць Львова, в тому числі із залученням поляків, німців і волохів.
На початку XV століття населення Львова становило близько 5,5 тисяч осіб, з яких до 600 проживало в Галицькому і Татарському (Краківському) передмістях. За іншими даними, у Львові проживало близько 6 тисяч осіб, у тому числі в середмісті близько 4 — 4,5 тисячі мешканців. Більшість мешканців середмістя (близько 4/5) становили німці, також вони становили більшість серед цехмістрів (старост цехів), значну частину серед власників нерухомості (понад 60 %), купців і в органах місцевого самоврядування. Діловодство велося латинською та німецькою мовами. Другою за чисельністю громадою середмістя були вірмени (до 10 %), які становили понад 11 % власників нерухомості. Русини серед власників нерухомості середмістя становили 5 %, поляки — трохи більше ніж 4 %.
П'ятою за чисельністю етнічною групою середмістя були євреї. У передмістях також переважали німці, хоча доля русинів і татар тут була значно вище, ніж у межах міських стін.
На початку XVI століття у Львові проживало від 7 до 10 тисяч осіб. За іншими даними, у другій чверті XVI століття в місті налічувалося від 6,7 до 7 тисяч жителів, у тому числі близько 2,7 тисяч — у двох передмістях і на Підзамчому. Після пожежі 1527 року чисельність жителів передмість ненадовго перевищила населення майже повністю знищеного середмістя. Наприкінці XVI — початку XVII століття населення міста налічувало близько 17 — 20 тисяч осіб, у тому числі понад 12 тисяч жили в передмістях (якщо на початку XVI століття більшість львів'ян ще проживало в середмісті, то в кінці того ж століття там налічувалося менше третини всіх містян). Галицьке передмістя населяли переважно поляки, а також німці й русини, Краківське передмістя (особливо юридику королівського старости) — євреї, вірмени і русини, а також поляки.
У XVI столітті істотно скоротився приплив німецьких іммігрантів, натомість різко зросла кількість поляків і русинів з Руського і Белзького воєводств, поляків з Малопольщі (особливо зі столичного Кракова), а також з Великопольщі й Мазовії. У другій чверті XVI століття серед осіб, яким надавали львівське громадянство поляки становили 54 %, русини — 15 %, німці — 11 %, вірмени — 2 %. Крім того, серед тих, хто отримував міське право постійно зростала частка уродженців Львова. Однак, варто пам'ятати, що в XVI столітті міське право мали лише близько 1 тисячі містян, які разом з сім'ями становили чверть населення Львова. Відповідно значна частина русинів і вірмен, майже всі євреї і навіть багато бідних поляків, які не мали рекомендацій від місцевих цехів, проживали у Львові без міського права.
Згідно з аналізом низки джерел, у другій чверті XVI століття поляки становили 38 % населення Львова і найближчих міських сіл, русини (українці) — 24 %, євреї — 8 %, німці — 8 %, вірмени — 7 %, інші й невідомі — 15 %. Наприкінці XVI століття в етнічному складі населення Львова поляки становили близько 50 %, євреї — 20 %, русини — 20 %, вірмени — 10 %.
У середмісті в першій половині XVI століття поляки, асимілювали німців, стали найбільшою етнічною групою. На другому місці були вірмени, але в середині століття до них впритул наблизилися євреї, а в другій половині XVI століття вони випередили вірмен. Частка русинів з найбільших етнічних груп середмістя була найменшою. У передмістях протягом XVI століття частка поляків також постійно збільшувалася. Друге місце довгий час утримували русини, проте в другій половині століття їх обігнали євреї (зокрема, в Краківському передмісті).

### Русини

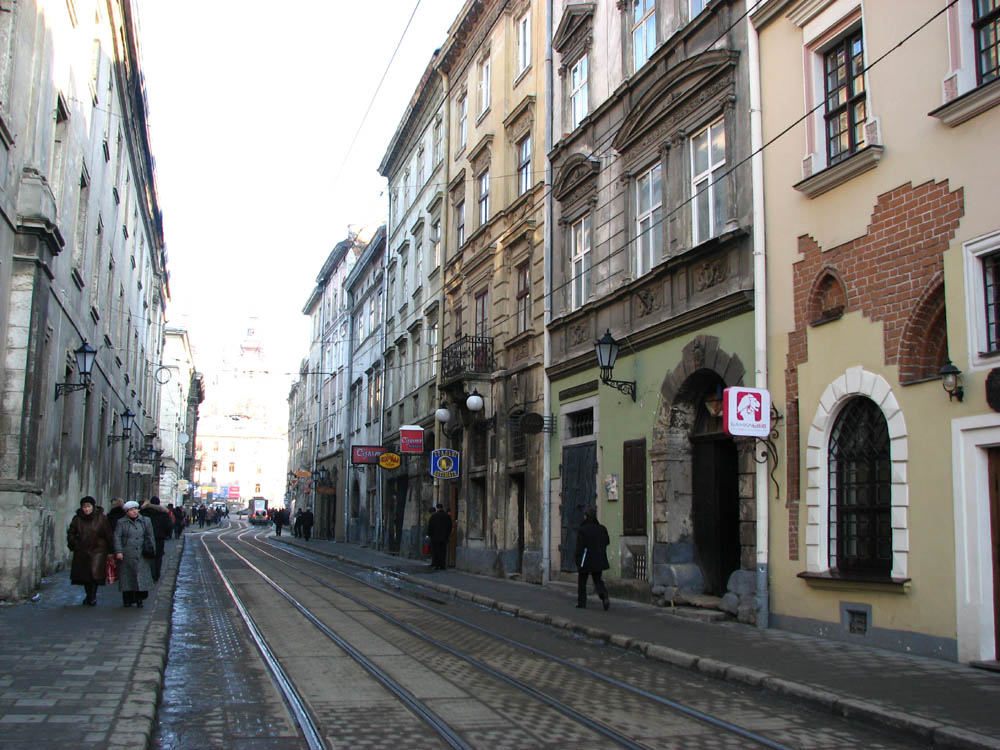
Руська вулиця.

Русини були титульною нацією Галицько-Волинського князівства і значною групою населення Львова в княжий період (XIII — перша половина XIV століття). Вони мали високий соціальний статус і мали підтримку з боку влади. Однак, вже в першій половині XIV століття їхня частка в населенні міста і, відповідно, суспільна роль поступово знижувалися. Частково через це в середовищі русинів спостерігалося невдоволення привілейованим становищем іноземців, зокрема німецьких католиків.
На відміну від Галича, Теребовлі та Перемишля, які формувалися майже виключно на слов'янській основі, у Львові з часів князя Лева існував значний шар іноземних купців і ремісників, які назавжди осідали в місті. Під час закладки нових кварталів у долині Полтви околиці Львова були малозаселеними, людських ресурсів з-поміж русинів бракувало для вирішення всіх завдань будівництва. Припливу іноземців сприяли й економічні пільги, спрямовані на залучення до Львова ремісників і освічених людей розумової праці (писарів, перекладачів, юристів і лікарів). Таким чином, Львів з початку був орієнтований переважно на зовнішні зв'язки і не був тісно пов'язаний з навколишньою сільською місцевістю, де переважали русини.

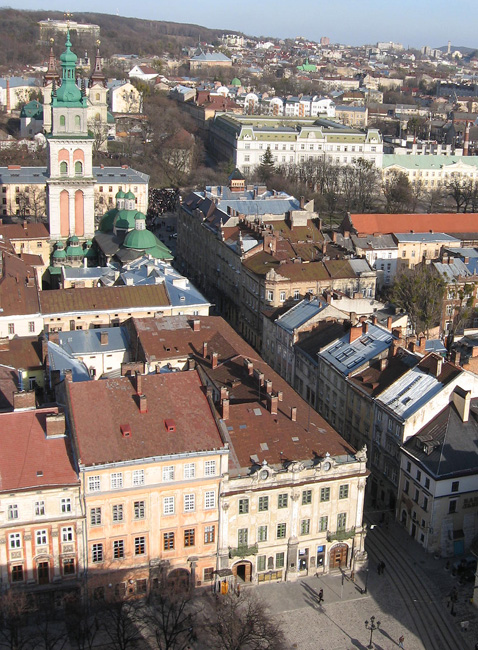
Краєвид вулиці Руської з ратуші.

Львів, як і Холм, будували як форпост князівської влади й одночасно як противагу старим галицьким містам, наприклад, Галичу та Перемишлю, в яких були сильні нелояльні до князя боярські роди. Протиставлення поліетнічного Львова давнім політичним центрам Галицької Русі не сприяло міграції в місто русинського населення. У стародавньому Львові так і не сформувалося потужне русинське етнічне ядро, основу якого складали б бояри-землевласники, духовенство, вільні купці й ремісники.
Рівень розвитку суспільних відносин на Галицьких землях був нижче, ніж у Західній Європі, тому іноземці отримували ряд переваг, яких не мали русини. Німці використовували елементи магдебурзького права, домагаючись у такий спосіб контролю над Львовом, бо в Галицько-Волинському князівстві свого муніципального права не було. Також русини не могли конкурувати з іноземними купцями і ремісниками, які мали більше знань і досвіду, відрізнялися більшою організованістю і згуртованістю.
Перенесення центру міста з району Старого Ринку в район сучасної площі Ринок (середмістя) також стало одним з ключових чинників процесу втрати русинами впливу у Львові. Будівництво нового центру, заселеного переважно німцями і вірменами, призвело до поступового занепаду старої частини міста, населеної русинами. Зсув міського центру ще більше стимулював приплив іноземців і скоротив міграцію русинів з навколишніх сіл та інших міст. Зіграло свою роль і прийняття магдебурзького права. Хоча формально воно декларувало рівність всіх етнічних груп, реально знали, інтерпретували і використовували його норми переважно католики-німці, а значна частина русинів не знала суті цього юридичного документа. Заможна частина русинів, що мала вплив у Львові, деякий час ігнорувала «німецьке» право, що частково влаштовувало й іноземців, у справи яких русини не втручалися.
У другій половині XIV століття, коли середмістя остаточно стало центром середньовічного Львова, а Руське Королівство перестало існувати, русини за короткий період часу виявилися поза участю в органах міської влади, влаштованих за нормами магдебурзького права. Вони були позбавлені можливості відстоювати свої національні, релігійні, політичні та економічні права, оскільки свого самоврядування не мали, а до самоврядування на основі німецького права були мало причетні. Становище русинів було навіть гіршим, ніж становище львівських вірмен і євреїв, які мали свої старі форми міського самоврядування.

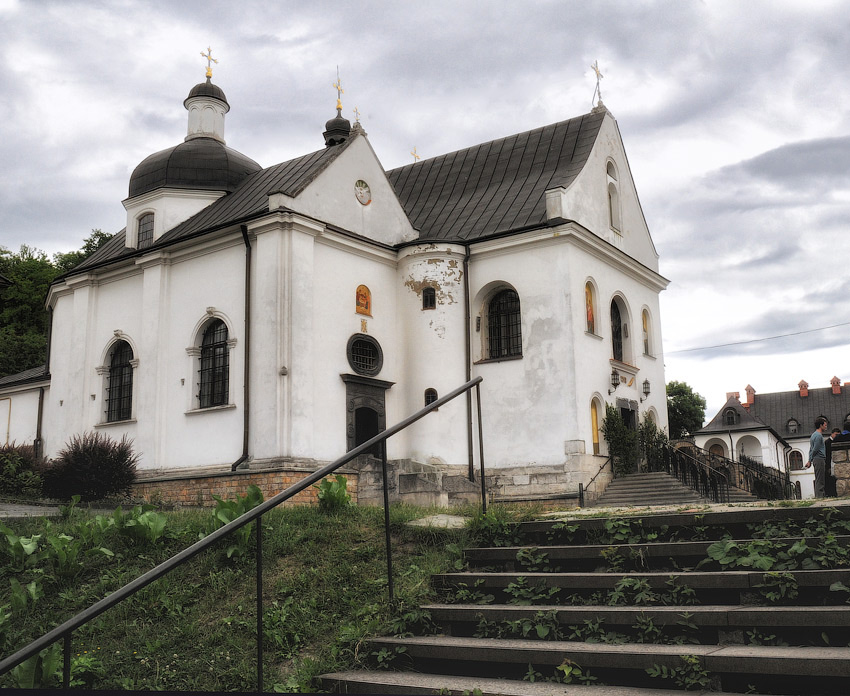
Монастир Святого Онуфрія.

Уже на початку XV століття Львів фактично став чужим для корінного етносу. Русинський квартал всередині міських стін налічував всього кілька будинків, в яких проживало 13 родин (він навіть не мав чітких кордонів з більшими єврейським та вірменським кварталами). У політичному житті Львова русини не грали істотної ролі. Авторитет православного населення спирався на активність волохів і греків, а не русинів. Навіть у передмістях стали домінувати поляки та євреї.
Тим не менше, кілька багатих русинських сімей купців і ремісників продовжували зберігати вплив у місті. Хоча некатоликам фактично було заборонено володіти нерухомістю на площі Ринок, кілька будинків на ній все ж належали русинам. Крім того, нечисленні русини були представлені в міській раді й серед цехових старшин (в магістраті навіть була посаду «руського писаря»). Купці-русини займалися торгівлею на внутрішньому ринку, не конкуруючи з німцями, вірменами та євреями в сфері прибуткової зовнішньої торгівлі східними товарами. Історичний аналіз свідчить, що соціальне становище русинів Львова при домінуванні в місті німців (друга половина XIV—XV століття) було трохи кращим, ніж при подальшому пануванні поляків (з кінця XV століття).
Переважання прийшлих елементів (німців, поляків і вірмен) частково пояснюється сильною корпоративністю львівської громади. Шляхта, купці, ремісники і селяни мали чіткий правовий статус, і перехід населення з одного соціального стану в інший був пов'язаний з великими труднощами. Корпоративність заважала переселенню до Львова русинів-селян з навколишніх сіл і вливанню їх у чуже середовище містян. У XV—XVI століттях вихідці з сіл становили всього 16,8 % тих, хто отримав міське право, причому половина з них прибули з Польщі. Іншою причиною нечисельності русинської громади стало ослаблення зв'язків з містами Волині.

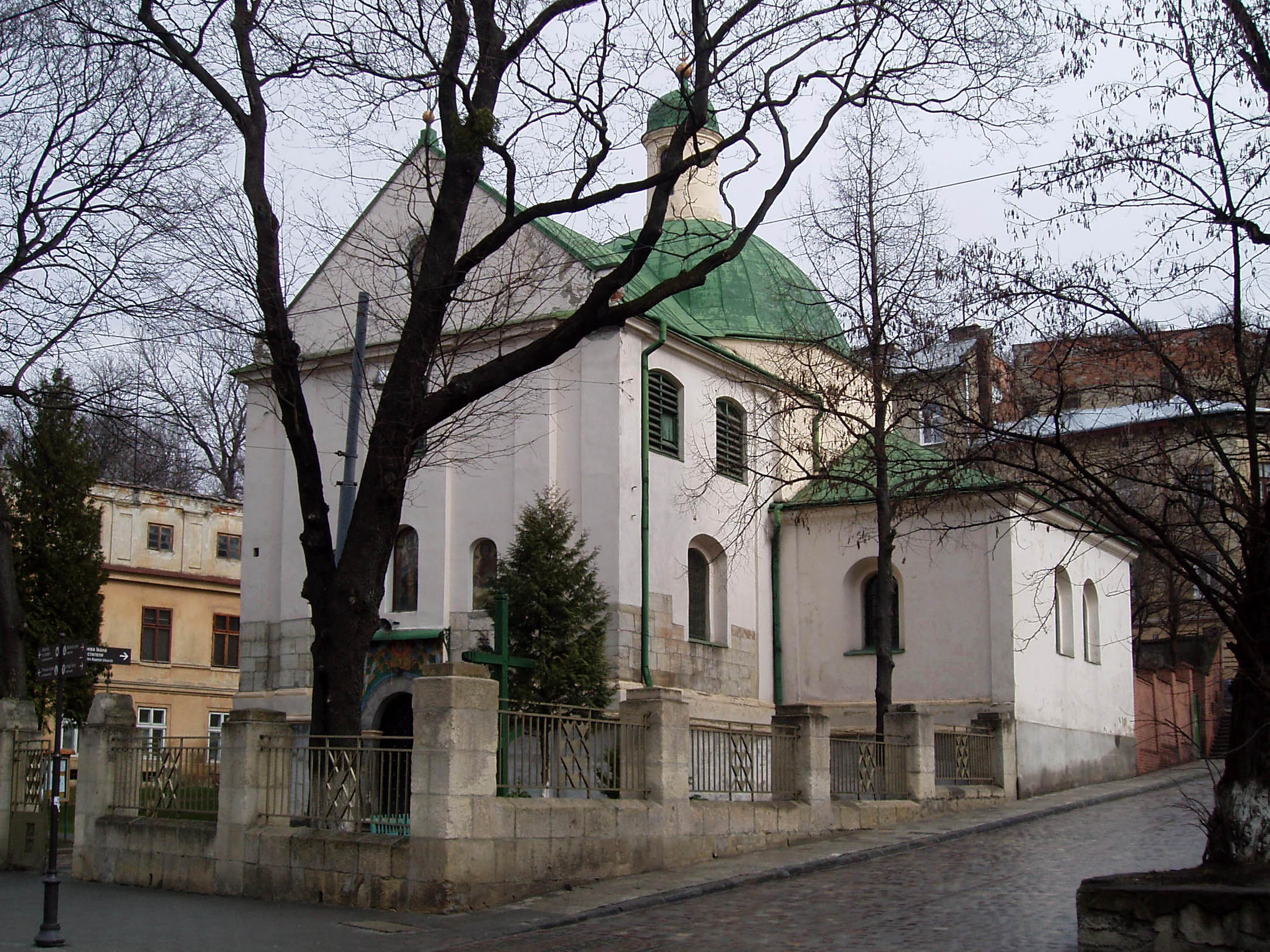
Церква Святого Миколая.

У XVI столітті русинська громада Львова значно зросла, але основних прав, як і раніше, не мала (католицький патриціат при відмові зняти з русинів соціальні обмеження зазвичай апелював до старих заборон, які існували в попередні століття). Через обмеження, накладені на некатоликів, у XVI столітті в складі населення русинського кварталу середмістя серед підприємців абсолютно переважали торговці, а ремісників було дуже мало. Однак, внаслідок руйнування транзитної торгівлі, економіка Львова почала переорієнтовуватися на внутрішній ринок. Це спричинило міграцію до Львова міщан-русинів з інших міст, конкуренцію з католиками і боротьбу русинів за свої соціальні права.
Якщо на початку XV століття серед тих, хто отримав міське право, русини становили близько 1 %, то протягом XVI століття цей показник коливався в межах 10 % (за іншими даними, в другій чверті XVI століття він становив близько 15 %). У середмісті число будинків, що належали русинам, зросло з 30 на початку XVI століття до 39 наприкінці століття. У передмістях русини воліли селитися на юридиках старости (Підзамче) та православної церкви, де вони становили більшість населення. У першій половині XVI століття в Галицькому передмісті русинам належало близько 115 земельних ділянок, у Краківському — понад 90 (в передмістях русини становили близько чверті всього населення, поступаючись лише полякам). Магістрат неохоче виділяв землі русинам, а якщо і робив це, то зобов'язував їх при продажі надавати перевагу католикам. Також русини переважали в більшості міських сіл (тільки в другій половині XVI століття в них стала рости частка поляків).

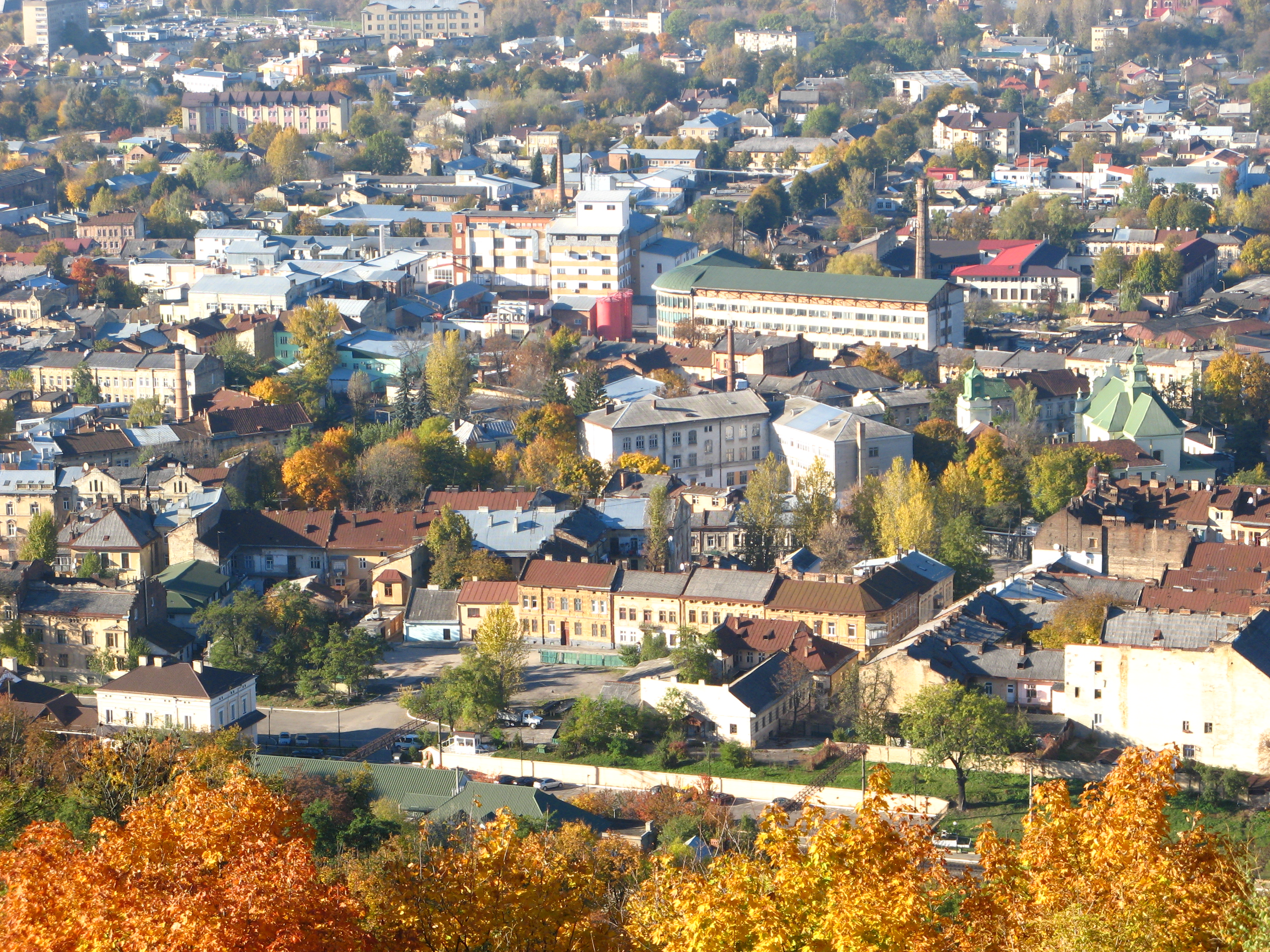
Сучасна забудова Підзамчого.

Після періоду зростання в першій половині XVI століття пішов спад, зменшилася частка русинів, що володіли нерухомістю в середмісті, передмістях і міських селах. У 1583 році з 729 ділянок передмість, які перебували під юрисдикцією магістрату, русинам належало тільки 131, тоді як полякам — 591. Зменшилася частка русинів навіть на Підзамчому та прилеглих територіях, де православне населення переважало з княжих часів (особливо навколо церков Святого Миколая, Святого Федора, Святої Параскеви, Воскресіння і монастиря Святого Онуфрія). З середини XVI століття неосвоєні землі навколо Високого замку були передані польській шляхті й вірменським чиновникам при королівському дворі, які швидко заселили їх колоністами.
На початку 70-х років XVI століття з 227 будинків Підзамчого 131 належав полякам, 60 — русинам, 23 — вірменам і 3 — євреям (серед русинів було багато тих, хто не мав нерухомості — слуг, підмайстрів і селян, тому в загальній масі населення Підзамчого русини продовжували бути значною громадою). Незабаром тут осіла велика кількість євреїв і частка русинів ще більш скоротилася. Наприкінці XVI століття русини становили 18-20 % населення Львова, близько 700 з них проживало в середмісті, до 2,5 тисяч — у передмістях і до 1 тисячі — і міських селах.
Купці-русини вели активну торгівлю між Львовом і великими навколишніми містами: Броди, Городок, Яворів і Жовква у Львівській землі, Коломия, Теребовля, Рогатин і Галич — у Галицькій, Перемишль, Самбір, Ярослав і Стрий — у Перемишльській, Коросно, Сянік і Лісько — в Сяноцькій, Белз, Томашів, Буськ, Потелич, Сокаль і Магерів у Белзькому воєводстві. З цих же міст і містечок до Львова прибували переселенці-міщани, що вливались у місцеву русинську громаду. Переселенців із сіл було мало, бо наприкінці XV — початку XVI століття польський сейм прийняв кілька законів, які суттєво обмежували особисту свободу селян.

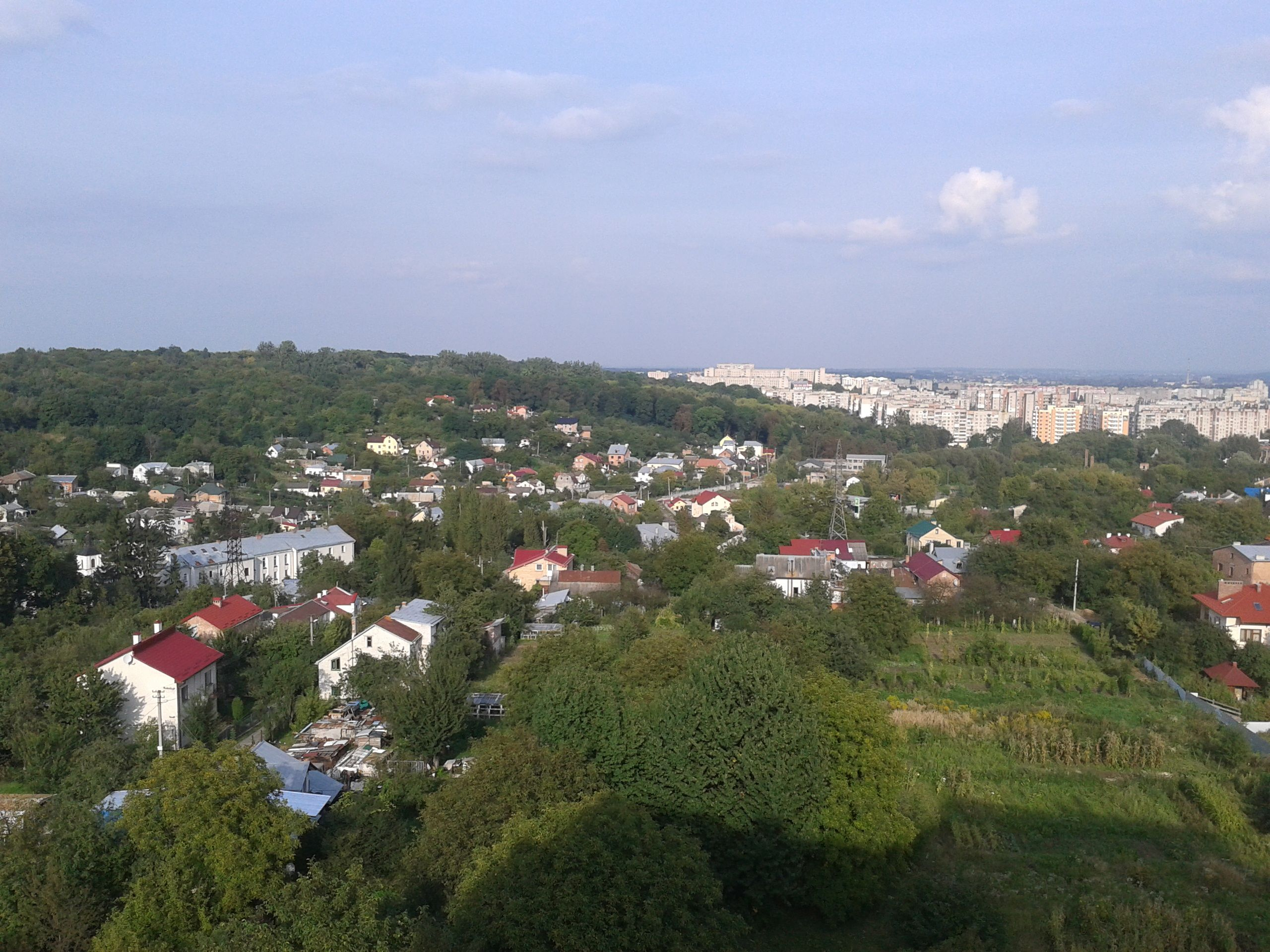
Голоско і Замарстинів.

Виняток становили мешканці дев'яти міських сіл, які належали магістрату або багатим містянам (Замарстинів з присілками Волиця і Поріччя, Клепарів, Знесіння, Кульпарків, Білогорща, Голоско, Брюховичі). Жителі деяких з цих сіл користувалися правами передмістян. Основне населення міських сіл становили русини, тільки в Замарстинові й Клепарові були значні громади поляків і ополячених німців. Однак в останній чверті XVI століття поляки стали більшістю в усіх ближніх до Львова селах.
Повне зрівняння русинів у правах з католиками передбачалося після привілею Сигізмунда II Августа (1572), але він так і не був затверджений. Всілякі обмеження (заборона на обрання до органів міського самоврядування і на купівлю нерухомості за межами свого національного кварталу, на заняття роздрібною торгівлею і деякими ремеслами, обмеження доступу до цехів і примус до виконання католицьких обрядів) так і не дозволили русинам зрівнятися з іншими етнічними групами Львова. Національні квоти і майже повна відсутність можливостей поліпшити свій соціальний статус не сприяли припливу русинів з міст на схід від Львова, де соціальне становище українців було істотно кращим.
Активність русинів у першій половині XVI століття, яка супроводжувалася заснуванням православної метрополії й появою братств, у другій половині століття була знівельована зростанням польської та єврейської громад, що остаточно перетворило русинів на етнічну меншину навіть у передмістях. Берестейська унія 1596 року розколола і послабила русинську громаду. Львів став одним з головних осередків противників унії, бо львівський єпископ Гедеон (Балабан) відмовився її прийняти (впливове Успенське братство також засудило прихильників унії). Все це призвело до неприхованої нетерпимості з боку католицького патриціату міста і жорстких обмежень для православних.

### Німці

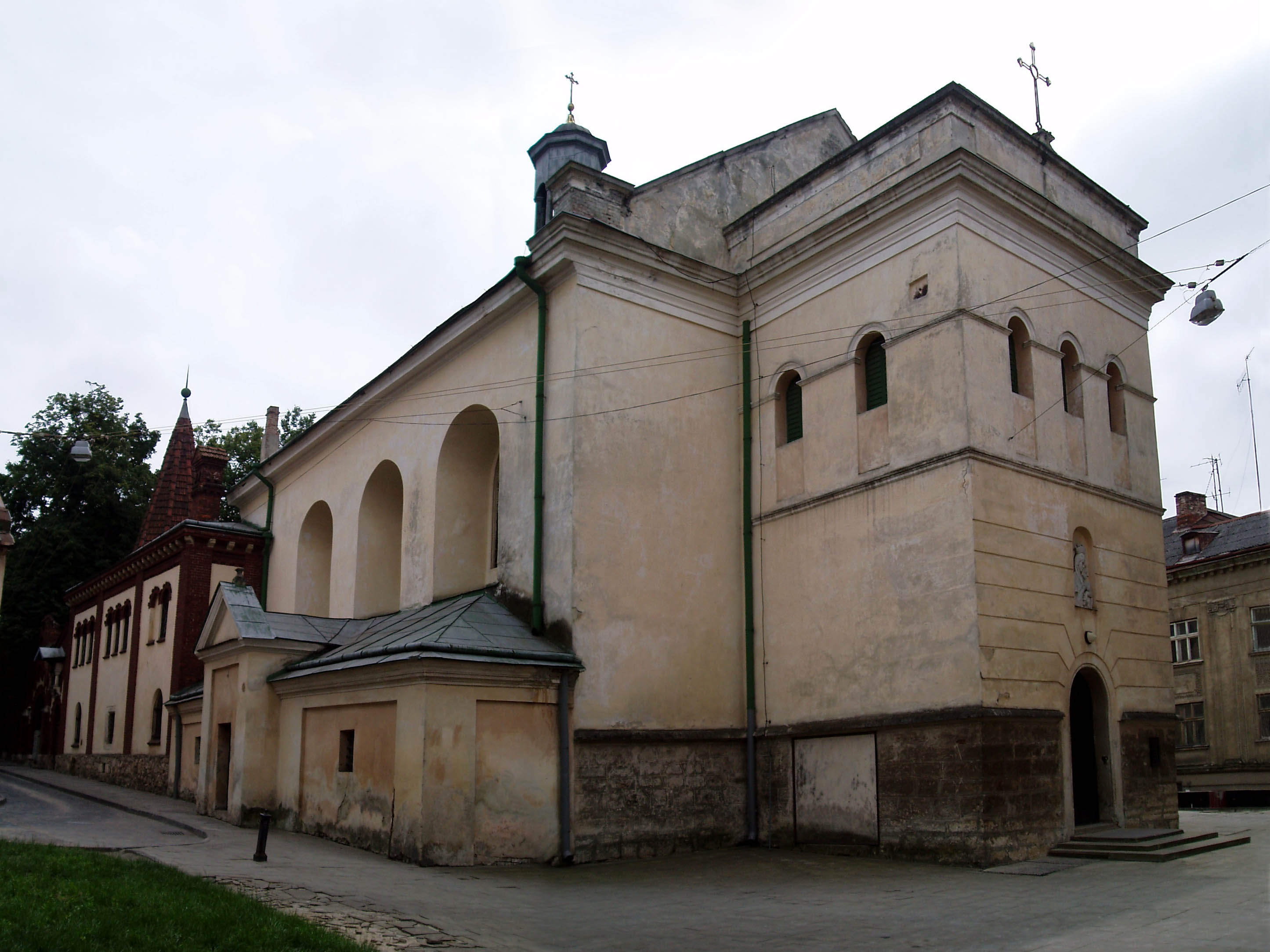
Костел Марії Сніжної.

Завдяки першим німецьким переселенцям, що принесли в Галичину норми і традиції німецької правової культури, значна частина ранніх міських документів писалася німецькою мовою. Уже за князя Лева Даниловича першим міським війтом був Бертольд Штехер, який володів млинами, ставками і садибами в околицях Львова. Справу батька продовжив його син Матеус Штехер, який також став міським війтом.
Німецька громада Львова особливо зросла на початку XIV століття. Мабуть, саме від неї пішло використання знака, в якому як міський символ використано зображення лева в воротах з трьома вежами (лев був територіальним символом Галицько-Волинського князівства і зберігся в пізніх гербах Львівської землі, руського воєводства та міста Львова). За правління князя Юрія II Болеслава німецькі купці отримали ряд привілеїв і вели активну діяльність у Львові. У середині XIV століття неподалік від торгового центру княжого Львова німецькі колоністи за фінансової участі сім'ї Штехер заснували костел Марії Сніжної. Серед німців було чимало архітекторів, скульпторів, ливарників та інших ремісників.
У другій половині XIV століття Львів нагадував типове німецьке містечко. Тут переважали німецька мова та звичаї, багато посад і топонімів носили німецькі назви. В першому переліку львівських райців від 1352 року німецькі імена становили значну частину списку. 1352 року Казимир III своїм привілеєм підтвердив усі майнові права спадкоємців Бертольда Штехера, а в 1356 році, надавши Львову магдебурзьке («німецьке») право, зробив місцевих католиків (в першу чергу німців, а також поляків і угорців) привілейованим класом. У 80-х роках XIV століття піднявся Петер Штехер (далекий родич перших Штехерів), який був міським будівельником, радником і бургомістром, керував будівництвом Латинського собору і водопроводу, володів будинками і пекарнею.
У 1387 році (за іншими даними — 1389 року) львівський міщанин Йоганн Зоммерштайн отримав від міста землі для заснування фільфарку. Пізніше назва Зоммерштайнгоф перетворилася на Замарстинів (межа між Львовом і садибою проходила на місці сучасних вулиць Хімічної та Дашкевича). У XIV столітті у Львові осіли вихідці з Сілезії Абреки (спочатку рід називався Смедхаус). Представники цієї патриціанської родини мали купецьку удачу (розбагатіли на торгівлі з хрестоносцями й Османською імперією), володіли великою нерухомістю, ставали писарями, синдиками, лавниками, райцями і бургамістрами Львова. На початку XV століття багата сім'я німецьких будівельників Клепер купила землі, на яких у 1419 році заклала фільварок Клеппергоф, від нього пішла сучасна назва Клепарів. У 1402 році міщанин Микола Ціммерманн заклав поселення Голоско, яке в 1415 році перейшло у власність магістрату. У 1426 році вперше згадується поселення Гольтбергоф, що належало багатому міщанину Павлу Гольтбергу (сьогодні відоме як район Кульпарків).

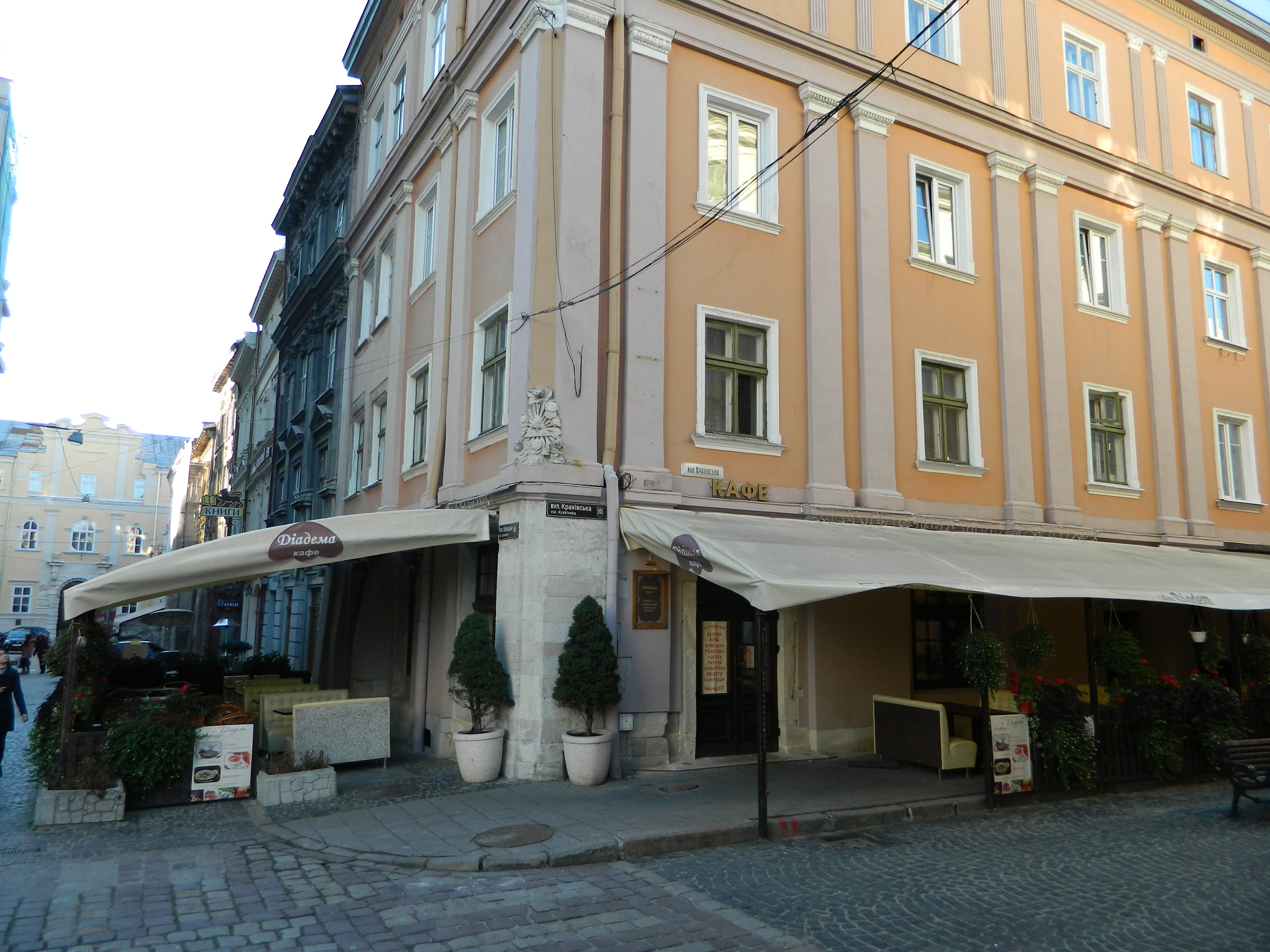
Будинок Абреків.

Після завоювання турками Константинополя у 1453 році та генуезьких володінь у Криму, більшість німецьких купецьких родин Львова збанкрутували. Османська влада конфіскувала їхні товари разом із генуезькими у всіх колишніх візантійських володіннях у Константинополі, Трапезунді та Криму. Банкрутство львівських німецьких купецьких родин призвело до поступової їхньої асиміляції міським польським середовищем шляхти та міщанства протягом XV—XVI століть. Лише кілька багатих німецьких династій вподальшому зуміло відігравати значну роль в економічному і політичному житті Львова. Наприклад, у XVI столітті великий вплив мала родина вихідців із Сілезії Шольців (або Шольц-Вольфовичів), родоначальниками якої були брати Вольф, Якуб і Йохан. Крім заняття торгівлею і будівництвом члени цієї патриціанської родини володіли будинками і крамницями на площі Ринок, землями в передмістях, обиралися райцями і бургомістрами Львова, на їхні кошти перед ратушею був встановлений «Лев Лоренцовича».
Не менший вплив мав шляхетський рід Гербурів німецького походження. Його представники займали посади воєвод руських, підкоморіїв галицьких, старост і каштелянів львівських. У магістраті мав велику вагу багатий міщанський рід Алємбек (Альнпехів або Альнпек), який походив з Фрайбурга. У 80-х роках XVI століття на службі у вірменських купців Львова був німецький комерсант і мандрівник Мартін Груневег (Грюневег), що залишив після себе найдавніший серед відомих описів міста.
Крім львівського середмістя в XV—XVI століттях значні німецькі колонії були в Клепарові, Зимній Воді, Прусах, Сокольниках і Чишках. Села, в яких оселялися німці, як правило, мали магдебурзьке право. Надалі більшість сільських німців також полонізувалася. До 1772 року вже не залишилось жодного німецького роду, представники якого могли б засвідчити свою приналежність до давніх львівських купецько-міщанських родин XIV – XV ст.

### Поляки

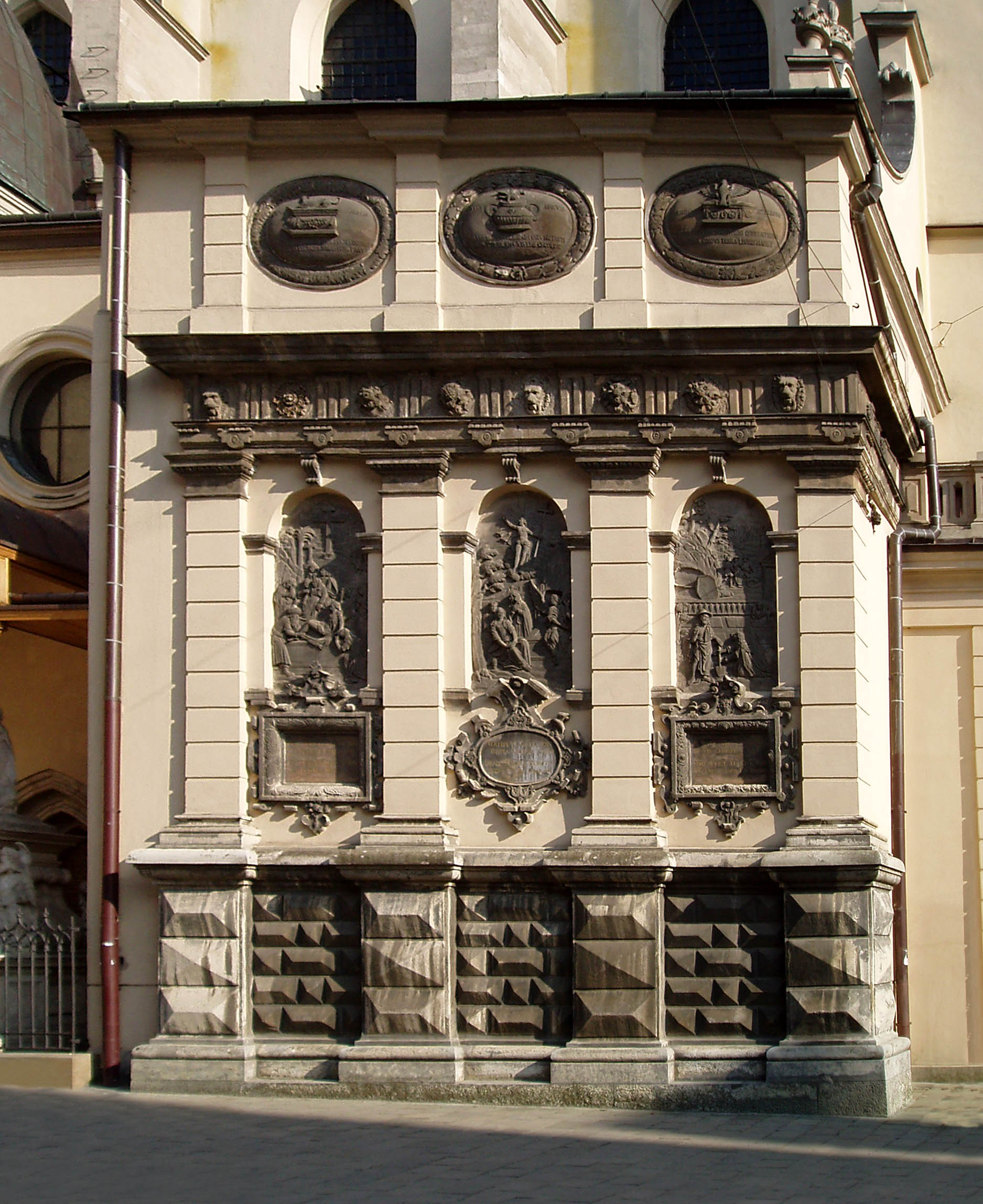
Каплиця Кампіанів при Латинському соборі.

Спочатку поляки поступалися німцям серед мешканців середньовічного Львова католицького віросповідання. Наприклад, у першій третині XV століття німці становили від 70 до 80 % іммігрантів, які отримали львівське громадянство, у другій половині XV століття їх частка зменшилася до 30 %, на початку XVI століття — до 14 %, а до середини XVI століття — до 6 %. Наприкінці XV століття кількість поляків у складі іммігрантів перевищила кількість німців, а на початку XVI століття вони вже становили більшу частину всіх іммігрантів, що осіли у Львові.
У другій половині XIV — першій половині XV століття в Польщі просто не було достатніх людських ресурсів для заселення Львова та його околиць. Про слабкість позицій поляків у Львові свідчить той факт, що довгий час у Латинському соборі був лише німецький проповідник, а польськомовний проповідник з'явився лише 1415 року. В останній чверті XV століття відбулися докорінні зміни в етнічному складі Львова. У зв'язку із захопленням османами Константинополя і Кафи транзитна торгівля занепала, що підірвало позиції німців і вірмен як у комерції, так і в міському управлінні. В ході масової полонізації німців і частково вірмен і русинів Львів поступово перетворився на переважно польсько-єврейське місто.
У першій половині XVI століття у Львові сформувалася нова польська еліта (патриціат), яка за короткий час набула значної економічної ваги і політичної влади. Все більше поляків ставало райцями і бургомістрами, діловодство перейшло на польську мову. Якщо серед загальної маси населення поляки почали домінувати в першій половині XVI століття, то в середовищі львівського патриціату — у другій половині XVI століття. Своєрідним переламом у соціальних змінах стала пожежа 1527 року. На місці готичних кварталів німецько-вірменського середмістя за лічені роки виріс ренесансний Львів з переважно польським населенням, до якого тяжіли ополячені німці, а також греки та італійці.

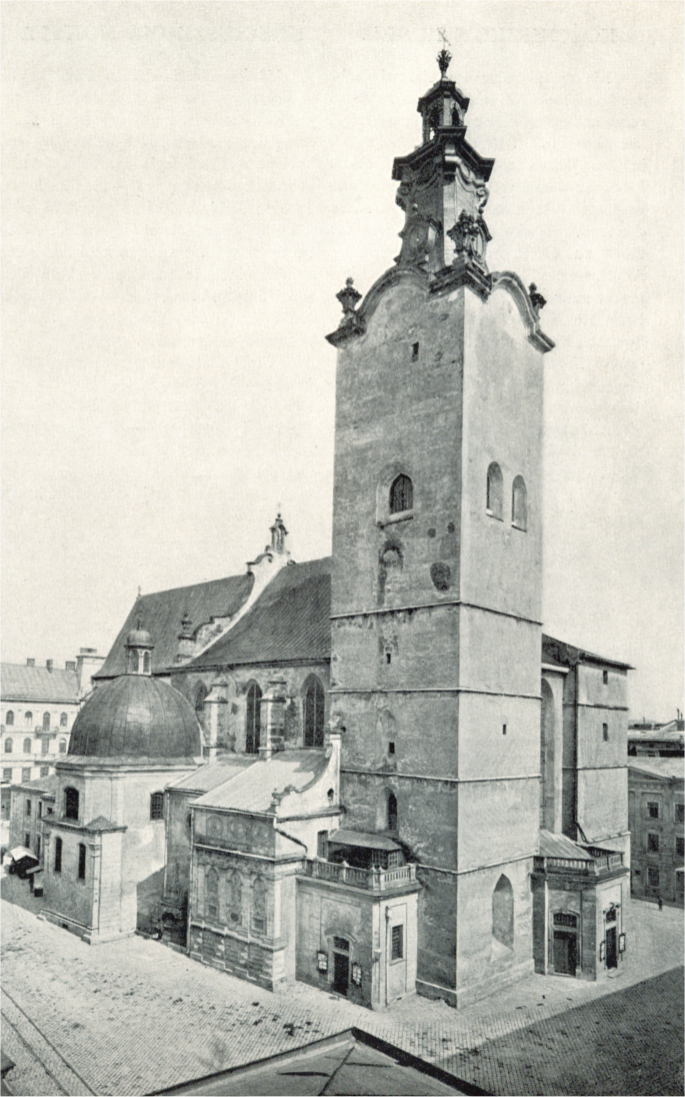
Латинський собор.

У 1544 році з 263 забудованих ділянок середмістя 94 належало полякам, 42 — вірменам, 31 — німцям, 28 — євреям і 25 — русинам. В обох передмістях (з урахуванням юридики старости) полякам належало 44 % земельних ділянок, проте, в багатонаціональній юридиці старости вони володіли лише 19 % дільниць. Того ж 1544 року поляки становили 61 % власників житла в Галицькому передмісті (русини — 15 %), а в 1583 році — вже 84 % (русини — 16 %). Полонізація німців відбувалася внаслідок польсько-німецьких шлюбів. Цей процес не зайняв багато часу, оскільки для асиміляції німців не було ніяких соціальних або релігійних перешкод. Німці не тільки переходили на польську мову, а й змінювали свої прізвища на польський манер.
Поляки й ополячені німці становили більшість у багатьох навколишніх селах (Годовиці, Зубрі, Давидові, Чишках, Зимній Воді, Прусах, Сокільниках, Білці, Кам'яноброді, Родатичах), а також великі групи в русинських селах (Збоїщах, Великих Грибовичах, Малехові, Поріччі, Вижнянах, Жовтанцях, Підвисокому, Берездівцях), причому жили вони там переважно на основі магдебурзького права.
У XV—XVI століттях великий вплив у Львові мали польські шляхетсько-магнатські роди Одровонжів, Ходецьких, Ярославських, Фредро, Тенчинських, Бучацьких, Тарновських, Кмітів, Фірлеїв, Сенявських, Язловецьких, Жолкевських, Даниловичів, Замойських і Дідушицьких (деякі роди, наприклад, Бучацькі, Язловецькі, Сенявські й Даниловичі мали русинське коріння або змішане походження, частина Дідушицьких спольщилися і перейшла в католицтво в XVI столітті). Представники цих родів найчастіше займали посади воєвод і підкоморіїв руських, старост, каштелянів і хорунжих львівських, а деякі — навіть каноніків і архієпископів львівських.
За шляхетськими йшли багаті та впливові польські міщанські роди, наприклад, Кампіани, Лоренцовичи, Ансеріни, Мєшковські, Вільчеки, Ельонекі. Вони домінували в магістраті й комерції.

### Євреї

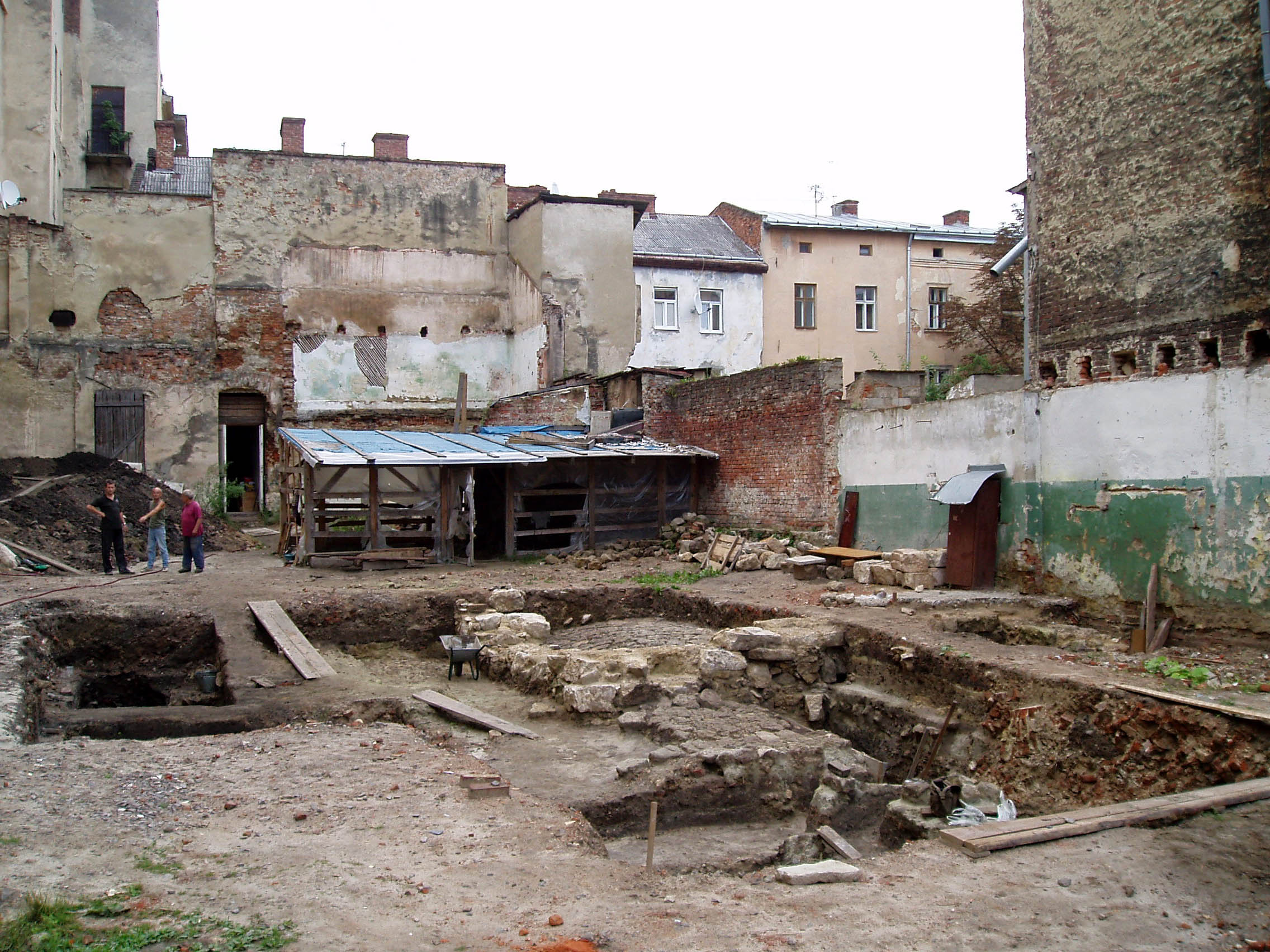
Руїни стародавньої синагоги.

Перші євреї оселилися у Львові ще в княжий період і вважалися власністю князя, під захистом якого і перебували. Після приєднання Казимиром III Червоній Русі до Польщі у Львові виникла перша єврейська громада. У 1356 році Казимир у привілеї магдебурзького права надав львівським євреям право внутрішнього судочинства під верховенством міського війта, а пізніше — низку торгових привілеїв. З другої половини XIV століття у Львові традиційно існували дві єврейські громади: одна в центральній частині (середмісті), інша, більша — у Краківському передмісті. Громади мали окремі синагоги, лікарні, школи, мікви та інші громадські будівлі. Спільним було лише єврейське кладовище в Краківському передмісті, вперше згадане в 1411 році (нині на його території розташований Краківський ринок).
Усередині міських стін євреї зайняли південно-східну частину Львова, де й утворився спочатку невеликий єврейський квартал (гетто). Його межами були арсенал на сході, міська стіна на півдні, стіна уздовж нинішньої вулиці Сербської на заході й будинки уздовж вулиці Руської на півночі. З 1387 року в міських книгах згадувалася вулиця Єврейська (Жидівська), яка займала місце сучасної вулиці Івана Федорова від вулиці Руської до нинішньої Староєврейської (з боку вулиці Руської існували ворота, які закривали на ніч для того, щоб убезпечити євреїв від можливих погромів). У 1528 році в єврейському кварталі було 27 будинків, проте пожежа 1571 року повністю знищила його. Ще в другій половині XVI століття частина будинків на території гетто належала русинам і магістрату, тут же проживав міський кат.
1367 року грамота Казимира III визначила правовий статус єврейської громади і взаємини з християнським населенням Львова, а також підтвердила автономію громади і гарантувала євреям державний захист від переслідувань, що викликало невдоволення церковних ієрархів і міських патриціїв. Попри формальний захист, частина євреїв прагнула переселитися в Краківське передмістя, де не було ніяких обмежень у розміщенні помешкань чи господарських будівель. Інша частина євреїв прагнула купити нерухомість всередині міських стін, але за межами гетто, однак ці спроби зустрічали невдоволення з боку магістрату.

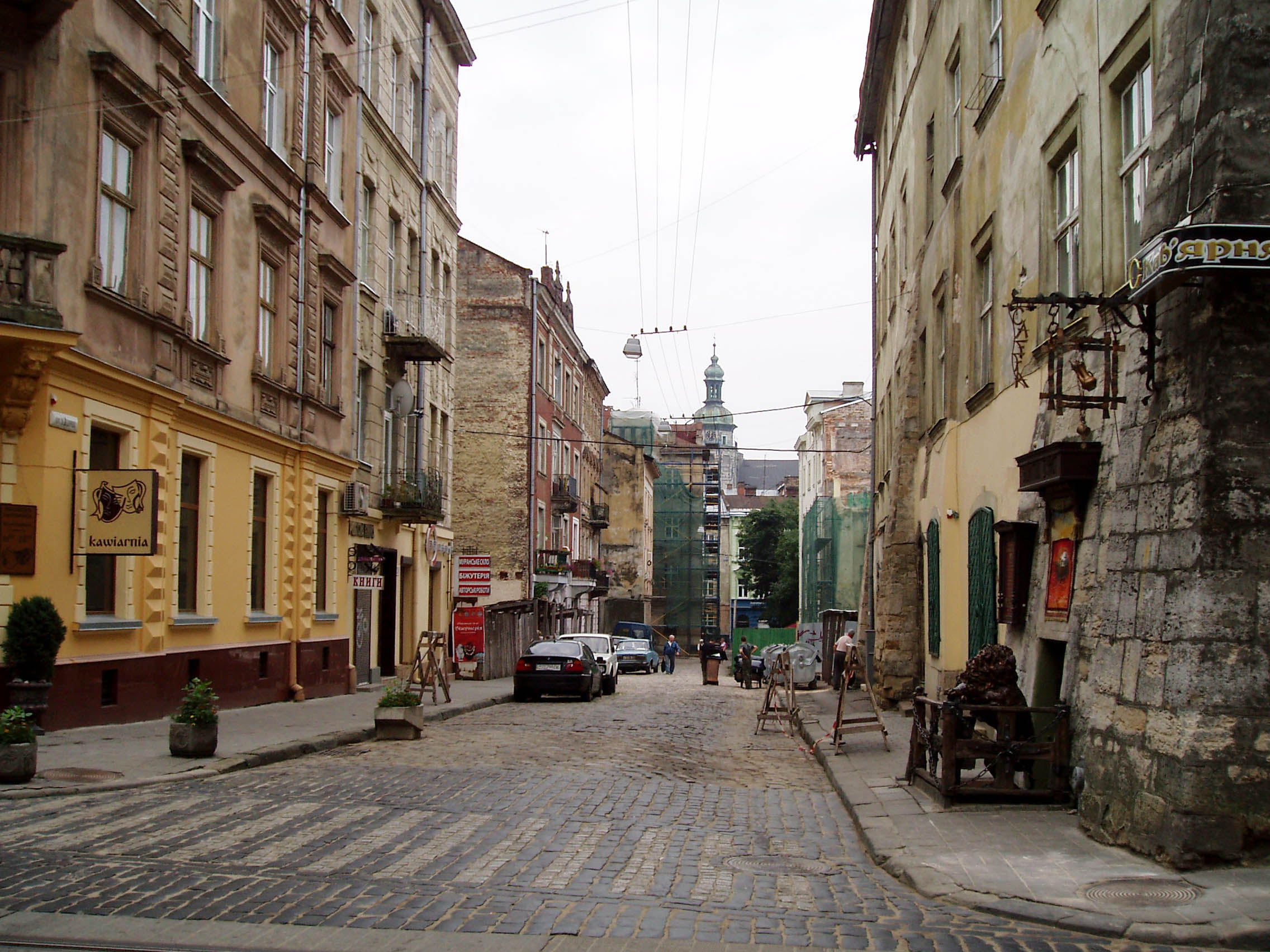
Нинішня вулиця Федорова (колишня Єврейська).

Хоча євреї мали юридичний статус, але повноправними мешканцями міста вони не були. Як і всюди в середньовічній Європі, їм не давали міського права, не пускали до складу цехів (обмежено займатися ремеслами євреї могли тільки на території юридики королівського старости в Краківському передмісті). До початку XV століття євреї жили тільки у Львові, а вже до початку XVI століття були присутні в 25 містах Руського і Белзького воєводств. На початку XVI століття рабини і кагальні старшини щорічно збиралися на свої з'їзди, що зазвичай збігалися з великими ярмарками. Ці з'їзди грали роль вищих судових інстанцій, де вирішували цивільні суперечки між євреями, роз'яснювали закони і видавали нові постанови .
Якщо в XIV—XV століттях євреї не відігравали значної ролі в суспільному житті Львова, то в першій половині XVI століття становище почало поступово змінюватися. У 1538 році в середмісті налічували 42 євреї в 27 будинках, у 1539 році в передмістях було 36 євреїв, які володіли будинками. Однак уже в 40-х роках XVI століття до Львова стали масово прибувати євреї із Західної Європи, що змусило Сигізмунда I видати в 1543 році розпорядження про виселення новоприбулих переселенців. У 40-х роках XVI століття євреї вже становили близько 8 % населення міста, в 1550 році в середмісті й передмістях проживало понад 900 євреїв.

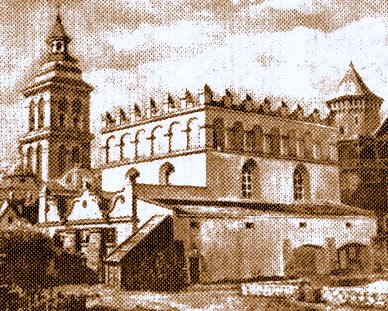
Синагога Золота Роза.

У другій половині XVI століття євреї стали другою за чисельністю етнічною групою Львова після поляків. У третій чверті XVI століття в місті проживало близько 1,5 тисячі євреїв (згідно з іншими джерелами — до 3 тисяч). У цей період львівська єврейська громада входила в п'ятірку найбільших в Європі, поряд з єврейськими колоніями Константинополя, Венеції, Кракова і Познані. Наприкінці XVI століття у Львові проживало до 4 тисяч євреїв (вони становили близько 20 % усіх містян).
Львівські євреї відігравали значну роль у зовнішньоторговельних зв'язках Польщі з Османською імперією, а також у торгово-фінансовому секторі міста. Вони займалися оптовою торгівлею й обміном грошей, кредитували королів і галицьку шляхту, орендували маєтки і тримали шинки. У 1493 році Ян I Ольбрахт обмежив оптову торгівлю євреїв худобою і тканинами, але Олександр Ягеллончик у 1503 і 1506 роках відновив їхні минулі права. Сигізмунд I то розширював права євреїв (1515), то обмежував їх: у 1527 році він скасував усі обмеження, але незабаром повернув їх. У 1581 і 1592 роках єврейська громада і львівський магістрат укладали угоди, які регулювали торговельні права євреїв.

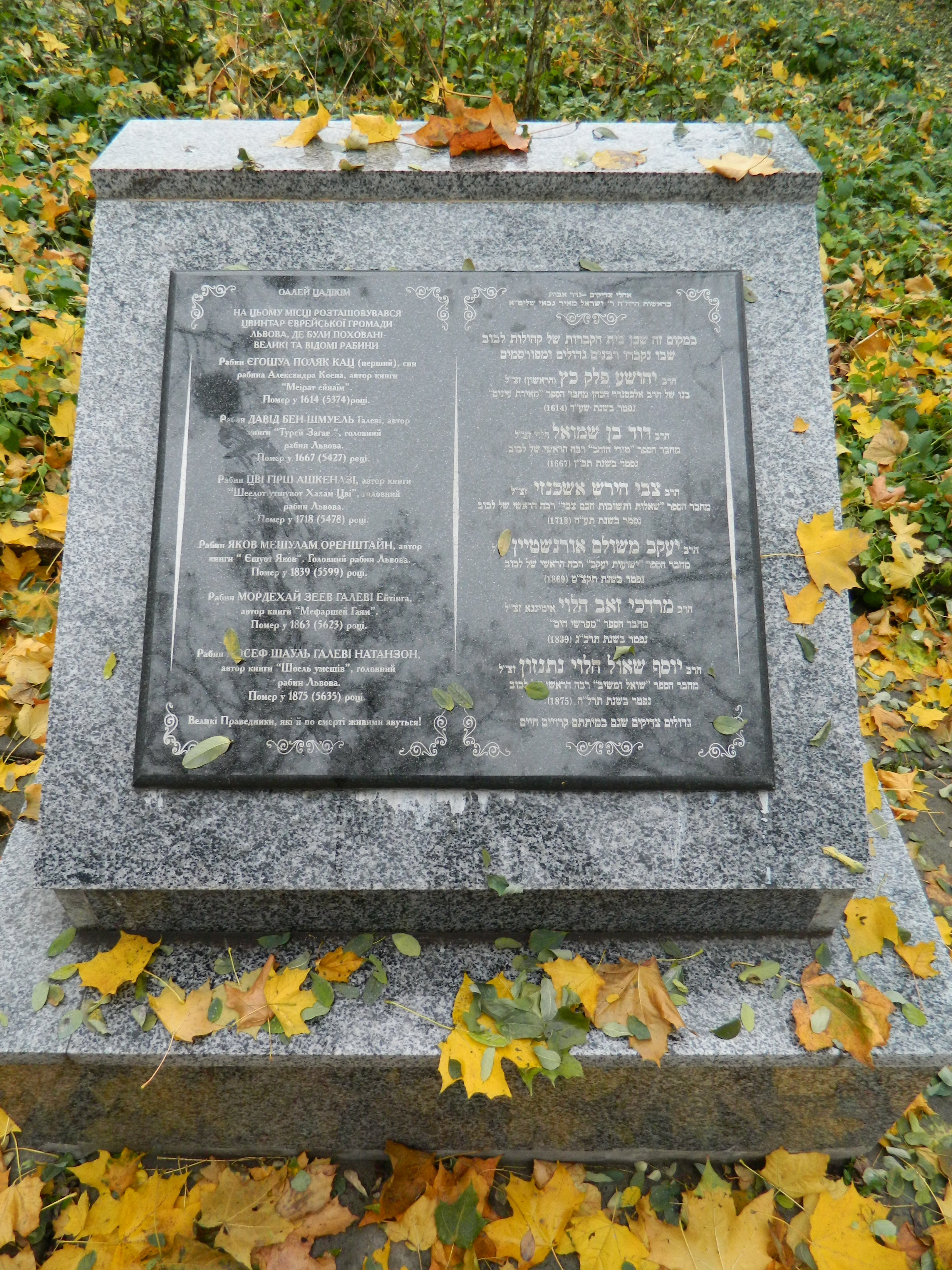
Пам'ятний знак на місці старого єврейського цвинтаря.

Торговці-християни негативно ставилися до єврейських купців, а львівські ремісники не пускали євреїв до складу своїх цехів. У другій половині XVI століття у Львові діяло представництво османського банкірського дому Йосипа Насі. У 1582 році коштом банкіра Ісаака Нахмановича архітектор Павло Щасливий побудував в єврейському кварталі синагогу «Золота Роза» (спочатку вона була родинною святинею і розташовувалася в глибині двору). У 1590 році по сусідству старшина львівського кагалу Ізраель бен Йосип Едельс заснував єшиву. В останні десятиліття XVI століття багато євреїв оселились на Підзамчому та інших дільницях Краківського передмістя.
Друга половина XVI століття була часом процвітання єврейської громади Львова. Спираючись на ряд привілеїв, виданих ще Казимиром III і підтверджених його спадкоємцями, євреї домоглися найвищого ступеня адміністративної автономії, бувши майже повністю незалежними у внутрішніх справах від міської влади. Територіальна сегрегація, антисемітизм католицької Церкви і магістрату, особливості віри і побуту євреїв сприяли відокремленості єврейської громади середньовічного Львова. Простий єврей перебував у майже повній залежності від кагалу, що відав адміністративними, фінансовими, судовими, релігійними та виховними питаннями громади. Львівський кагал був підпорядкований коронному Вааду, створеному у 80-х роках XVI століття з метою об'єднати всі кагали Польщі.
У найближчих околицях Львова євреї, що втекли від переслідувань у Західній Європі, активно розселялися у фільварках і невеликих містечках. Тут вони займалися ремеслом, роздрібною торгівлею і лихварством, управляли маєтками шляхти, орендували корчми, млини і ставки. Крім євреїв, у Львові проживали і нечисленні караїми, але львівська караїмська громада за чисельністю і впливом значно поступалася громаді караїмів Галича.

### Вірмени

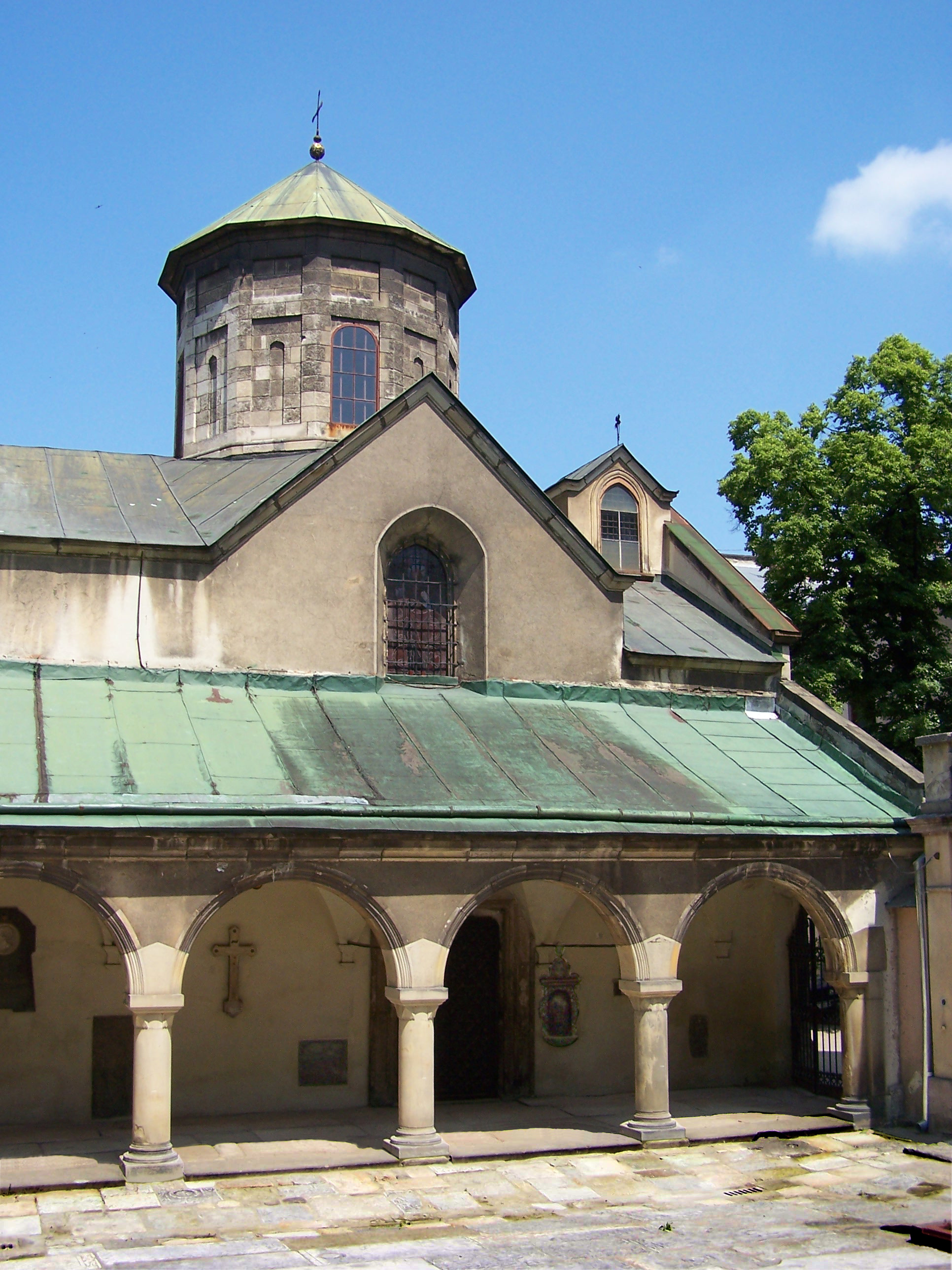
Вірменський собор.

Вірменські купці й ремісники, що в другій половині XIII століття переселилися до Львова з Криму, займали окремий квартал у районі Підзамче. Тут вони побудували церкву Святої Анни і монастир з церквою Святого Якова. З давніх-давен вірмени жили замкнутою громадою, всі справи воліли вирішувати всередині свого кола і дуже рідко вступали в шлюб з представниками інших громад.
У 1356 році, з даруванням Львову магдебурзького права, вірменська громада отримала можливість мати свого війта й організувала власні автономні органи судочинства (це право було підтверджено привілеями 1379, 1387, 1434 і 1440 років). Релігійні свободи вірмен були підтверджені королівською грамотою 1367 року. На її основі перший вірменський єпископ Григоріс заснував у Львові свою резиденцію. 1371 року вірменам відійшов костел Івана Хрестителя, навколо якого жила велика вірменська громада передмістя. В 1377 вірмен Мардрус продав львівському русину приміське село Малехів.
У другій половині XIV — першій половині XV століття вірмени були другою за чисельністю громадою середмістя після німців. В останній чверті XIV століття у Львові осіло багато вірмен з Кілікії. Серед львівських вірмен були священики, пароніти (барони), ходжі (пани), купці, ремісники і навіть хлібороби. Оскільки власники будинків у вірменському кварталі (вперше згаданий в історичних джерелах за 1394 рік) продавали їх тільки одновірцям, цілісність анклаву підтримувалася століттями.
З часів Казимира III вірмени компактно жили на вулиці Вірменській. Кордоном вірменського кварталу на сході служив Домініканський монастир, на заході — Краківська вулиця, на півночі — міська стіна (в межах міських стін 1407 року проживало до 300 вірмен, у 1416 році — понад 400). Чимало вірмен жило й надалі в передмістях, у тому числі на Підзамчому. У 1402 році польський король Владислав II Ягайло дозволив львівським вірменам торгувати на території всього Польського королівства, в 1415 році він надав львівській громаді право судитися за вірменськими законами. У 1417 році серед 1280 львівських міщан вірмени становили понад чверть.
Окремим королівським привілеєм від 1462 року вірменський війт Львова отримав повну незалежність від міського суду, а вірменські купці отримали пільги зі сплати митних зборів. Однак, декретами 1469 і 1476 років король Казимир IV встановив порядок, згідно з яким львівський війт разом з вірменськими старшинами брав безпосередню участь у судових позовах між вірменами (львівський війт вів судові засідання і виносив вироки, а вірменські старшини виконували функції лавників). Наприкінці XV століття посаду вірменського війта було ліквідовано, проте вірменський суд (хуц) існував у Львові до кінця XVIII століття.
В останній чверті XV століття до Львова прибула велика кількість вірмен із захоплених османами Кафи, Сучави і приморських міст Малої Азії. Після занепаду транзитної торгівлі з Візантією і Кримом вірмени не повторили долю німців і не полонізувалися. Цьому сприяли як приплив іммігрантів, так і особливості віросповідання, а також досить швидка інтеграція вірмен у торгівлю з Османською імперією та Іраном через своїх одновірців у Стамбулі, Дамаску й Тебризі.

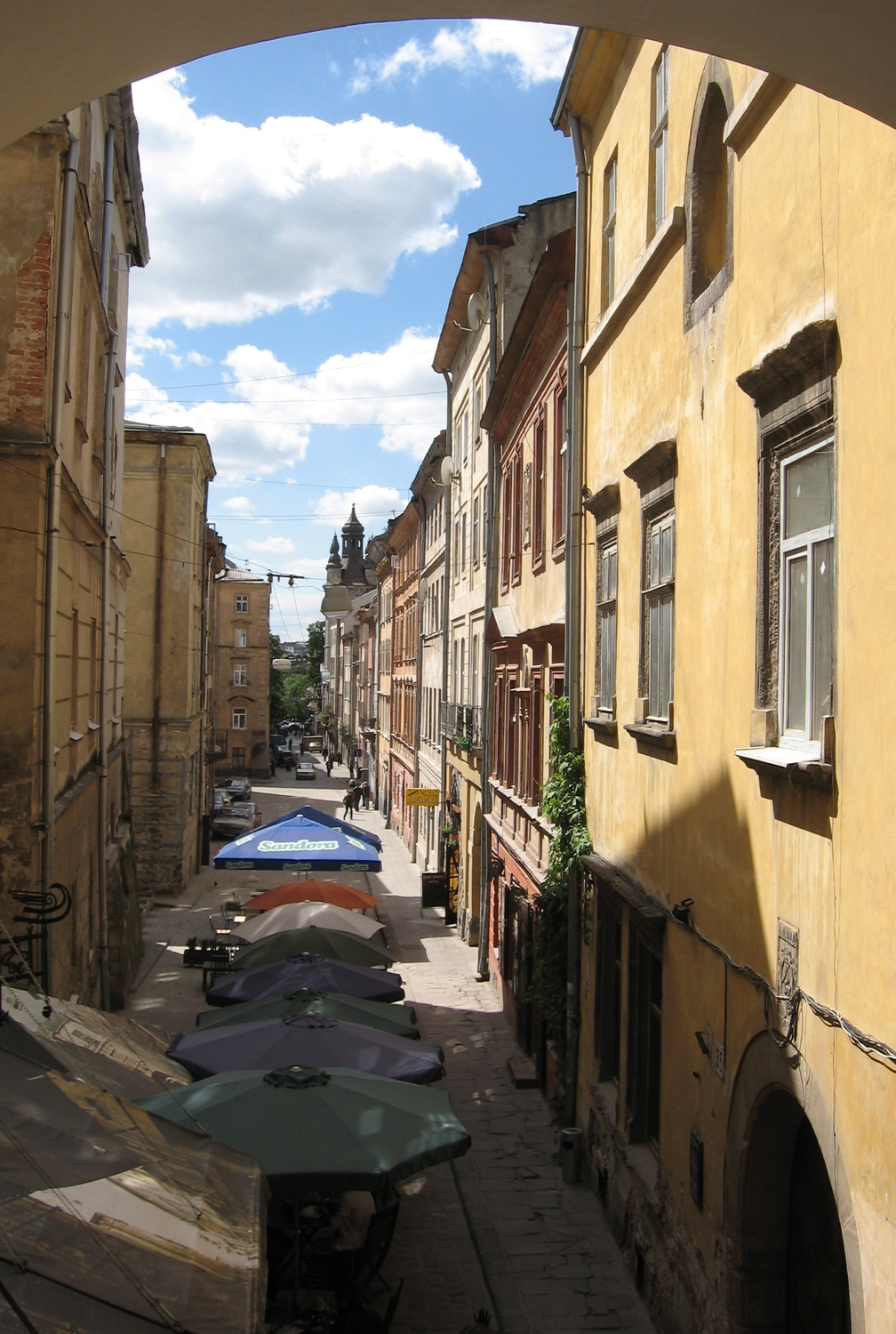
Вірменська вулиця.

1519 року Сигізмунд I затвердив статут львівських вірмен, в основу якого було покладено судебник Мхітара Гоша. В 1549 році вірмени отримали привілей, згідно з яким вони були підсудні тільки вірменському праву (правда, у вірменському суді поряд зі старшинами громади повинен був засідати війт магдебурзького права). Традиційно кожен польський король підтверджував привілеї попередників, вірмени намагалися їх розширити, вписуючи нові пункти, а львівський магістрат постійно намагався обмежити або навіть ліквідувати ці права.
У 1575 році в місті проживало майже 60 вірменських сімей. На чолі громади стояла рада старших (до 1563 року до неї обирали 6 членів, потім — 12), що вирішувала усі суперечки і конфлікти всередині громади. Також львівські вірмени вибирали собі скарбника, писаря й ереспохана — адміністратора церковного майна, який після ліквідації посади вірменського війта був головою ради старших.
Рада призначала завідувачів шпиталю, млина і корчми, збирача податків і возного, що виконував судові й поліційні функції. Вірмени не мали своїх представників у магістраті Львова, але з 1383 року вони постійно займали посаду міського перекладача (тлумача). У 1578 році вийшов королівський привілей, що майже повністю зрівняв вірмен у правах з католиками. У 1588 році вірменам належало у Львові 22 великих крамниці (для порівняння, католикам належало 9, а русинам — 7).
Багаті вірменські купці тримали в своїх руках значну частину східної торгівлі не тільки Львова, а й усієї Польщі. З другої половини XV століття вони стали важливими посередниками в торгових і навіть дипломатичних контактах між Польщею і Османською імперією. У XVI столітті Львів став великим центром торгівлі левантійським шовком, в якій домінували вірмени, греки та євреї. Вірмени привозили товари з Криму, Стамбула, Олександрії, Сирії, Персії, Індії й навіть Китаю, вони брали участь у всіх великих ярмарках Польщі, але найбільші контракти укладали саме у Львові. Серед найбагатших вірменських купецьких і шляхетських сімей Львова вирізнялися Августиновичі, Торосовичі, Серебковичі, Івашкевичі, Никоровичі, Бертановичі, Голубовичі, Доноваковичі й Вартановичі.
Друге місце після купців займали вірменські ремісники, особливо ткачі й золотарі, а також чинбарі, шевці, кравці, кушніри, зброярі, сідлярі, бляхарі, муляри, м'ясники та пекарі. Попри значне число вірменських майстерень, які виготовляли пояса для кунтушів, сап'ян, вишиті золотими і срібними нитками тканини, перш за все лавки вірмен славилися у Львові привізними (східними) товарами. Серед львівських митців були відомі Павло Богуш і його син Симон Богушович.
Наприкінці XVI століття у Львові, згідно з різними джерелами, проживало від 1,5 до 2,8 тисяч вірмен (12 — 14 % загальної кількості містян). У середмісті вони володіли близько 80 будинками, в Краківському передмісті — 280 будинками. Великі громади вірмен-ремісників існували на юридиці старости (Підзамче), юридиці Святого Яна і юридиці вірменського архієпископа.

### Греки

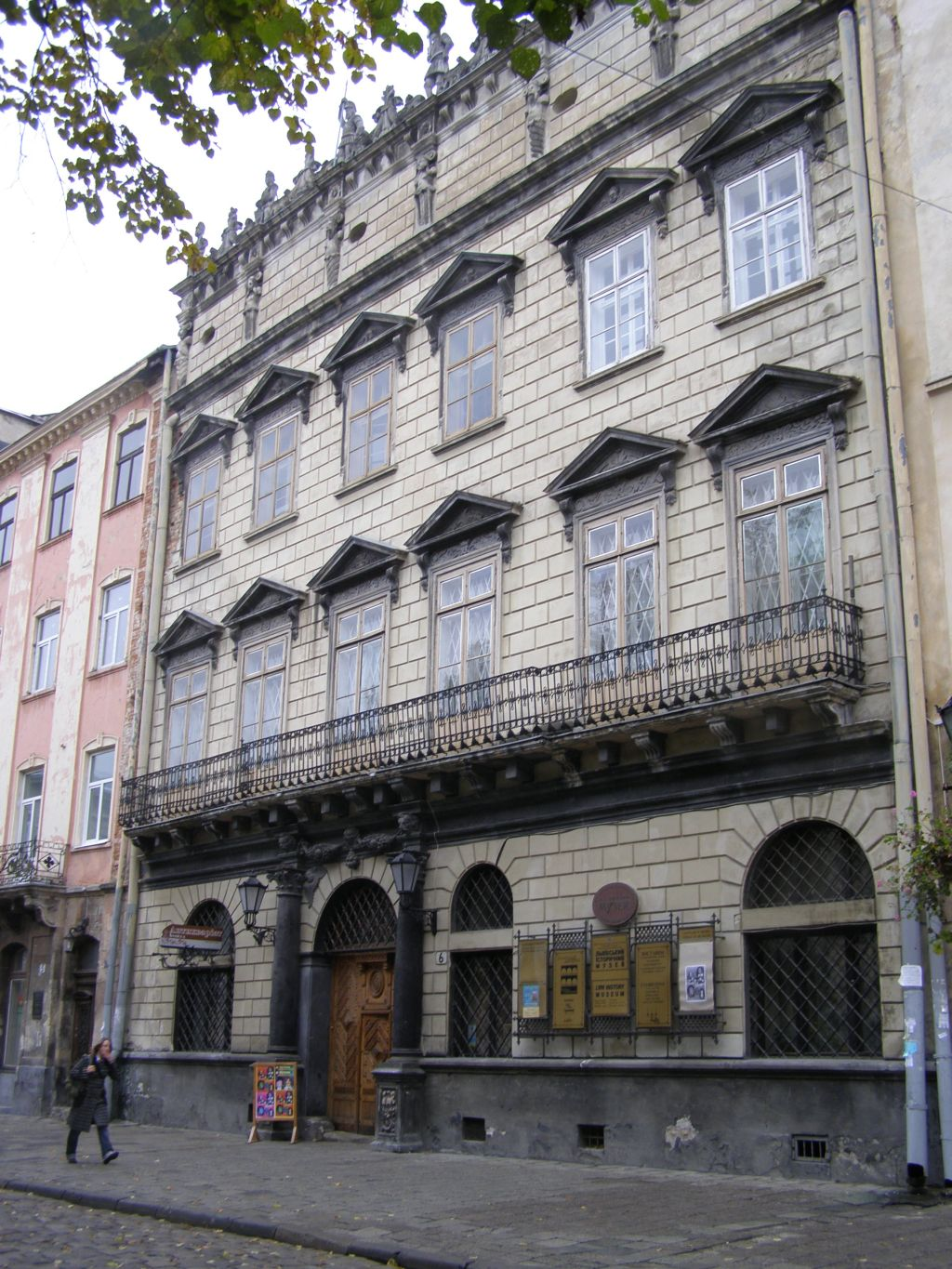
Палац Корнякта.

Грецька громада міста Львова почала формуватися в другій половині XIV століття (діяльність у місті першого грецького купця документально зафіксована 1382 року). У Львові осідали греки переважно з колоній у Криму, Молдавії, з Крита і Корфу. Вони активно конкурували з вірменами та євреями в торгівлі східними товарами (зокрема, імпортували вино і шовк). Володіючи великими фінансовими статками, греки досить швидко завели протекцію серед королівських чиновників і представників магістрату.
Центром громади була вулиця Руська, на якій селилися православні міщани. У XVI столітті греки зосередили в своїх руках торгівлю вином у Львові і на значній частині Польського королівства, займалися орендою міських митниць і відкупом королівських мит. Одночасно деякі з них активно впливали на політичні взаємини між Польщею, Молдовою, Московською державою та Османською імперією. У другій половині XVI століття багаті грецькі родини Львова (Корнякта, Альвізе, Марінетоси, Афендик, Мазаракі, Лангиш) брали активну участь у православному русі і фінансували Успенське братство. Правда, вони залишалися в братстві незначною меншістю і ніколи не мали великого впливу на прийняття принципових рішень. У 80-х роках XVI століття у Львові проживало 32 греки, не рахуючи прибулих ненадовго купців. У 1597 році у Львові осіли критські купці Баптист і Костянтин Вевеллі. Попри те, що греки перебували в кращому становищі, ніж їхні одновірці-русини, вони також відчували деякі обмеження в прийнятті громадянства та купівлі нерухомості в середмісті.

### Італійці

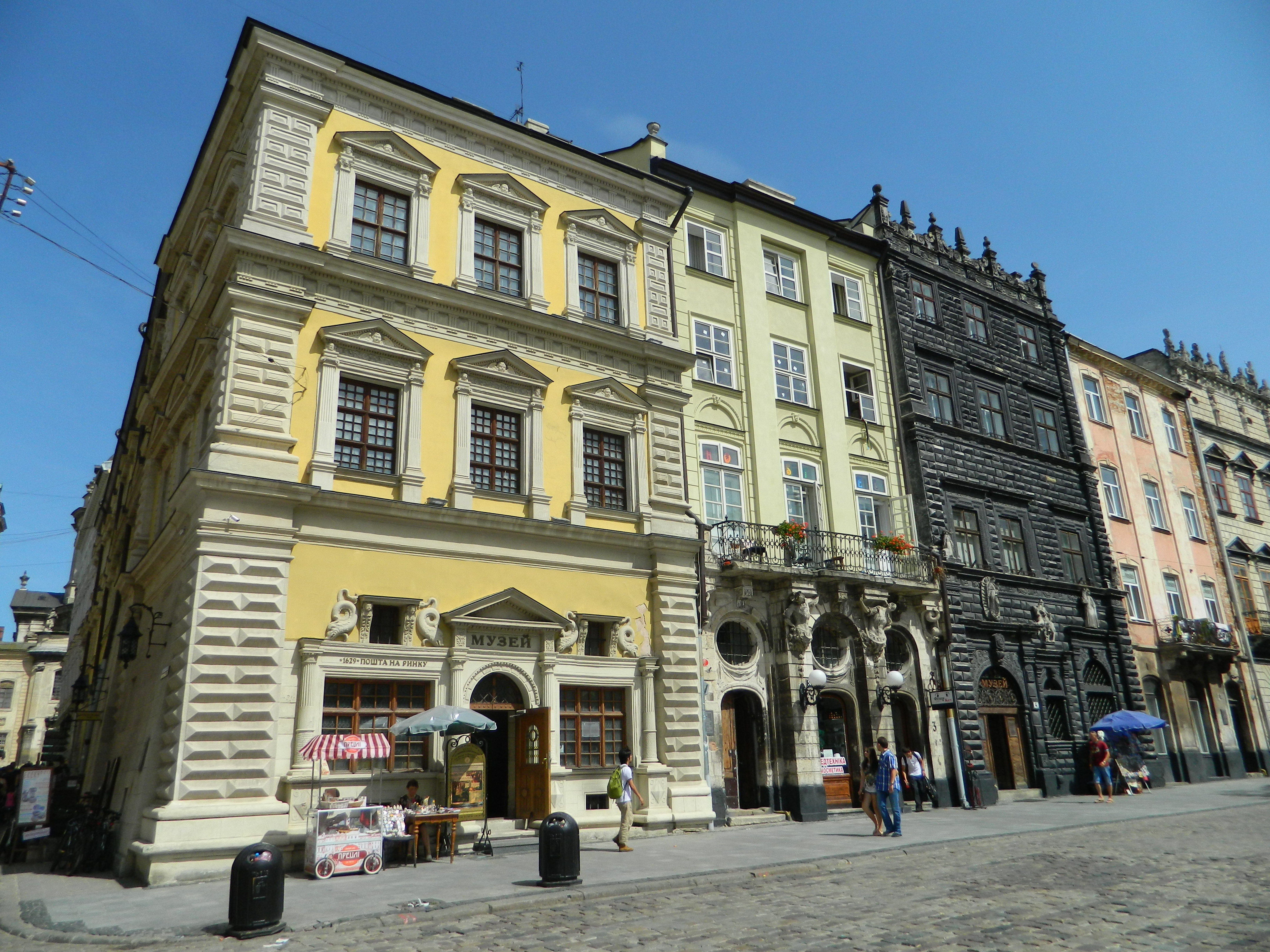
Палац Бандінеллі.

Перші італійці з'явилися у Львові на початку XV століття, чому сприяли торгові зв'язки Галичини з генуезькими колоніями в Криму та італійськими містами (Венецією, Флоренцією і Римом), а також культурні контакти Львова з італійськими університетськими центрами (Болоньєю і Падуєю). В архівних документах за 1406 рік згаданий випадок пересилання ста золотих зі Львова до Риму, а в 1409 році італієць Франческо де Кантелло з Кафи отримав львівське громадянство. У першій половині XV століття у Львові осіло чимало італійців, які займалися міжнародною торгівлею, фінансовими операціями, а також представляли інтереси багатих генуезьких і флорентійських династій. Італійці купували будинки і маєтки в передмістях, володіли складами і крамницями, жертвували гроші на прикрасу вівтарів у костелах.
Кілька поколінь львівської лінії флорентійської династії Убальдіні входили до складу міської верхівки. Багаті італійці тримали світські салони, через які до Львова проникали культура, музика і література Західної Європи, облаштовували будівлі, двори і колодязі в середземноморському стилі, а також впровадили в місті протипожежні стіни (брандмауери). Купці торгували дорогими привізними тканинами, доставляли товари і кореспонденцію в Європу. Другою за чисельністю групою італійців після купців були архітектори, які прибули до Львова після пожежі 1527 року. Саме їм місто зобов'язане особливим архітектурним стилем, що об'єднав пізній ренесанс і місцеві традиції.

### Інші

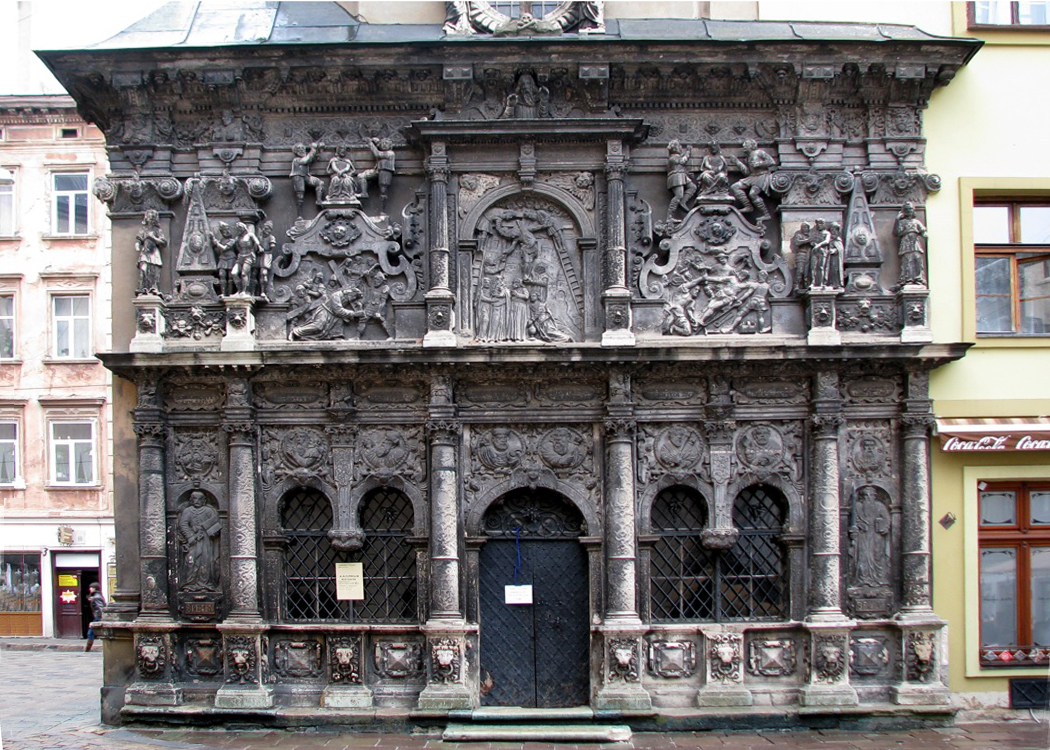
Фасад каплиці Боїмів.

Перші угорські переселенці з'явилися у Львові в 1370—1387 роках, коли місто перебувало під контролем Лайоша I і його дочки Марії. За царювання на польському престолі Стефана Баторія у Львові осіло кілька угорських сімей з Трансільванії, в тому числі Боїми. Єжи Боїм розбагатів на лихварстві, торгівлі вином, сукном і прянощами, потім був обраний у райці й бургомістром Львова. Його нащадки також займалися торгівлею, ставали райцями, а також війтами і придворними лікарями польських королів.
Татари жили поруч з вірменами, бо також походили з Криму і мали з ними культурну схожість. У Львові існували Татарська брама, Татарська вулиця і Татарське передмістя (в першій половині XV століття вони були перейменовані в Краківську браму, Краківську вулицю і Краківське передмістя відповідно). За деякими відомостями, поруч із князівським палацом колись розташовувалася татарська мечеть, але ніяких археологічних підтверджень цьому не знайдено. У 1403 році магістрат виселив татар за межі міських стін (в середмісті залишилося всього кілька їхніх одновірців). У передмістях татари поступово приймали християнство і розчинялися серед основної маси жителів, інші покидали Львів. Остання згадка про татар у Львові датована 1509 роком.
Етнонімом «сарацини» іменували всіх нехристиян, крім євреїв: арабів з Леванта, половців, татар і поволзьких булгар. Іноді сарацинами помилково називали караїмів, генуезців із Сурожа і навіть циган. У княжому Львові сарацини жили поруч з євреями і займалися переважно торгівлею. У польський період під сарацинами найчастіше мали на увазі саме львівських татар.
У XVI столітті у Львові з'явилася громада вихідців з Британських островів, котрі займалися переважно експортом на батьківщину зерна. В кінці століття в місті проживало близько 20 британських купців, переважно шотландського походження (Понтіс, Алланд, Стейлер, Ейфл тощо), багато з яких мали міське право.

## Релігія
Віросповідання, яке в середньовічному Львові було основою суспільного поділу, встановлювало непереборні бар'єри між мешканцями міста різних конфесій. Повноправними містянами польського Львова могли бути тільки католики. Навіть вірмени, які за соціальним статусом займали друге місце, значно поступалися в правах католицькому патриціату. Ще нижче в соціальній ієрархії перебували православні русини і юдеї.

### Католицизм

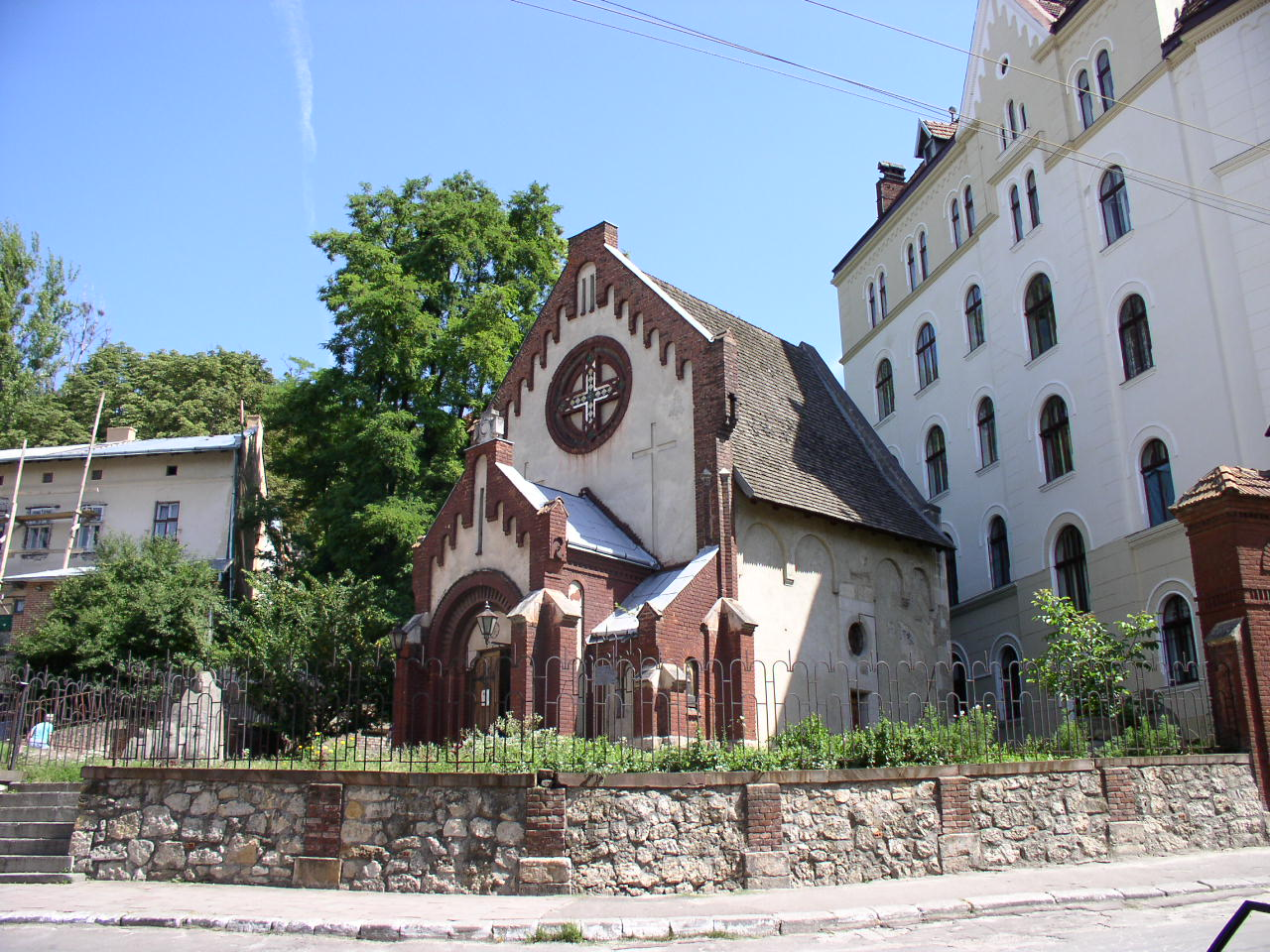
Костел Івана Хрестителя.

Уже в XIII столітті Львів став цікавити домініканських і францисканських місіонерів. У 1257 році землі Русі були віднесені до юрисдикції Любуських католицьких єпископів. Першим ініціатором створення латинського архієпископства і митрополії з центром у Львові став король Казимир III, який у січні 1359 року домігся номінації львівського єпископа Томи.
У польський період історії некатолицьке населення Львова було обмежено в політичних правах і господарській діяльності. Магдебурзьке право надавало привілеї головним чином містянам католицького віросповідання. Некатолики не могли обиратися на керівні посади в органи міського та цехового управління, вони повинні були селитися лише в певних місцях — вірменському, русинському та єврейському кварталах. Русини жили переважно в передмістях, вони мали найменше прав серед християн (в середньовіччі русини не могли стати членами більшості ремісничих цехів).
До середини XIV століття Львів уже мав значну католицьку громаду, про що свідчить надання йому магдебурзького права (першими серед древніх галицьких міст магдебурзьке право отримували саме ті, хто мав значне католицьке населення — Сянок, Львів і Перемишль, а решта поселень отримали його пізніше). Норми магдебурзького права були тісно переплетені з католицькими нормами і традиціями середньовічної Німеччини. Після занепаду Галицько-Волинського князівства німецькі й польські католики за допомогою магдебурзького права отримали можливість накласти соціальні обмеження на православних русинів Львова (характерно, що в тих галицьких містах, де не було великих католицьких громад, магдебурзьке право істотно не впливало на етнічні взаємини).

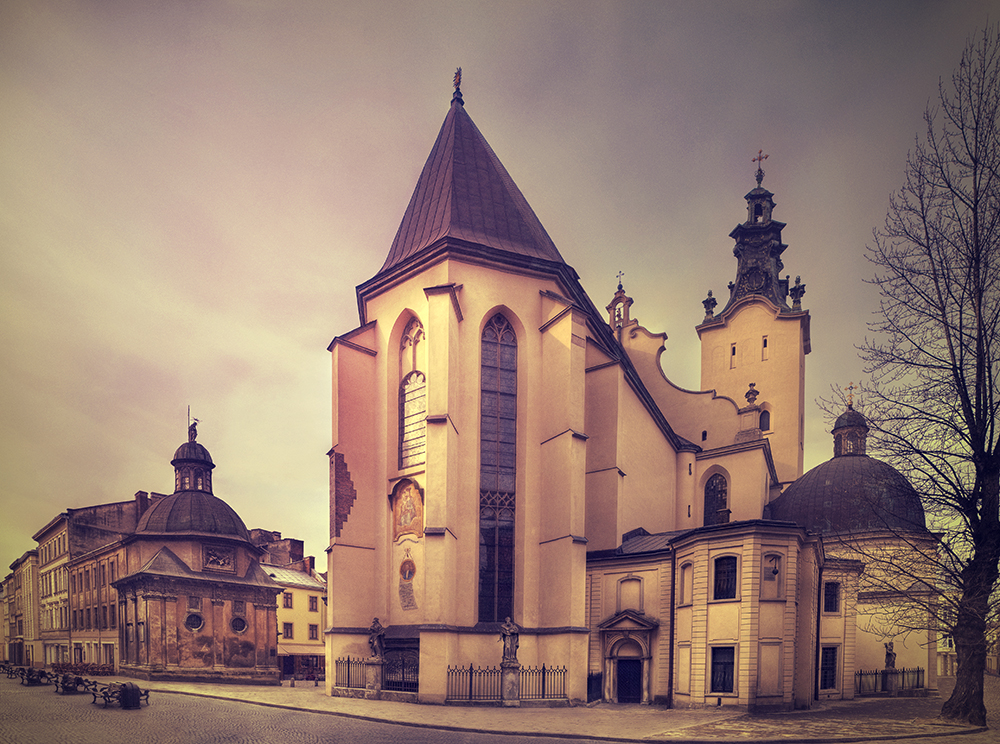
Латинський собор.

Із середини XIV століття католицька Церква почала будувати у Львові численні монастирі й костели, а також всіма засобами намагалася ополячити і покатоличити русинів і вірмен. В 1360 році на місці старої православної Успенської церкви почали будувати Латинський собор, який став символом католицької присутності в місті. У лютому 1375 року буллою Папи Григорія XI була заснована Галицька католицька митрополія, на її території забороняли служити православним єпископам. Великий вплив у Львові мали католицькі ордени домініканців, бернардинів, францисканців та єзуїтів, а також католицькі братства (благодійні, просвітницькі, аскетичні тощо).
Закриті католицькі братства активно брали участь у духовному житті мирян, займалися благодійністю, проводили спільні богослужіння, фінансували храми, притулки і школи. Фонди братств поповнювали пожертви шляхти і багатих патриціїв, а скарбницю братства зберігали в костелі. Найстаршими братствами, що діяли на території Львівського архієпископства, були братство при Латинському соборі, братство при костелі Марії Сніжної (1387), братство Милосердя (1442), братство Божого тіла (1457), братство Святого Франциска (1464), братство Святої Анни (1583), військове братство Святого Михайла (1596).

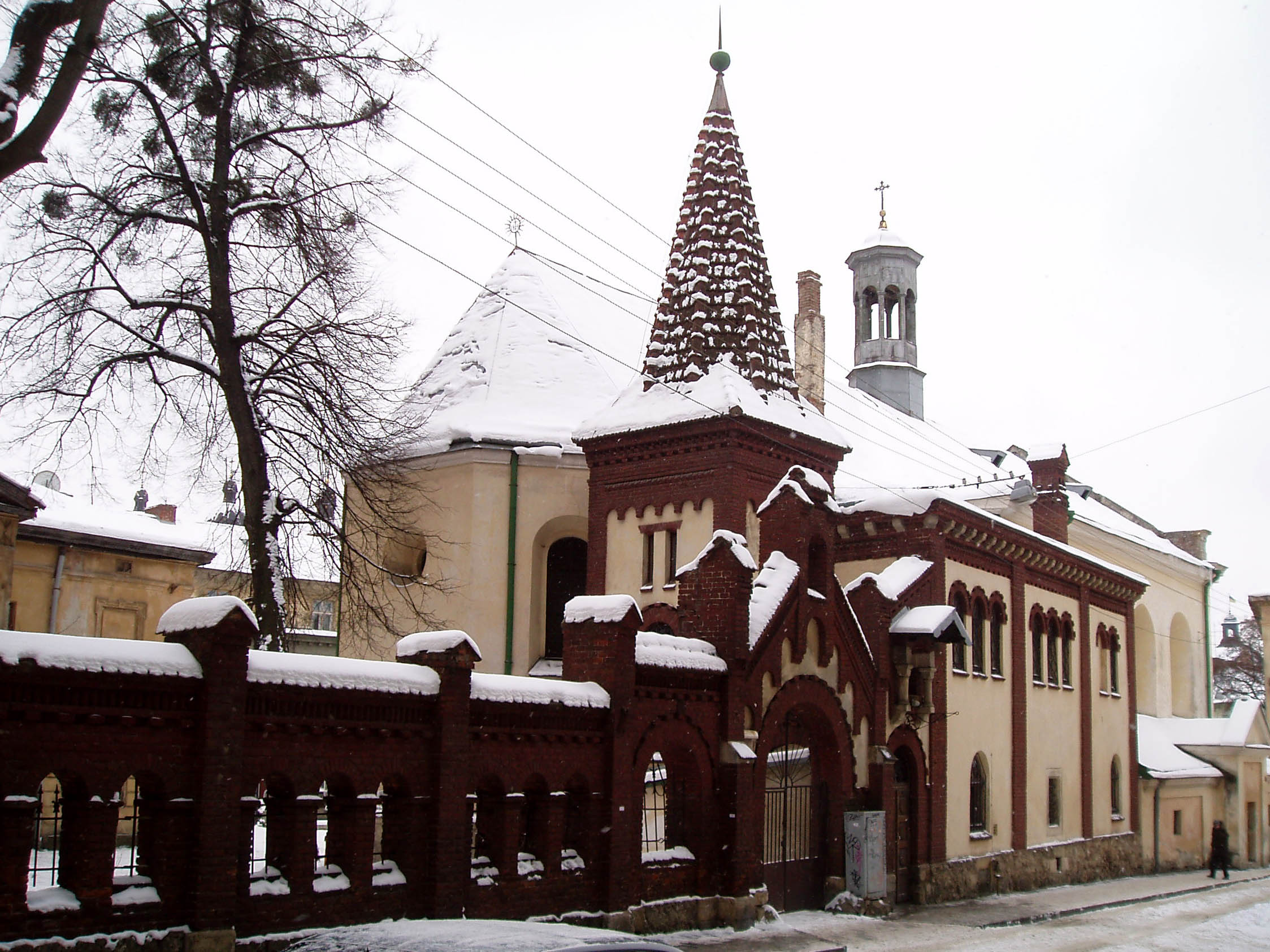
Костел Марії Сніжної.

У 1395 році, завдяки зусиллям галицького архієпископа Якуба Стрепи і польського короля Владислава II, була досягнута домовленість з чеським королем Вацлавом IV про те, що Любуські єпископи відмовляються від своїх повноважень на території Русі. У серпні 1412 року буллою Папи Йоанна XXIII катедра була перенесена з Галича до Львова, а собор Успіння Пресвятої Діви Марії отримав статус архикатедрального (в травні 1414 року папська канцелярія офіційно підтвердила перенесення осідку). На площі Ринок побудували палац, який до 1844 року мав статус резиденції львівських архієпископів. Юрисдикції Львівської митрополії були підпорядковані єпископи Перемишля, Холма, Володимира, Кам'янця, Молдавії і Києва.
Статус львівських архієпископів був досить високим, у церковній ієрархії вони займали друге місце після ґнєзненських архієпископів, які мали звання примасів Польщі. Головним колегіальним органом управління був капітул, заснований 1429 року (іншими структурами були генеральна консисторія, канцелярія архієпископа, інститут генеральних офіціалів і вікаріїв). Католицьке архієпископство отримувало багаті дари від польських королів і місцевої шляхти. У 1515 році йому належало чотири міста і 29 сіл, хоча серед польських архієпископств львівське вважалося відносно бідним. До кінця XVI століття сформувалися територіальні межі та адміністративний устрій архієпископства, незмінні до 1772 року (територія охоплювала Львівську і Галицьку землі Руського воєводства). 1593 року архієпархія була поділена на сім деканатів з центрами у Львові, Дунаєві, Городку, Жижачеві, Рогатині, Галичі та Теребовлі.
У 1370-х роках у Львові, на місці колишнього палацу князя Лева, за проектом Миколи Чеха був побудований готичний домініканський монастир Божого Тіла, ченці якого вели активну місіонерську діяльність у Галичині, на Волині й Поділлі (раніше домініканці проводили служби у львівських костелах Івана Хрестителя і Марії Сніжної). У 1378 році за підтримки Владислава Опольчика з'явився окремий руський вікаріат Братства пілігримів, велика частина керівництва якого складалася з домініканців і францисканців угорського походження. Домініканці й ченці інших орденів часто конфліктували з католицьким парафіяльним кліром і прелатами. З 1416 року львівські домініканці платили чинш магістрату за землі, на яких були розташовані їхні костел і монастир. Довгий час домініканський монастир був найбільшим землевласником серед чернечих громад Львова, поступаючись тільки канонікам катедрального капітулу (станом на 1578 рік йому належали села Кротошин, Давидів, Зашків, Костеїв, Зарудці й Завалів, подаровані королем Владиславом II Ягайло, магнатами, шляхтою і багатими львівськими міщанами).
У другій половині XIV століття біля західної міської стіни побудували готичний костел Святого Хреста і монастир францисканців (імовірно, на цій ділянці раніше стояла дерев'яна православна церква, зараз тут розташована школа на вулиці Театральній, 15). З півночі до костелу примикав Низький замок, а з півдня — лікарня Святого Духа. Наприкінці XIV століття настоятелем францисканського монастиря був Якуб Стрепа, який пізніше став латинським архієпископом. У 40-х роках XV століття проповідником і куратором монастиря був святий Ян з Дуклі. Костел і монастир майже не постраждали від пожежі 1527 року, проте зазнали значних пошкоджень під час пожежі 1565 року.

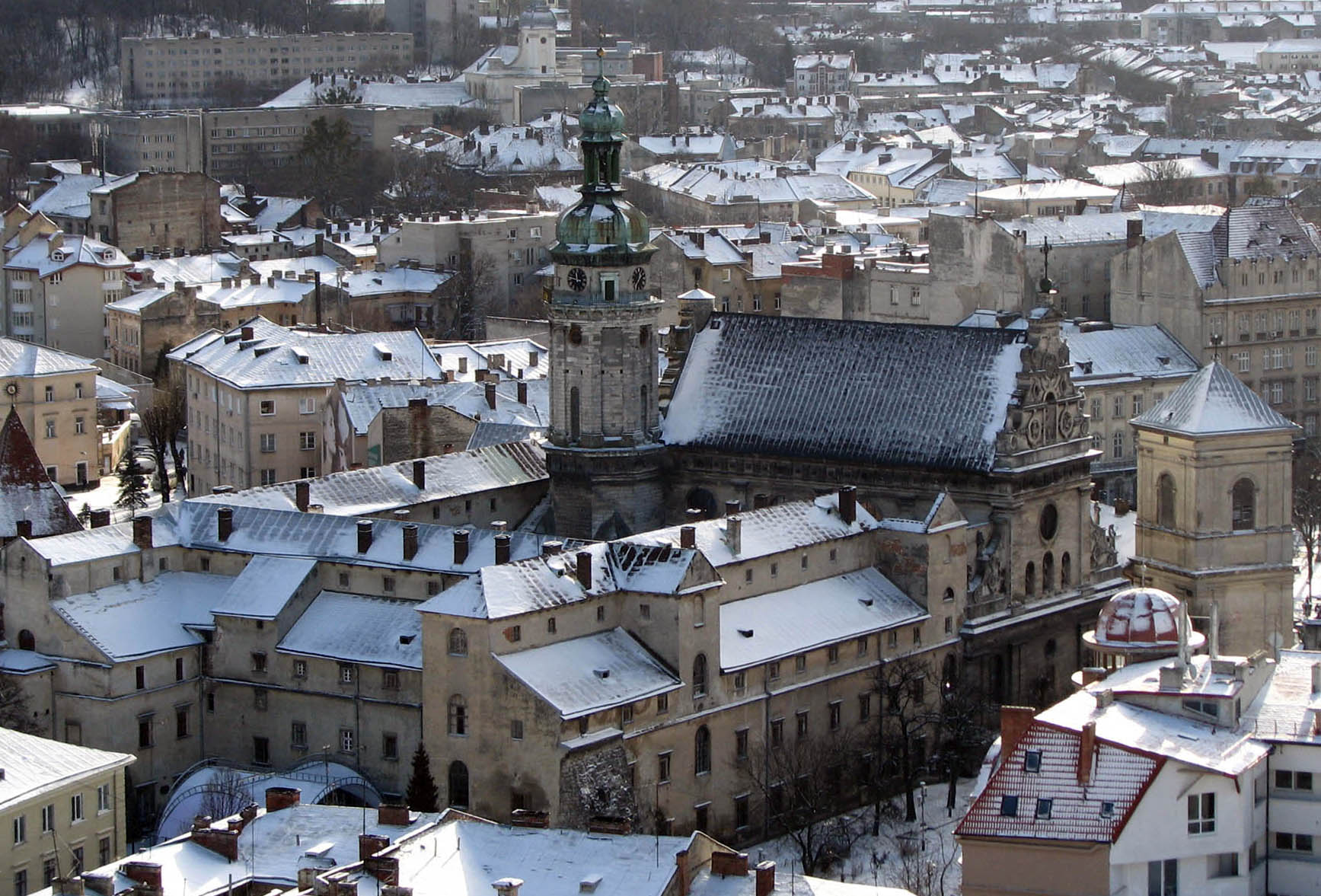
Бернардинський монастир.

У 1460 році у Львові стараннями воєводи Андрія Одровонжа був заснований невеликий дерев'яний монастир бернардинів, при якому незабаром з'явилася жіноча громада. Проти нового кляштора виступили архієпископ, шляхта і міська влада. У 1464 році русини, що жили в Галицькому передмісті, спалили монастир, але вже в наступному році Андрій Одровонж відбудував монастир і костел, куди запросив нових ченців з Кракова (незабаром він помер і був похований у монастирі). Восени 1484 року у Львові помер польський проповідник і богослов, член бернардинського ордену Ян з Дуклі, також похований у монастирі.
У 1509 році, під час нападу на Львів молдовського господаря Богдана III Сліпого, монастир і костел бернардинів згоріли. Невдовзі костел відбудували в камені, а в 1513 році він отримав статус кустодії. На початку XVI століття дочка подільського воєводи купила для бернардинок будинок у Галицькому передмісті й вони отримали свій окремий кляштор. У 1583 році для бернардинок побудували каплицю Святої Анни (пізніше на цьому місці виріс монастир кларисок). Свій вплив на шляхту і міщан бернардини здійснювали через братство Святого Бернардина з Сієни, братство Святої Анни і військове братство Святого Михайла. Вони часто були капеланами в армії, принесли до Львова першу шопку і традицію пристрасних богослужінь. Наприкінці XVI століття був розроблений план розширення монастиря, для чого бернардини скупили кілька ділянок землі біля міських стін у Галицькому передмісті (магістрат виступав проти розширення, побоюючись за безпеку оборонних стін).

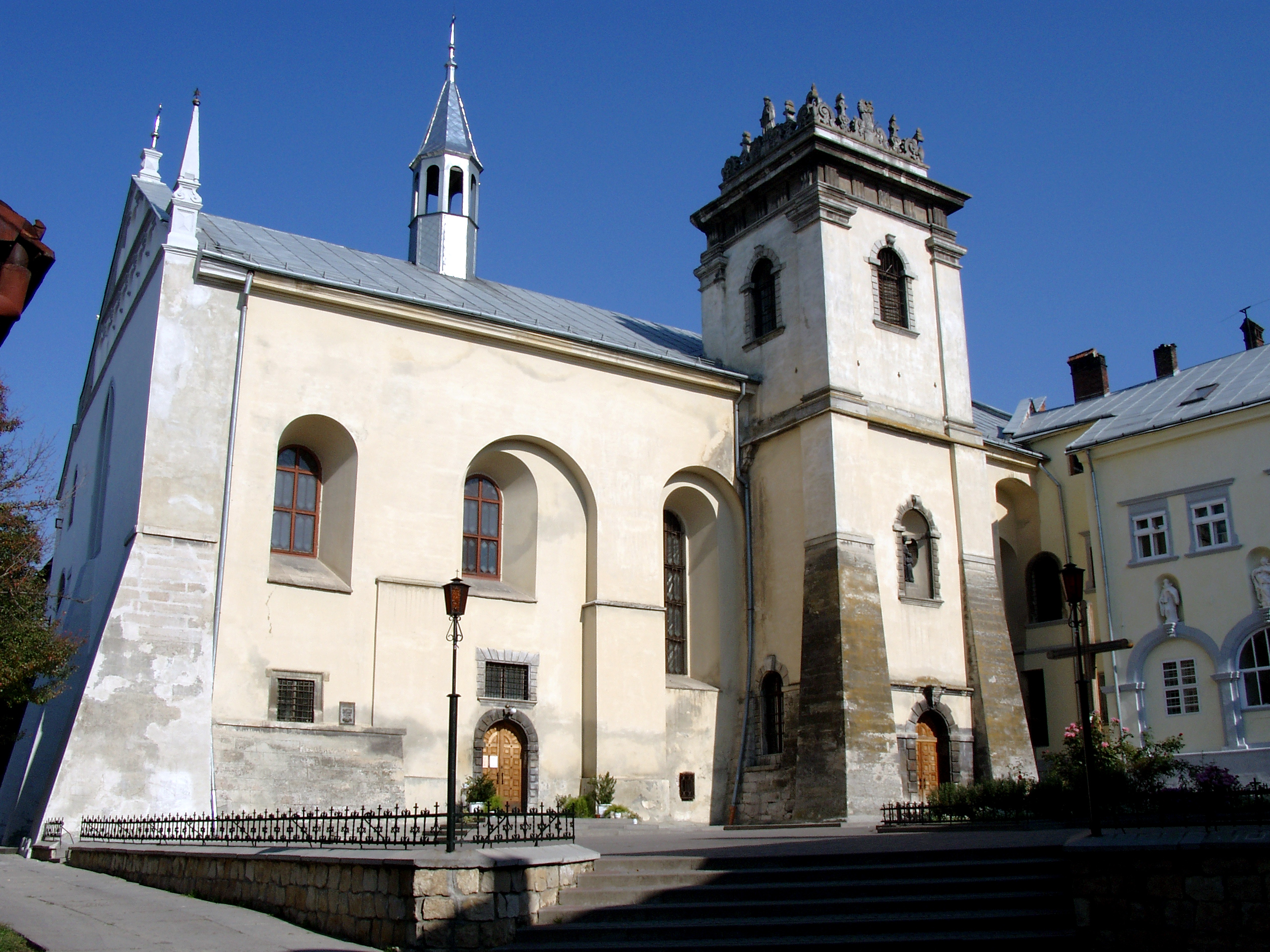
Монастир бенедиктинок.

У 1536 році в Галицькому передмісті на місці старої дерев'яної каплиці побудували кам'яний костел Святого Лаврентія (пізніше при ньому виник монастир і шпиталь боніфратів). Наприкінці XVI століття у Львові з'явилися перші польські єзуїти, зокрема, в 1583 році в місті побував Якуб Вуек. Єзуїти, що приїжджали на запрошення католицького архієпископа, жили в його палаці й служили в кафедральному соборі. У 1584 році була створена єзуїтська місія, а в 1590 році — єзуїтська резиденція, на урочистостях з нагоди відкриття якої свій вірш єзуїтам присвятив Шимон Шимонович. Місцеве духовенство і школа при катедральному соборі, як і більша частина містян, не надто вітали появу ордена у Львові. Попри це, львівські єзуїти активно включилися в місіонерську діяльність на Волині та в Молдові.
У 1594 році на пожертви багатої міщанки Софії Ганель був побудований дерев'яний костел Святої Софії (від нього пішла назва прилеглої місцевості — Софіївка). У 1593—1597 роках за проектом архітектора Павла Римлянина в передмісті був побудований оборонний монастир Всіх Святих. У 1596 році в ньому було засновано львівське відділення жіночого ордена бенедиктинок, що незабаром затвердили папський легат і польський король. У 1598 році папа Климент VIII затвердив своєю буллою заснування у Львові й самого монастиря бенедиктинок.
Внутрішня конкуренція та часті конфлікти на релігійному ґрунті роздирали багато цехів Львова, особливо цех малярів, ювелірів і ливарників, що існував з XIV століття (він об'єднував близько 50 майстрів різних національностей, у тому числі й жінок). У 1596 році архієпископ Ян Димитр Соліковський наказав вилучити з костелів всі твори майстрів-русинів і заборонив їм надалі виконувати замовлення католицької Церкви. Уже в наступному році корпорація розкололася на цех малярів-католиків і цех малярів-русинів.

### Православ'я

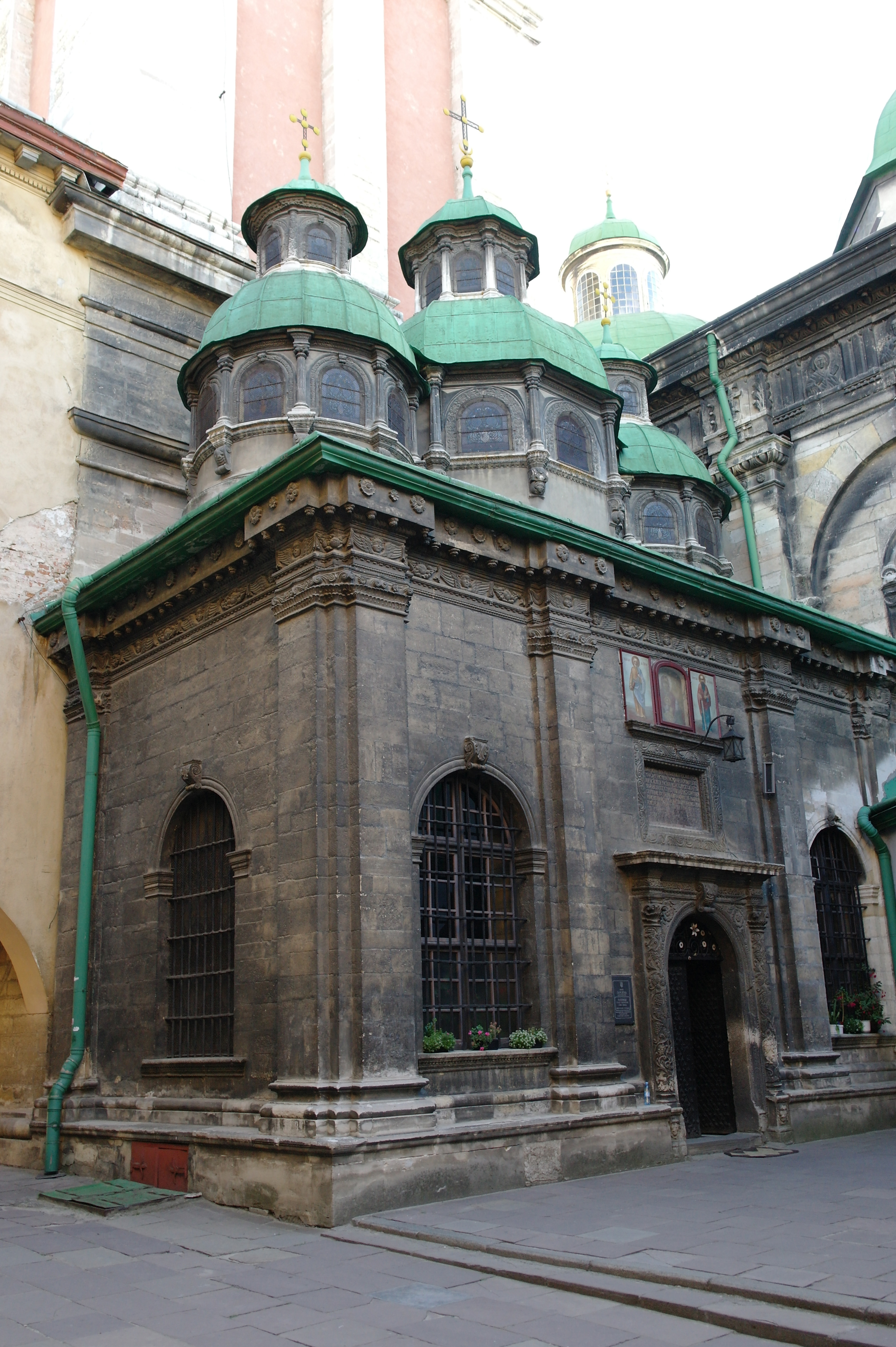
Каплиця Трьох Святителів.

За княжої доби (друга половина XIII — перша половина XIV століття) православ'я було однією з панівних конфесій, у Львові існували православні монастирі Івана Богослова, Святого Онуфрія і Святого Юра, а також православні церкви Спаса, Богоявлення, Воскресіння, Благовіщення, Успіння Пресвятої Богородиці, Чесного Хреста, Святого Миколая, Святої Параскеви П'ятниці і Святого Феодора.
У 1539 році, внаслідок реорганізації древньої Галицької православної митрополії та єпархії, єпископська кафедра була перенесена з Галича до Львова, де утворилася єпархія Львівська, Галицька і Кам'янецька. Цьому передували тривала боротьба й активні перемовини львівських міщан і шляхти православного віросповідання (або як тоді називали «грецької віри») на чолі з Макарієм Тучапським. У підсумку в жовтні 1539 року Сигізмунд I видав привілей на право відновити Галицьку православну катедру з центром у Львові, а Тучапського наділив правами єпископа (в 1540 році в його хіротонії взяли участь всі українські та білоруські архієреї). При кафедрі було створено крилас — колегіальний орган церковної адміністрації, куди входили настоятелі львівських церков.
Православне населення Львова об'єднувалося навколо Успенської церкви, що існувала з княжих часів, і декількох парафій у передмістях. Перша дерев'яна церква Трьох святителів згоріла під час захоплення Львова поляками у 1340 році. У другій половині XIV століття на вулиці Руській були зведені церква Успіння Богородиці й каплиця Трьох святителів. Згодом церква завалилася, і на її місці в 1421 році побудували кам'яний храм. Він згорів під час пожежі 1527 року, проте в 1547—1560 роках архітектор Петро Італієць на пожертви місцевих русинів, молдавського господаря Олександра IV і його дружини побудував нову Успенську церкву і капличку Святого Юра. 1571 року Успенська (або як її називали Волоська) церква і майже весь квартал русинів згоріли дотла. У 1591 році члени впливового Успенського братства почали будівництво четвертої церкви, яка дійшла до наших днів. У другій половині XVI століття основною формою об'єднання українських і частково грецьких і молдавських міщан (головним чином заможних ремісників і торговців) стали православні братства, що виникали при церковних парафіях.
Перші православні братства благодійного і просвітницького спрямування виникли в Краківському передмісті — братство Благовіщення (статут з 1542 року) і братство Святого Миколая (1544). Успенське братство (1586), яке об'єднувало багатих міщан центральної частині міста, домінувало над братствами передмість, в яких нерідко значилися всі дорослі парафіяни чоловічої статі. Члени братств через свої зв'язки з київськими митрополитами, східними патріархами, московськими царями, молдовськими господарями і гетьманами наддніпрянського козацтва навіть домоглися для себе права контролювати діяльність місцевого єпископа. Частково на цьому ґрунті наприкінці XVI століття і спалахнув конфлікт між Успенським братством, що володів статусом ставропігії, і львівським православним єпископом Гедеоном.
Львівські православні братства активно захищали громадянські права русинської громади, боролися за право міщан-русинів брати участь у магістраті й цехах, а після прийняття Берестейської унії виступали проти неї, вважаючи нерівноправним положення грецького обряду в порівнянні з латинським. Заради консолідації православної громади Львова братства навіть пішли на компроміс з єпископом Гедеоном і його спадкоємцями. Гедеон боровся проти втручання католицьких священиків у справи православних, у ході конфлікту з братством розглядав варіанти унії з Римом, але все ж не підтримав її, а також сприяв розбудові комплексу на Святоюрській горі.

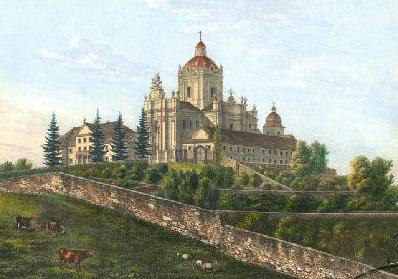
Вигляд Святоюрської гори в XIX столітті.

Іншим важливим оплотом православ'я був монастир Святого Юра, заснований ще в княжі часи. Перший дерев'яний монастир був побудований за князя Лева Даниловича близько 1280 року. У 1340 році він згорів під час польського вторгнення військ Казимира III, але вже в наступному році його відновили (на честь цієї події був відлитий великий дзвін, що вцілів до наших днів). У 1363 році була закладена кам'яна базиліка у візантійському стилі, завершена лише в 1437 році (у 1363—1384 роках архітектором церкви був Дорінг, що раніше побудував у Львові вірменський собор). З 1539 року монастирський храм Святого Юра став кафедральним собором львівського православного єпископа. Монастир володів великими земельними ділянками в передмістях і в найближчих до Львова селах. Монастир святого Онуфрія, заснований у середині XV століття в Краківському передмісті, перебував під опікою Успенського братства і також був важливим центром православ'я в Галичині. У 1591 році був заснований жіночий православний монастир Святої Катерини Олександрійської.
Одним зі способів міжконфесійної боротьби і тиску магістрату на українську громаду Львова було обмеження на використання православними дзвонів. Наприклад, їм було заборонено дзвонити під час святкування католиками Великої п'ятниці й Великої суботи. В 1521 році православна громада отримала від польського короля дозвіл на те, щоб священики могли нести через площу Ринок Святі дари, але без права запалювати свічки, а вже на вулиці Руській їм було дозволено дзвонити в дзвони і запалювати свічки. У 1580 році, на прохання Костянтина Корнякта, король наказав міській владі Львова не чинити перешкод в установці дзвонів на нову дзвіницю Успенської церкви. 1587 року львівський магістрат під страхом штрафу заборонив дзвонити в дзвони на вежі Корнякта під час богослужінь у сусідньому монастирі домініканців. Крім того, православні церкви були змушені платити за право бити в дзвін під час похорону своїх парафіян.

### Вірменська церква

Інтер'єр Вірменського собору.

В 1363 (за іншими даними — в 1368 році) коштом багатих вірменських купців був закладений кафедральний собор, а поруч з ним — палац архієпископа. У 1364 році (за іншими даними — 1361 року) католікос Месроб I заснував у Львові єпархію вірмен Русі, Молдавії та Волощини, призначивши архієпископом Ґриґоріса. У січні 1367 року Казимир III затвердив своїм декретом існування єпархії й дарував вірменам релігійну свободу. Вірменський архієпископ був першим церковним владикою, що оселився у Львові (католицький і православний архієпископи перенесли свої резиденції значно пізніше).
При львівській парафії, очолюваній авакересом, діяли вірменська школа, шпиталь і кілька братств, священики парафії опікувались вірменським кладовищем. Під керівництвом архієпископа або львівського авакереса засідав суд, до складу якого також входили представники ради старших громади. Вони ж обирали вірменського архієпископа, якого потім затверджував католікос, контролювали майно і доходи Церкви, виплачували платню архієпископу і священикам. Наприкінці XVI століття при храмі Святого Хреста в Краківському передмісті існувала невелика громада вірменських черниць.

### Юдаїзм

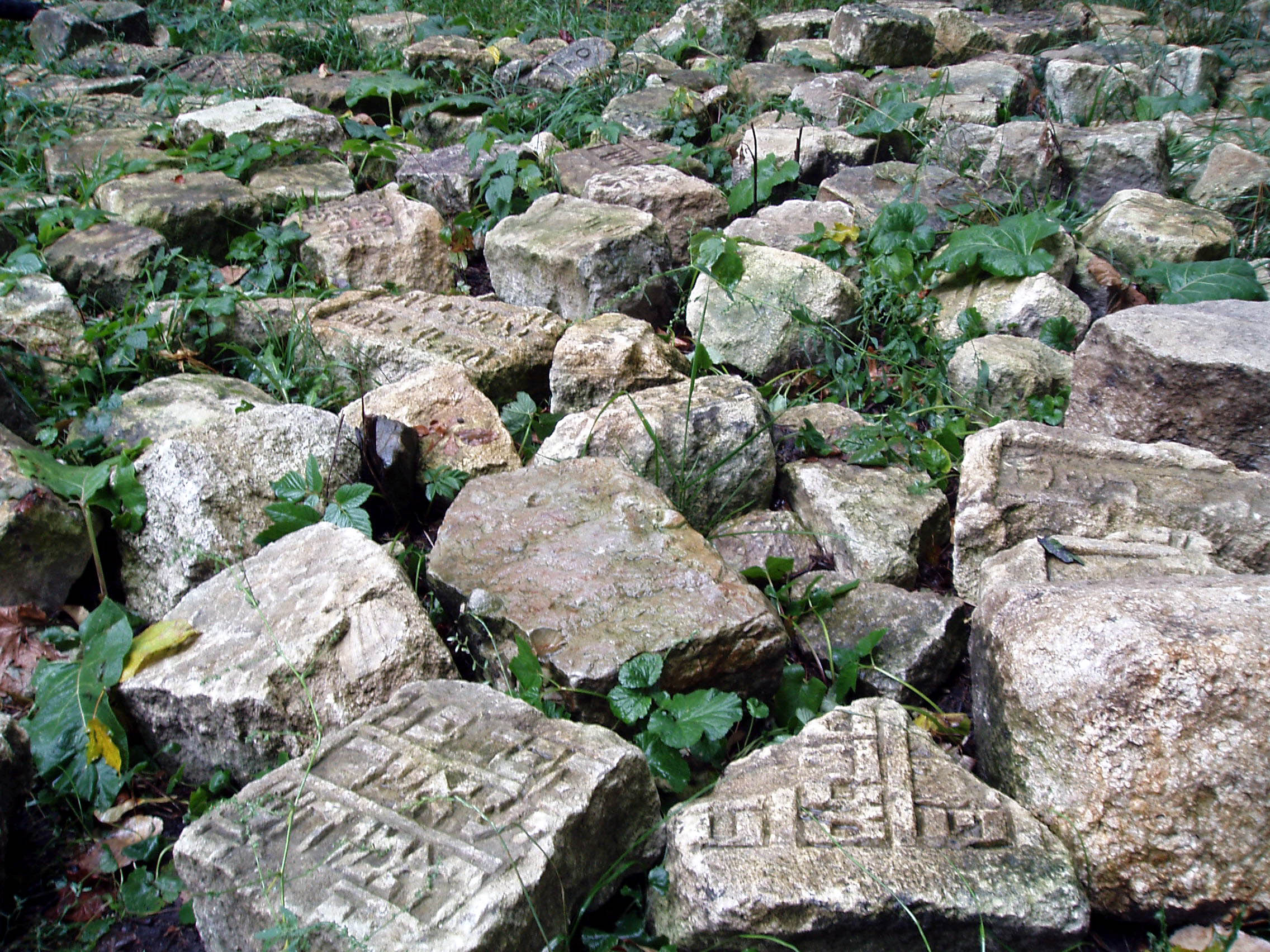
Залишки надгробків зі старого єврейського кладовища.

У середньовічному Львові було кілька синагог, що належали двом різним єврейським громадам — міській, розташованій в єврейському кварталі середмістя, і приміській, збудованій в Краківському передмісті. На початку XV століття на вулиці Єврейській (нинішня вулиця Федорова, 29)була зведена чи реконструйована синагога, від якої в 1906 році були знайдені дерев'яні балки з написами на івриті. У першій половині XV століття також згадується синагога на вулиці Єврейській, якою опікувався багатий збирач податків Волчко, або Зеєв (він оплатив борги короля Владислава II Ягайло перед магістратом Львова і фінансував підготовку до Грюнвальдської битви). До кінця не з'ясовано, чи була це одна й та ж синагога, або дві різних, що знаходились на сусідніх ділянках. Ще одна древня синагога була розташована біля Єврейської башти (південна частина міських стін у районі нинішньої вулиці Братів Рогатинців). У 1555 році на вулиці Бидлячій (сучасна Староєврейська вулиця) була споруджена кам'яна готична синагога (за австрійців у 1800 році на її місці була зведена Велика міська синагога). У 1582—1595 роках під керівництвом Павла Щасливого побудована ренесансна синагога Золота Роза (або синагога Нахмановича). Мабуть, вона була розташована на місці старої синагоги Волчка. Синагога Краківського передмістя або Передміська синагога також заснована в XV столітті, кілька разів перебудовувалася, а на початку XVII століття вже була кам'яною (нині на її місці розташований сквер по вулиці Сянській).

## Культура

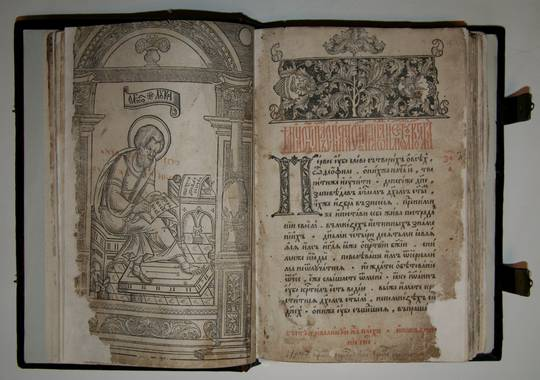
Львівський «Апостол» Івана Федорова.

Культура середньовічного Львова, що увібрала в себе елементи культури Русі та Польщі, досягла високого рівня. Значного розвитку набули живопис (особливо іконопис) і мистецтво ілюмінування рукописів, архітектура і скульптура, однак багато пам'ятників матеріальної та духовної культури були знищені під час частих іноземних вторгнень і міжусобиць. Львів був одним із центрів розвитку писемності, тут складали і зберігали літописні кодекси. Про високий рівень культури свідчить збережена ікона Богородиці з Онуфріївського монастиря.
У другій половині XV століття при Онуфріївському монастирі недовго існувала перша львівська друкарня. У 1573 році за допомогою львівських міщан і настоятеля Онуфріївського монастиря друкарську справу відродив Іван Федоров, що заснував друкарню в будинку на вулиці Краківській (тут у 1574 році він надрукував друге видання «Апостола» і «Буквар»). Після смерті Федорова (1583) друкарня опинилася в руках єврейських купців, а з 1590 року за фінансової підтримки православного єпископа Гедеона продовжила працювати при Львівському братстві (першими виданнями стали грамоти патріарха Єремії II і собору єпископів, а також збірник церковних віршів).
У 1578 році разом з королем Стефаном Баторієм до Львова на п'ять місяців прибула похідна друкарня при королівській канцелярії, яка видала тут латинською і польською мовами кілька універсалів, панегірик Яну Кохановському і збірник проповідей. Краківський юрист Павло Щербич, що зайняв посаду львівського синдика й отримав королівський привілей на право друку, в 1581 році видав польською мовою кодекс міського права. 1592 року осів у Львові краківський друкар Мацей Гарволін, що опублікував два латинських панегірики Шимона Шимоновича і підручник латинської граматики, після його смерті друкарню купив Мацей Бернат.
У першій половині XVI століття при Успенській церкві на вулиці Руській зародилося православне братство, яке в 1586 році отримало від Антиохійського патріарха Іоакима V підтвердження свого статуту, а незабаром і статус ставропігії. Львівське Успенське братство, яке боролося проти католицького гніту, стало культурним центром православної громади міста. При братстві створили друкарню і школу, викладання в якій вели церковнослов'янською, грецькою і латинською мовами. Навколо братства і школи об'єдналися видатні люди свого часу — богослови і викладачі Кирило Транквіліон-Ставровецький, Арсеній Еласонський, Іов Борецький, Стефан Зизаній і Лаврентій Зизаній, Іван Вишенський, перекладачі та вчені Памво Беринда, Гавриїл Дорофійович і Тарасій Земка, видавець Федір Балабан, багаті міщани Костянтин Корнякт, Юрій Рогатинець і його брат Іван. Восени 1591 року була видана складена в школі граматика «Аделфотес».

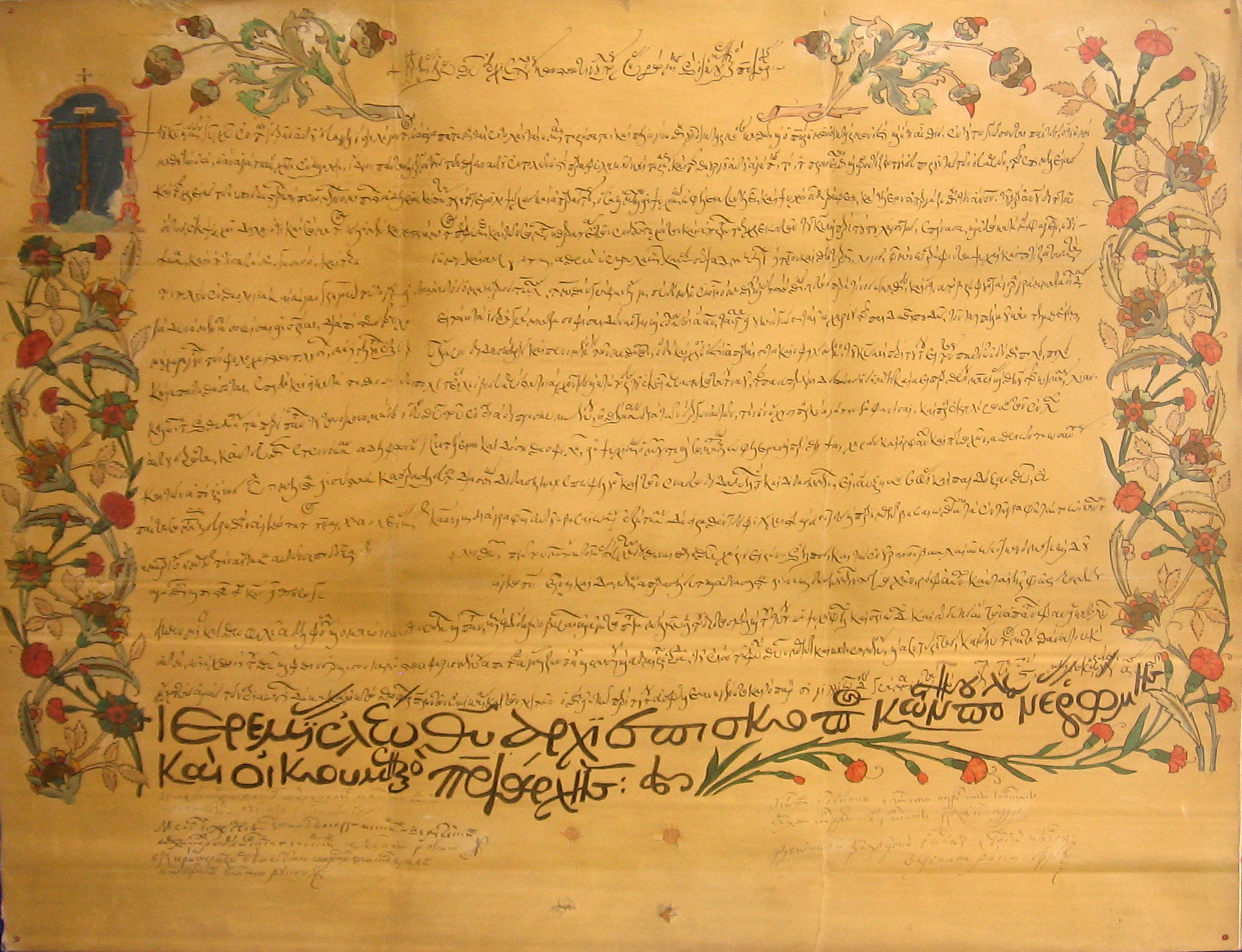
Лист Антиохійського патріарха про дарування ставропігії Львівському братству.

Крім того, існували православні братства і братські школи в передмістях Львова. Наприклад, на Підзамчому виникли братство Благовіщенської парафії (1542) і братство при церкві Святого Миколая (1544). Найстаршим навчальним закладом була школа при Благовіщенському братстві в Галицькому передмісті. При цьому братстві існувала велика бібліотека, де зберігалися твори античних авторів, західноєвропейських гуманістів і слов'янських письменників тих часів. В архіві братства зберігалося багато цінних рукописів з історії й філософії.
Середньовічний Львів славився своїми бібліотеками, перші з яких з'явилися при монастирях і церквах. Одна з найстаріших бібліотек, що налічувала близько тисячі томів, була при вірменському архієпископстві. З другої половини XIV століття була відома бібліотека католицького катедрального собору (збірка поділялася на чотири частини — катедральну, митрополита, проповідників і вікаріїв). Окрему бібліотеку мала католицька кафедральна школа, що діяла з кінця XIV століття. Також однією з найстаріших вважалася бібліотека монастиря бернардинів (вона ж була однією з найкращих бібліотек Львова XV—XVI століть).
У 1551 році почалося будівництво книгосховища при монастирі ордена домініканців. До 1579 року відносять першу документальну згадку про бібліотеку монастиря при церкві Святого Онуфрія (тут же зберігалися зібрання давнішої бібліотеки, що існувала при церкві Святого Юра). Тим же 1579 роком датовано перший перелік книг бібліотеки Успенського братства, яку постійно поповнювали дари братів (ця бібліотека була закритою, її збірками могли користуватися тільки члени братства). У 1596 році був призначений перший директор заснованої архієпископом Яном Дімітром Соліковським бібліотеки, яка незабаром дісталася єзуїтській колегії (її збірку поповнювали як пожертвування, так і новодруки єзуїтської колегії).
Невелику бібліотеку мав львівський магістрат, переважно збірники законів і королівських статутів. Крім того, багато приватних осіб мали в своїх маєтках книгозбірні (особистими бібліотеками славилися багато львівських архієпископів, а також каноніки, ректора шкіл і заможні патриції з-поміж юристів, лікарів, аптекарів і міських чиновників).

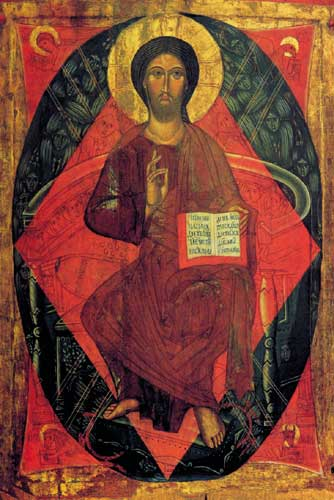
Галицька ікона другої половини XV століття.

За княжої доби при православних храмах і монастирях Львова існував іконопис, однак у силу різних причин найдавніші львівські ікони не збереглися (цьому «сприяли» пожежі, захоплення міста іноземцями, ремонти церков і іконостасів). В останній чверті XIV століття у Львові працював художник Іван, а в 1495 році міське право отримав художник Прокоп з Мармарощини.
Найстаршими зі збережених ікон львівської школи вважають ікону Богородиці Одигітрії XV століття з церкви Святої Параскеви в селі Красів та ікону Спаса з церкви Богородиці в селі Ременів. Серед львівських художників XVI століття архівні матеріали згадують Андрія Русина та Лавріна Пухала. Художники Львова входили в спільний цех із золотарями і конвісарами (майстрами, що виготовляли вироби з олова), вони не тільки малювали ікони і картини, а й оформляли книги, фарбували різні предмети господарського, домашнього і військового призначення. Цеховим малярам належало монопольне право на виготовлення і збут своєї продукції в межах міської юрисдикції.
У XVI столітті православні українці домінували серед львівських малярів, кількістю і якістю робіт вони перевершували художників-католиків. Однак, через утиски з боку цехів, русини були змушені переселятися з міста в передмістя. Стимулом для активізації українських художників стало заснування у Львові 1539 року православної єпископської кафедри. Через те, що багато художників-русини працювали і в костелах, у 1595—1597 роках католики організували свій окремий цех.
Значно вплинула на живопис і скульптуру львівської школи готика. До плоскої готичної скульптурі належать печатка князя Юрія Львовича (початок XIV століття), печатка міської громади з гербом Львова та зображенням вежі (XIV століття) і печатка магістрату з гербом і зображенням брами (1353). Елементи готики присутні в домініканській іконі Богородиці Одигітрії XIV століття (тепер перебуває в костелі Гданська), в «Новозавітній Трійці з донатором» XV століття і двобічній картині з Латинського собору «Розп'яття з мучениками фівейського легіону — Зняття з хреста» (обидва твори зберігаються в Львівській галереї мистецтв), в іконі «Розп'яття з пристоячими» початку XVI століття (зберігається в Національному музеї у Львові). Вплив готики помітний і у розписі вірменської церкви (кінець XV — початок XVI століть).
У лівій наві колишнього костелу Святого Миколая розташований вівтар Шольц-Вольфовичів (1595) з чорного мармуру й алебастру. Ця робота Германа ван Гутте була вивезена з Латинського собору і поміщена в храмову каплицю Святого Флоріана. У центрі вівтаря розташована «Голгофа», а по боках — невеликі барельєфи на теми страстей Христових. Роботи іншого голландця, Генріха ван Хорста (кілька надгробків у вигляді алебастрових лицарів), збереглися в домініканському соборі від його готичного попередника. Серед членів Львівського братства був популярний багатоголосий хоровий спів, що поширився згодом на східні слов'янські землі.
У Львові творив органіст і композитор Мартин Леополіта, тут навчалися астролог і медик Юрій Дрогобич, польські поети вірменського походження Шимон Шимонович, Бартоломей Зиморович і Шимон Зиморович. Середньовічний Львів став важливою віхою в біографії архітекторів італійського походження Павла Римлянина, Амвросія Прихильного, Павла Щасливого, Петра Красовського, Петра Барбона, Войцеха Капіноса і Петра Італійця, архітекторів німецького походження Петера Штехера і Ганса Штехера, скульпторів голландського походження Генріха ван Хорста і Германа ван Гутте, архітектора і скульптора Андреаса Бемера, скульпторів Яна Білого і Яна Заремби, художника Федора Сеньковича, історика Бартоша Папроцького. До свого вступу в орден єзуїтів у 1564 році у Львівському катедральному соборі проповідував Петро Скарга, наприкінці XVI століття помічником глави львівських єзуїтів був інший відомий теолог Станіслав Гродзицький.

## Освіта і наука

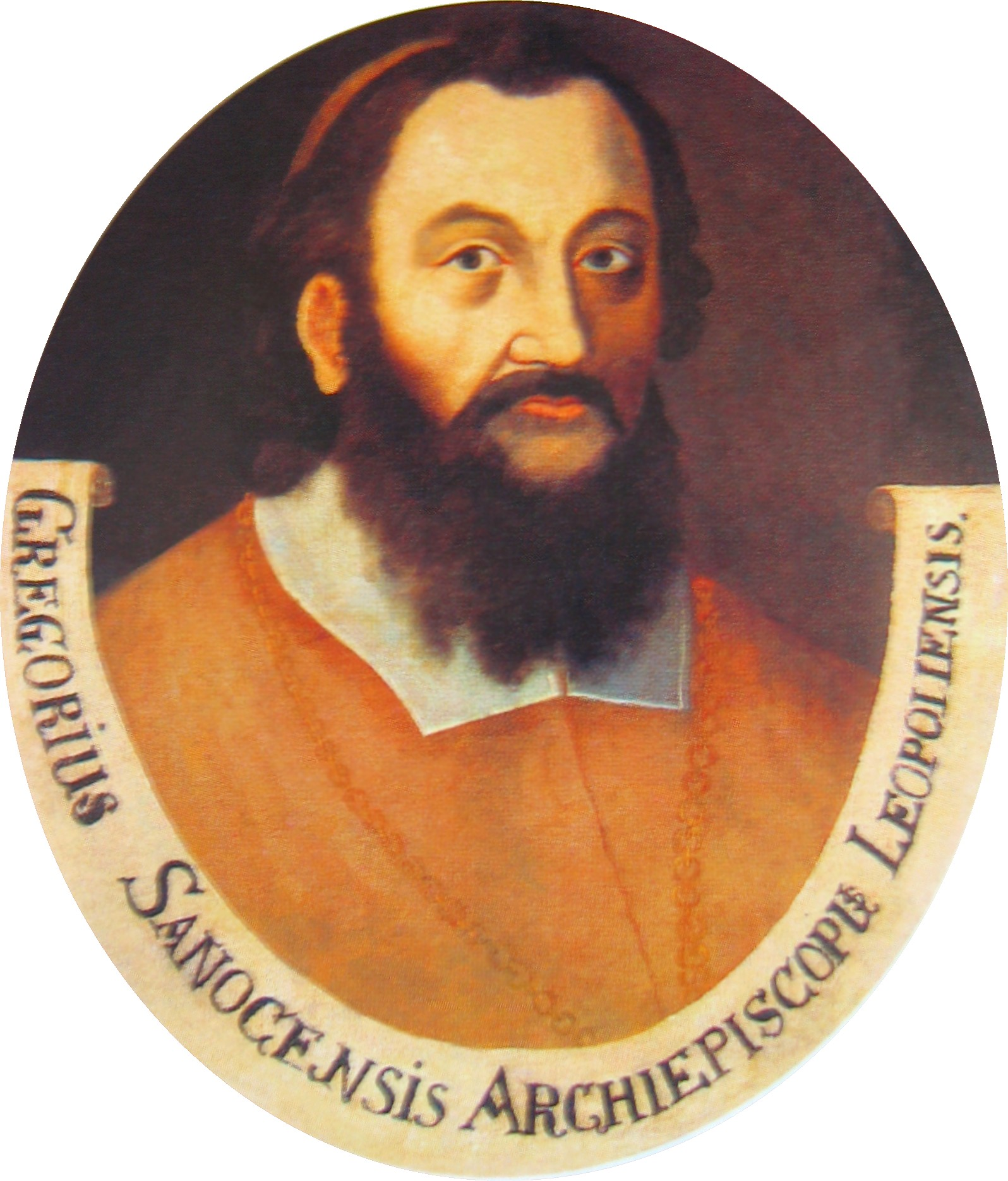
Ґжеґож із Сянока

Перші школи середньовічного Львова засновували при соборах і монастирях, а також при релігійних орденах і братствах. Престижні школи існували при Латинському катедральному соборі та монастирі бенедиктинок, при Успенському братстві, Благовіщенському братстві й православному катедральному соборі Святого Юра, при вірменському соборі та синагозі (для своїх конфесій відповідно). Талановиті учні-католики могли претендувати на стипендії від львівського магістрату і продовження навчання в найкращих університетах Польщі, Німеччини та Італії. Після повернення до Львова освічені люди нерідко починали свою кар'єру з посади писаря (нотаріуса) або перекладача магістрату, а також брали участь у дипломатичних місіях.
В освіті широко вживали латину, грецьку і польську мови, рідше — церковнослов'янську, вірменську, давньоєврейську та їдиш (в школах відповідних етнічних груп). З кінця XIV і до середини XVI століття канцелярія львівського магістрату використовувала готичне письмо, що стало в польський період засобом суспільної комунікації органів міської влади (згідно з деякими джерелами, латинське письмо використовували і в князівській канцелярії XIII століття). Львів в добу пізнього середньовіччя мав тісні контакти з Краковом і Познанню. Крім того, писарі міської канцелярії листувалися з багатьма містами Західної Європи.
1451 року львівським католицьким архієпископом був обраний Ґжеґож із Сянока (Григорій Сяноцький), при якому у Львові поширилася культура італійського Відродження. Ґжеґож активно виступав проти неуцтва і забобонів католицького кліру. Завдяки його старанням значно зріс рівень викладання в львівській катедральній школі, яка стала філією Краківського університету, що підтвердив спеціальним привілеєм король Казимир IV. У заміському маєтку архієпископа збиралися львівські інтелектуали того часу, там тривалий час проживав італійський гуманіст Філіппо Каллімах.
У більшості монастирських шкіл дітей шляхти і міщан навчали писати, читати і молитов, дівчат — ще й рукоділлю. У катедральній школі додатково викладали історію, теологію та філософію.

## Стани й органи влади

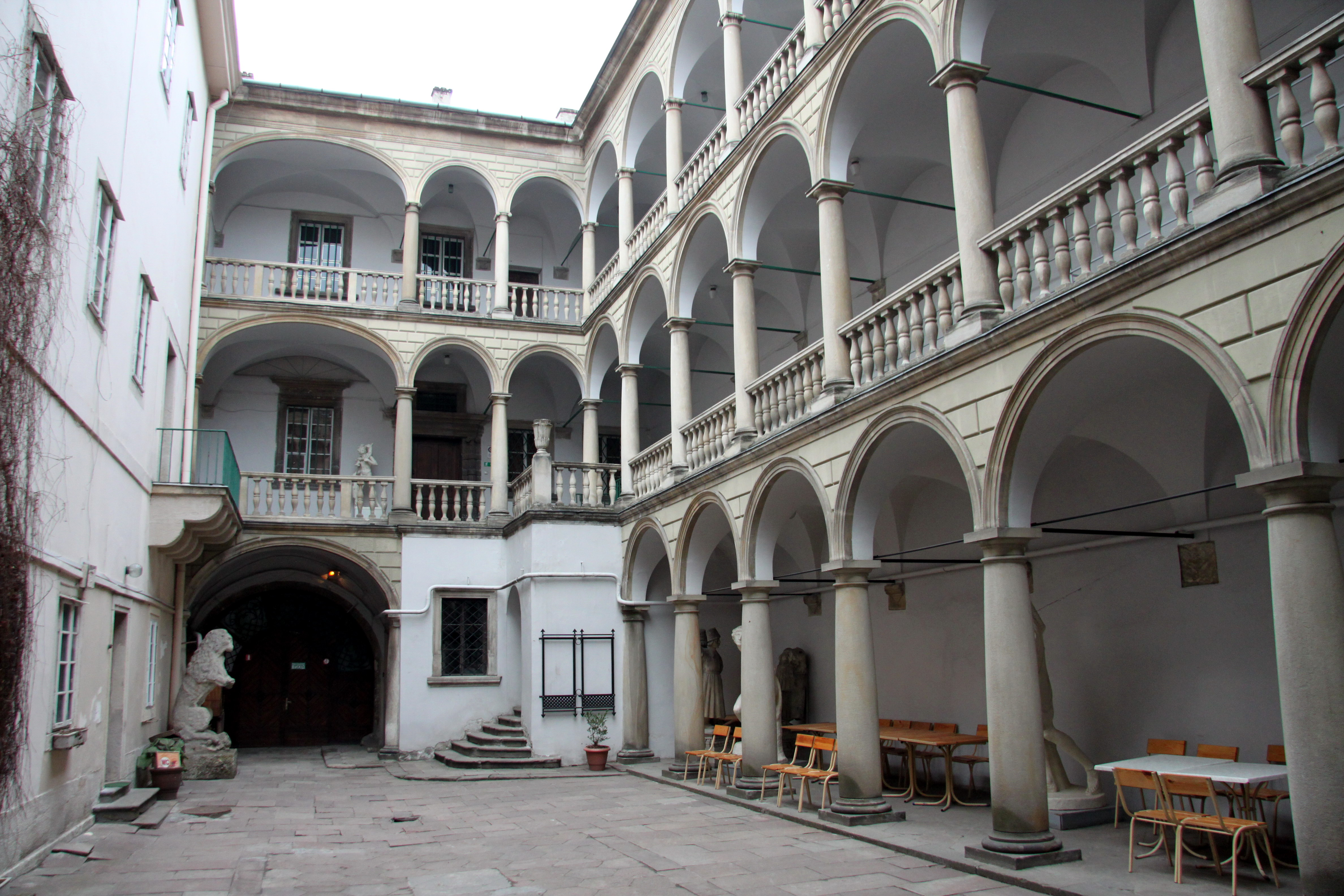
Подвір'я в палаці багатого львівського купця.

У період Галицько-Волинського князівства Львовом від імені князя управляли воєвода і багаті бояри, що регулярно збиралися на свої віче. Воєводі був підпорядкований гарнізон князівської дружини і народного ополчення. У 1335 році в листі князя Юрія II Болеслава до великого магістра Тевтонського ордена Дітріха фон Альтенбурга згадувався львівський воєвода Бориско Кракула.
Після завоювання Галицьких земель поляками (друга половина XIV — перша третина XV століття) місцеве боярство і навіть польська шляхта, що осіла в Галичині, перебували в більш важкому становищі, ніж шляхта в інших частинах королівства. Бояри були зобов'язані постійно проживати в своїх маєтках і завжди бути готовими виступити в похід за наказом короля. Вони не могли без дозволу короля продати свої володіння, а участь у військових діях повинні були оплачувати самі (хоча в Польщі король платив шляхті за походи).
У Львові соціальна структура багато в чому накладалася на етнічну, через що різні соціальні верстви складалися з представників різних етноконфесійних громад, які мали різний правовий статус і свої особливі форми самоврядування. Перехід містян між такими соціальними верствами був нечастим явищем. Населення середньовічного Львова складалося з чотирьох основних соціальних верств: шляхти (в тому числі значного прошарку галицьких бояр, які визнали владу короля), католицького духовенства, міщан і приміських селян. Дві перші групи були відносно нечисельні, але користувалися більшістю королівських привілеїв. Згідно з приблизними підрахунками, шляхта і духовенство складали близько 5 % населення міста в польський період.

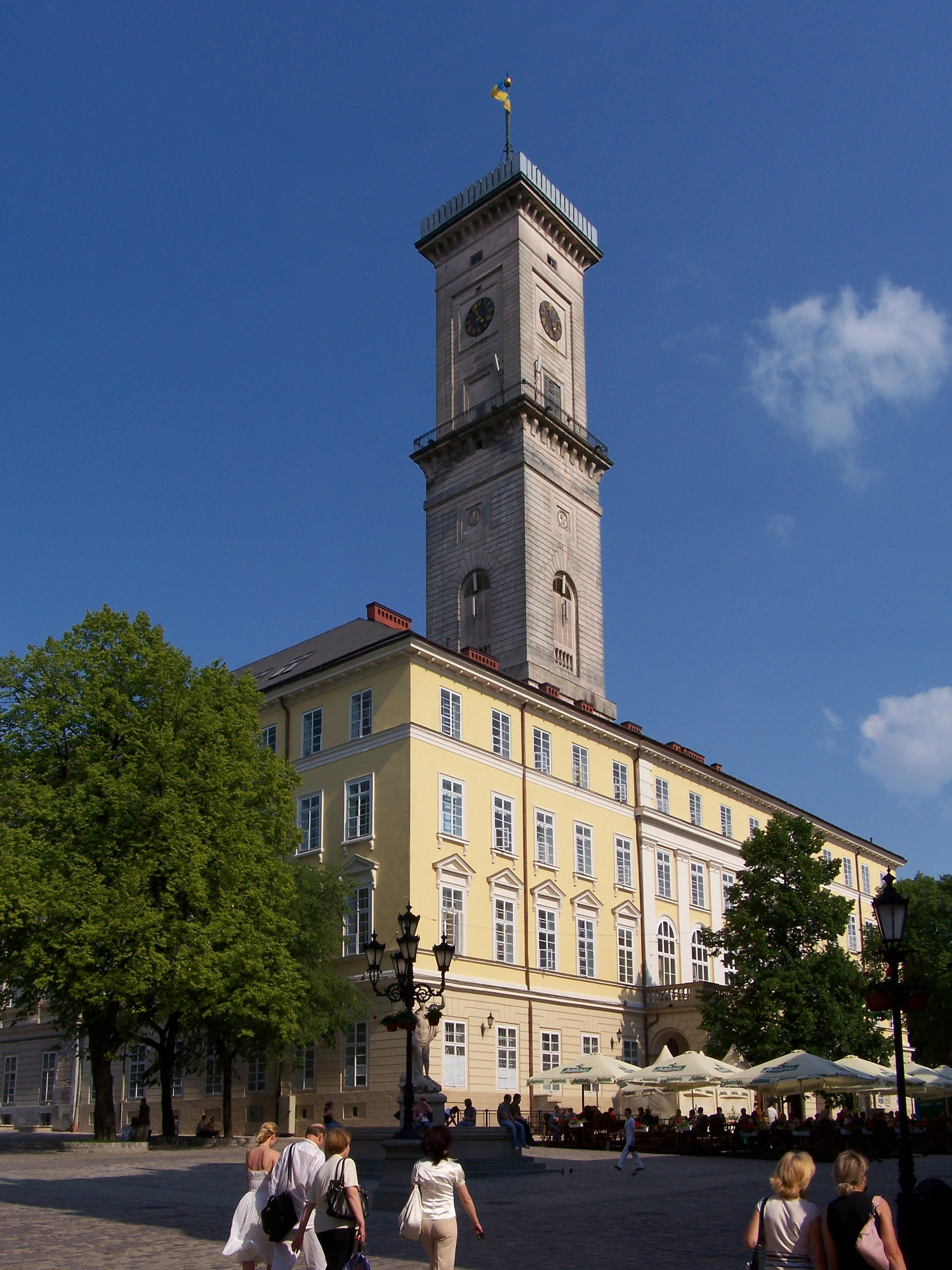
Сучасний вигляд ратуші, що існувала на цьому місці з другої половини XIV століття.

Основу населення міста складали міщани, які, у свою чергу, ділилися на три групи: патриціат, бюргерство і плебс. В першу групу входили багаті купці, лихварі, а також найбільш заможні ремісники, особливо золотарі. Ця верхівка міського товариства налічувала всього 40–50 сімей, проте в її руках перебувало все міське управління. Після отримання Львовом самоврядування за магдебурзьким правом (1356) патриції з-поміж багатих католиків перетворилися в привілейований стан, що захопив головні посади в магістраті та судовій системі.
Другу групу міщан становило поспільство, яке користувалося міським правом. Це був найчисленніший прошарок населення Львова, до якого належали дрібні й середні купці, цехові майстри, а також обмежені в правовому відношенні заможні позацехові ремісники.
Третя, не менш численна, група міщан складалася з міської бідноти, яка не користувалася міським правом і не входила до складу цехових організацій. Це були бродячі ремісники, підмайстри й учні з числа «партачів», челядь та інші містяни низького соціального статусу.
Окрему соціальну верству становили жителі приміських сіл, таких як Клепарів, Велике та Мале Голоско, Замарстинів, Брюховичі, Білогорща, Кульпарків, Сихів і Волиця. Багато з приміських сіл виникли в XIII—XIV століттях на землях, відведених місту князями і королями. Згодом ці села злилися зі Львовом і стали його вулицями й околицями. Спочатку приміські села належали багатим феодалам, а в другій половині XVI століття їх підпорядкували магістрату (шляхта і патриції виступали орендарями міських маєтків). Найчастіше в міських селах селилися селяни-втікачі, що наймалися наймитами в господарства феодалів (крім того, польські королі своїми привілеями дозволяли селитися в приміських селах біженцям, що рятувалися від татарських набігів). Безземельні й малоземельні селяни займалися ремеслом (поза цехами) і продавали свої вироби в місті. Жителі деяких сіл користувалися правами міщан передмість і належали до ремісничих цехів.
У вищих станах переважали поляки і німці католицького віросповідання. Серед міщан було багато поляків, вірмен і русинів (в тому числі тих, що прийняли католицтво). У приміських селах довгий час більшість населення становили русини, в передмістях існували окремі квартали поляків, русинів, вірменів і євреїв. Міська біднота нерідко виступала проти гніту патриціату і феодалів, підмайстри й учні вели боротьбу за свої права також і проти цехових старшин.
Після отримання Львовом магдебурзького права містом управляли райці (rajca, вони ж radźca, радці, радні, відповідник пізніх гласних і ратманів) — члени ради магістрату, що обиралася міщанами, а також війт — виборний голова міського суду (спочатку ця посада була спадковою), і лавники — члени виборчої судової колегії. Війт, райці та лавники відповідали перед містянами за дотримання законодавства та правил торгівлі, стежили за діяльністю ремісничих цехів і обороноздатністю міста, за доброустроєм та забудовою Львова, за утриманням фортифікацій і озброєнням гарнізону, за утворенням лікарень, шкіл і бань, за отриманням громадянства і спадкуванням майна. Вірменська громада Львова деякий час мала свого війта (згідно з королівським указом від 1462 року вірменський війт став повністю незалежним від міського суду, однак наприкінці XV століття вірменське війтівство було ліквідовано).

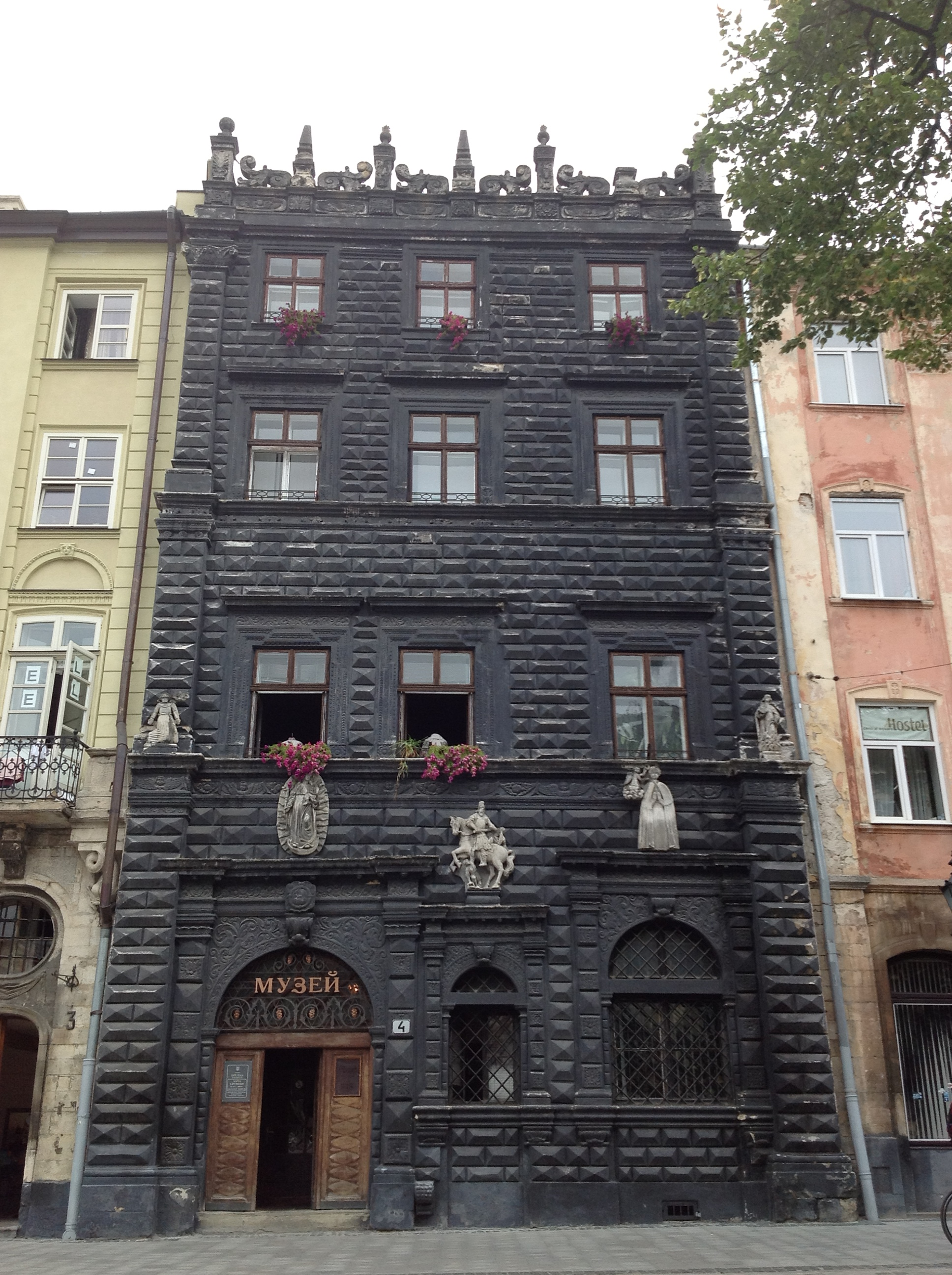
Чорна кам'яниця.

У привілеї від 1356 року Казимир III відзначав, що війт підпорядковується тільки королю або старості (війт і лавники призначалися від імені короля). Однак у 1387 році привілеєм галицького намісника Владислава Опольчика посади війта і лавників стали виборними. 1388 року Владислав II Ягайло підтвердив цей привілей, уточнивши, що райці можуть обирати війта Львова, кандидатуру якого схвалить король. У 1591 році львівський міська рада ухвалила обирати війта на рік по черзі з числа лавників і старих членів ради. Війтом не могли стати психічно хворі, німі, сліпі, глухі, особи до 21 року, нехристияни, народжені поза шлюбом і жінки. Війт приступав до виконання обов'язків після складання присяги, ознакою його влади був срібний жезл.
Керівником міського самоврядування був бургомістр (або проконсул). Ця посада існувала у Львові з середини XIV століття. Щороку з числа райців вибирали трьох бургомістрів, які виконували свої функції по черзі протягом чотирьох тижнів. Згідно зі статутом від 1378 роки вибори проводилися 22 лютого в ратуші. На церемонії королівському старості вручали перелік з трьома прізвищами членів ради, визначених колегією райців, серед яких староста вибирав одного «королівського бургомістра» (каденція його була першою в році). Потім з решти двох прізвищ поспільство обирало свого бургомістра, а залишився кандидат автоматично ставав бургомістром від панів-райців. В кінці календарного року кожен бургомістр звітував перед радою про витрачені кошти.
Бургомістри, як і райці, виконували адміністративно-судові функції: розбирали цивільні позови (особливо ті, що стосувалися комерційних суперечок, боргів, опіки і спадщини), стежили за цінами і протипожежною безпекою, карали винних торговців і ремісників. У 1523 році львівський бургомістр отримав право збирати шос, в 1525 році Сигізмунд I передав під юрисдикцію бургомістра села Зубра і Сихів, а в 1532 році своїм декретом передав в розпорядження бургомістра збір мита з проїзду львівськими мостами. Крім звичайного існував і нічний бургомістр, який стежив за міською вартою і перевіряв, чи закриті на ніч брами.

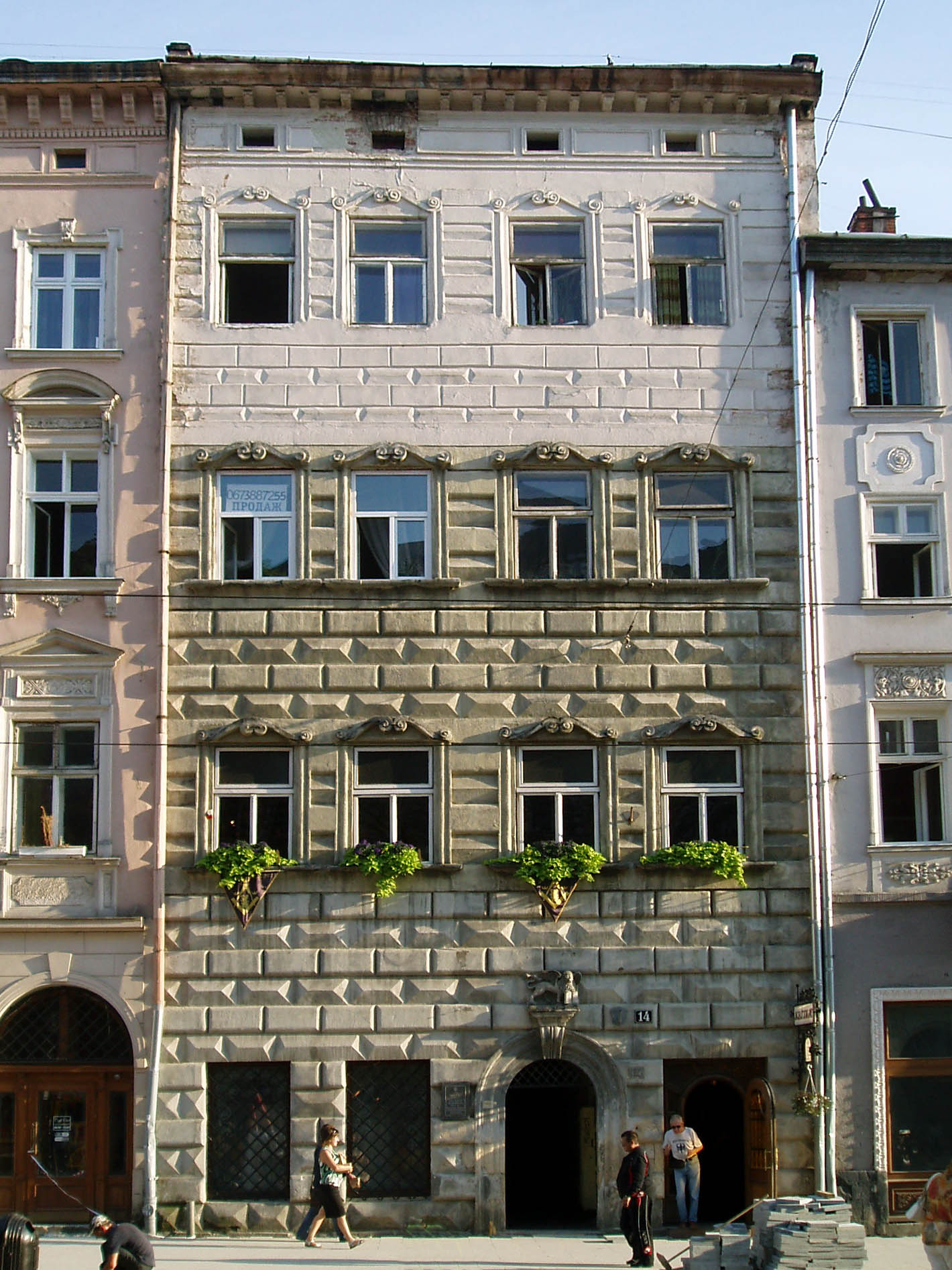
Венеціанська кам'яниця.

У 1434 році, внаслідок поширення на західноукраїнські землі польської правової системи, була затверджена посада воєводи, що керував Руським воєводством і виконував деякі судові функції (в документах попередніх часів також згадані воєводи, але вони мали інші повноваження). Першим воєводою руським був Ян Менжик. Як такий, що призначається польським королем, руський воєвода мав титул «генерального» і займав 15-е місце в сенаті польського Сейму серед усіх представлених у ньому воєвод.
У тому ж 1434 році король Владислав III Варненьчик видав привілей, згідно з яким галицька боярська шляхта остаточно була зрівняна в правах з польською шляхтою і звільнена від усіх зобов'язань, крім військової служби (з цього моменту навіть назву «боярин» було офіційно змінено на «пан»). Таким чином, з автономним урядом галицьких земель було покінчено, залишки руського права були остаточно ліквідовані, у Львові утвердилася польська адміністративна, військова і судова системи.
Воєвода збирав і керував у своїх землях ополченням з-поміж шляхти і поспільства, відкривав роботу генерального сеймика воєводства, контролював ціни, ваги і міри в місті, спостерігав за дотриманням прав євреїв, очолював вічовий суд, який проіснував до 1578 року. Іноді воєвода виступав посередником у суперечках між міщанами і магістратом, шляхтою і духівництвом. Формально львівські міщани були не підвладні воєводі, але на ділі останній як представник королівської влади у Львові постійно втручався в справи магістрату.
Таким чином в середньовічному Львові існувало три центри адміністративної, судової та економічної влади: міський (магістрат в особі бургомістра, райців, війта і лавників), королівський (в особі воєводи, старости і каштеляна) і церковний (в особі католицького архієпископа, настоятелів монастирів, соборів і ректорів шкіл).
У різні періоди львівський гарнізон мав різну чисельність військ і різне озброєння. Наприклад, у 1495 році на Високому замку розміщувалася одна гуфниця, одна напівгуфниця, одна тарасниця й одна напівтарасниця, а також п'ять гаківниць і 14 рушниць (в 1509 році — 29 великих гаківниць або кіз і шість менших гаківниць). 1537 року у Львові були одна довга кругла тараниця, три тараниці з гранями, одна шрубниця, одна гуфниця, одне діло і одне дільце, а також шість гаківниць і шість кіз; в 1558 році — чотири великих діла, три руйнівних діла й одне дільце, а також 13 гаківниць, 10 кіз і 5 губчастих (кремінних) рушниць; в 1570 році — вісім діл, шість гаківниць, 7 напівгаківниць, одна коза і шість рушниць.

## Економіка
Основою економіки середньовічного Львова були торгівля і ремесла, тому добробут міста безпосередньо залежав від безпеки торгових шляхів. У XIV і першій половині XV століття господарське життя Львова розквітало, в другій половині XIV століття в місті виникли перші цехи. Проте в другій половині XV століття в економіці Львова був застій, викликаний завоюванням османами Константинополя, Балканського півострова й узбережжя Чорного моря, що підірвало торгові зв'язки львівських купців зі Сходом. Попри це Львів продовжував мати великий вплив на внутрішній ринок навколишніх земель. У другій половині XVI століття настав новий підйом економіки міста, який привів до розквіту ремесел і торгівлі. Справжньою загрозою для комерції були часті пожежі та епідемії (під час останніх доступ сторонніх осіб через міські ворота припинявся, багаті патриції виїжджали в заміські маєтки, а господарське життя в самому місті завмирало). Непоодинокими були й напади іноземних військ, під час яких Львів зазнавав значних руйнувань, а міська влада змушена була платити великі викупи.
Цехові організації були запозиченням із Західної Європи: у витоків перших львівських ремісничих корпорацій стояли німецькі колоністи. Незабаром цехи стали засобом обмеження прав некатолицького населення. Русинам і вірменам було дуже важко стати членами цеху, а євреям доступ в цех взагалі був заборонений (в XVI столітті серед ремісників середмістя понад 95 % становили католики). Згідно із записами судової книги львівського магістрату та іншими документами, у 80-х роках XIV століття у Львові проживали представники 23 ремісничих професій, у 20-х роках XV століття — 36 професій, у 80-х роках XV століття — 50 професій.
Аналіз королівських привілеїв, дарованих різним громадам Львова, свідчить про те, що найкраще суспільне становище серед некатолицького населення займали вірмени. Найбільше економічних обмежень від католицького патриціату припадало на євреїв, однак вони перебували під юрисдикцією руського воєводи і не підпадали під судову владу міста (таким чином, муніципалітет не мав повного контролю над єврейською громадою). Тому, насправді, в найгіршому становищі перебували русини, які були найслабшою в суспільному становищі етнічною групою. Значна частина позацехових ремісників з-поміж русинів, вірменів і євреїв проживала в передмістях, а саме на території юридик, власники яких були стурбовані в першу чергу прибутком, а не релігійними обмеженнями.
У львівських передмістях і приміських селах велике значення зберігало сільське господарство та пов'язані з ним ремесла, тут були розташовані ставки, млини, пасіки, сади, виноградники, городи і поля; населення вирощувало свиней, кіз, курей та гусей.

### Зовнішня торгівля
З моменту свого заснування Львів опинився на перехресті жвавих торгових шляхів. Будучи значним містом Червоної Русі та найбільшим містом Галицько-Волинського князівства, Львів відігравав вагому роль на торговому шляху між Києвом на сході й Краковом та Прагою на заході. Купецькі обози з Києва приходили через Луцьк і Теребовлю, обози з Молдови та Волощини — через Кам'янець-Подільський, Коломию і Галич (також через Галич йшли обози з Угорщини і соляних джерел Прикарпаття), обози з Польщі, Чехії, Австрії та Німеччини — через Перемишль і Ярослав, з портів Прибалтики — через Володимир і Белз.

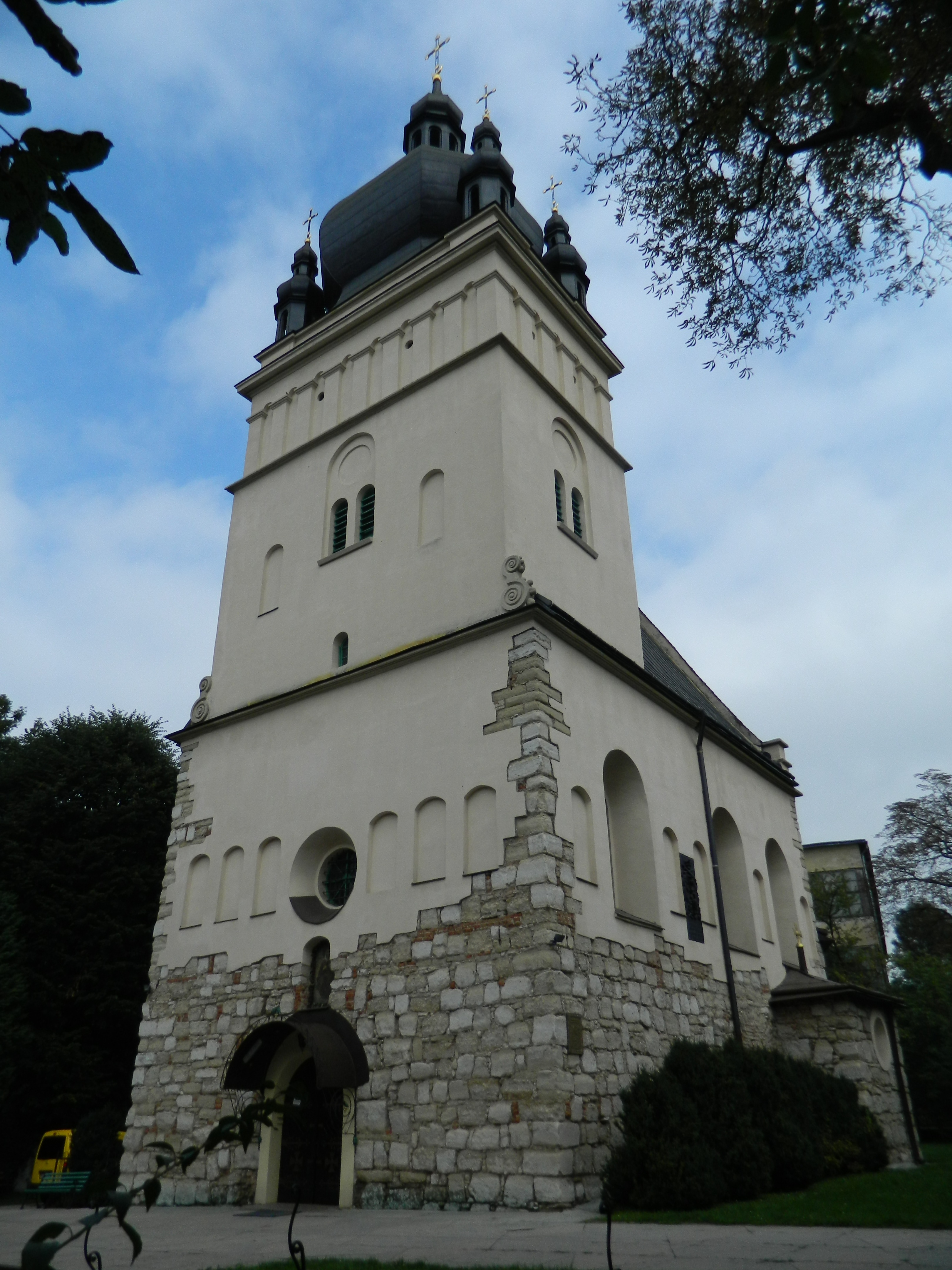
Церква Святої Параскеви П'ятниці.

Після входження Львова до складу Польщі місто перетворилося на важливий пункт транзитної торгівлі Центральної Європи зі Сходом, а також Русі з портами Балтії. У 1372 році Львову надали «право складу»: всі немісцеві купці, як польські, так й іноземні, не могли об'їхати місто стороною, вони повинні були заїжджати і продавати свій товар львівським купцям. Завдяки цьому праву та іншим привілеям, наданим місцевим купцям, Львів перетворився на великий посередницький центр торгівлі між Сходом і Заходом (особливо між Кримом, Північним Причорномор'ям і містами Ганзейського союзу). У місто прибували купецькі обози з Німеччини, Фландрії, Угорщини, Чехії, Італії, Великого князівства Литовського і генуезьких колоній в Криму. У XIV столітті Львів був безпосередньо пов'язаний з Таною, Кафою, Кілією і Білгородом. У часи правління господаря Мірчі Старого були укладені прямі торговельні договори між Волощиною і купцями Львова (1390 і 1409 року).
У 1439 році Влад II Дракул видав грамоту, якою дозволив львівським купцям вільно торгувати в його землях і їздити через Волощину до турків. У другій половині XV століття львівські купці зміцнили торгові стосунки з Гданськом, через порт якого йшла активна торгівля з країнами Скандинавії, Нідерландами, Францією, Англією та Шотландією. У 1460 році господар Стефан III Великий надав львівським купцям торговельні привілеї на території Молдовського князівства (вони вивозили худобу, перш за все волів, шкіри, вина, мед, кав'яр і рибу, а привозили залізні ножі, коси, сокири, а також тканини і срібні вироби). На ринках Львова для подальшого реекспорту продавали сукно, зброю, кінську збрую, сільськогосподарський реманент, зерно, деревину, смолу, поташ, віск і мед. Крім Молдови, Волощини та Гданська львівські купці вели активні комерційні операції в Кракові, Варшаві та Вільні.
З Угорщини доставляли вино, срібло, золото, мідь, залізо, порох і худобу, з Московії привозили хутра, віск, юхту, ремісничі й художні вироби (львівські купці бували в Смоленську, Новгороді, Москві та інших містах). Наприкінці XV — початку XVI століття відбулися докорінні зміни у зовнішній торгівлі Львова. Після захоплення османами Константинополя і Північного Причорномор'я занепала транзитна торгівля східними товарами, в якій домінували вірмени, євреї, італійці та німці. Львівські купці переорієнтувалися на інші ринки і товари, місто перетворилося на важливий центр збуту зерна, худоби, шкур, а також деревини, воску, солі й селітри.
У XVI столітті вірменські, грецькі та єврейські купці налагодили тісні торговельні відносини між Львовом та містами Османської імперії. Серед привезених товарів були шовк, атлас, перські килими, рідкісні шкури, золото, родзинки, прянощі й спеції, сирійська збруя й арабські скакуни.

### Внутрішня торгівля та фінанси
У другій половині XIV століття за указом Казимира III у Львові почали карбувати срібний руський грошик, що незабаром перетворився в найпоширенішу монету. Діяльність львівського монетного двору, який не працював у 1370—1372 роках, відновив Владислав Опольчик, однак при ньому руські грошики карбувалися вже декількох типів і різної ваги. З кінця 1378 року під контролем нового галицького старости Емерика у Львові почали карбувати монети від імені короля Людовика Угорського.
Останні емісії грошиків львівського монетного двору припадають на час панування короля Владислава II Ягайла. У 1399 році, у зв'язку з поступовою ліквідацією автономії галицьких земель й уніфікацією галицької та краківської монетних систем, карбування руських грошиків було припинено. Водночас, почалася емісія львівських півгрошів.
У 1353—1382 роках у Львові від імені Казимира III, Владислава Опольчика і Людвика Угорського карбувалися мідні руські денарії, які виконували функцію розмінної монети на внутрішньому ринку («міські гроші»). Копа або 60 руських денарієв дорівнювали одному руському грошику, а два грошика дорівнювали празькому грошу.
Владислав Опольчик багато часу приділяв реформі податкової системи, міських фінансів і земельної власності Львова. Він надав місту «право складу», підтверджене в 1380 році Людвиком Угорським, ввів посаду львівського митаря, який збирав податки і податі з купців, видав привілей, згідно з яким місто отримувало надходження від виконання на його території судових покарань. Десятину від львівських митниць і продажу солі Опольчик подарував католицькому архієпископу.
Частину міських земель князь звільнив від сплати податків, частину доходів дарував костелу і місту (також він забрав з міської юрисдикції церковні землі). Щоб швидше заселити околиці міста, Опольчик звільнив жителів передмість на 20 років від податків і чиншу. Крім того, він всіляко сприяв переселенню до Львова ремісників з Моравії та Сілезії. У 1405 році за указом Владислава II Ягайло у Львові був уведений надзвичайний податок для викупу Добжинської землі у хрестоносців.
У 1425 році Владислав II звільнив від сплати податків у межах Польського королівства всіх львівських містян і купців, які присягнули на вірність його новонародженому сину, майбутньому королю Владиславу III. У березні 1426 Владислав II звільнив усіх львівських міщан від обов'язку забезпечувати підводами і кіньми королівських гінців і сокольничих.

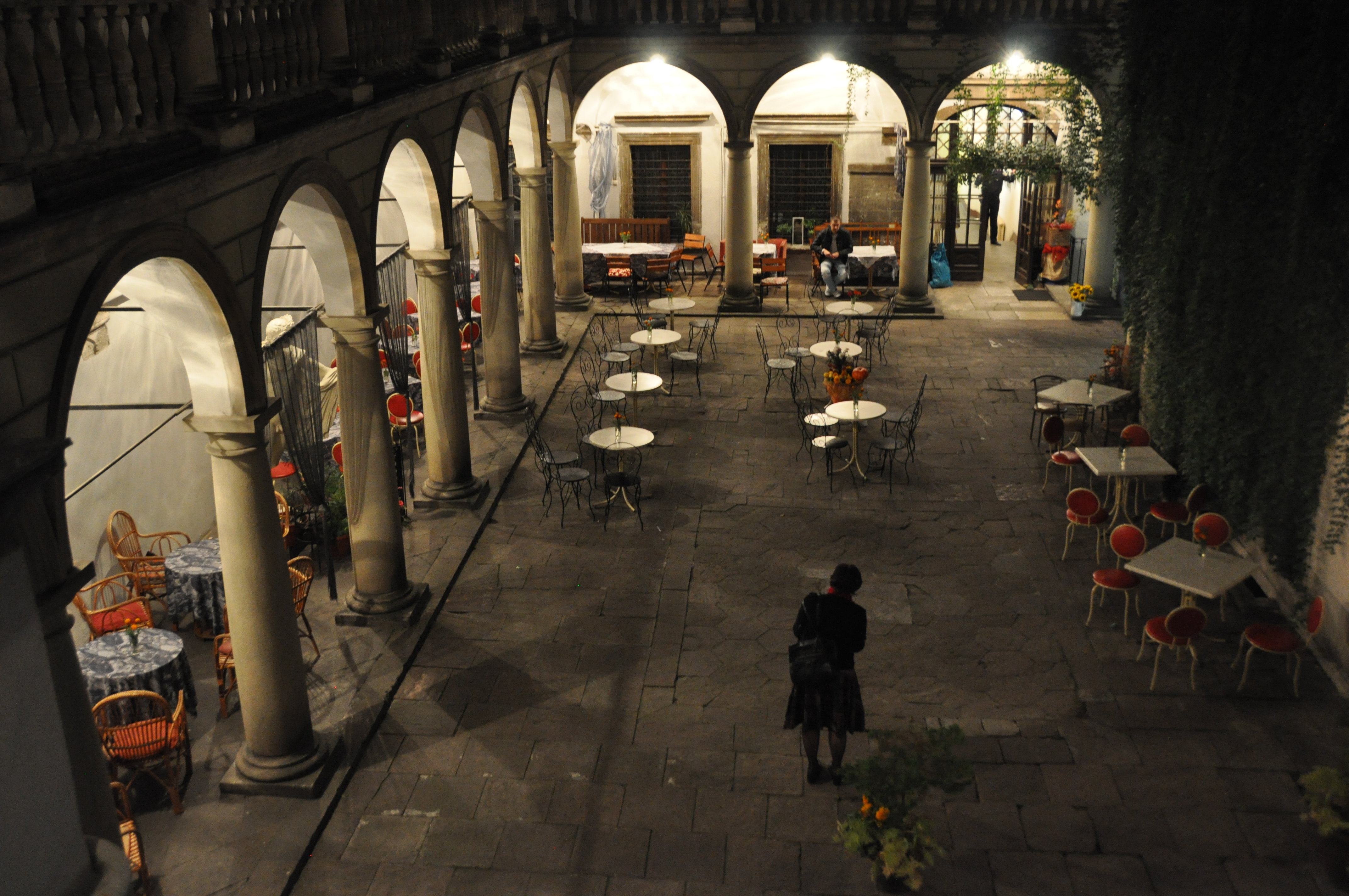
Італійський дворик в палаці на площі Ринок.

Економічне зростання сприяло утворенню постійних ринків, де відбувався обмін сільськогосподарськими продуктами і виробами ремісників. З 1472 року в січні й липні у Львові проводилися багатолюдні ярмарки, що тривали по два тижні. Багаті купці, частина ремісничих майстрів, католицькі костели та монастирі займалися лихварством. Наприкінці XVI століття найбільшими львівськими фінансистами, які кредитували як приватних осіб, так і магістрат, були родини Корняктів, Кампіанів і Алємбеків.
Великі скупчення крамниць були розташовані навколо площі Ринок, Галицької і Краківської брами міста. На місці сучасних Староєврейської та Сербської вулиць торгували худобою, на місці Театральної вулиці (на ділянці між площею Міцкевича та вулицею Беринди) — м'ясом, на місці Краківської вулиці — зброєю й обладунками. Назва площі Ринок походить від німецького слова «Ring», перетвореного згодом в поняття «ринок» як місце торгівлі. Тут були розташовані магістрат і будинки знатних містян, тут торгували і влаштовували страти, це було найжвавіше місце середньовічного Львова.

### Ремесла

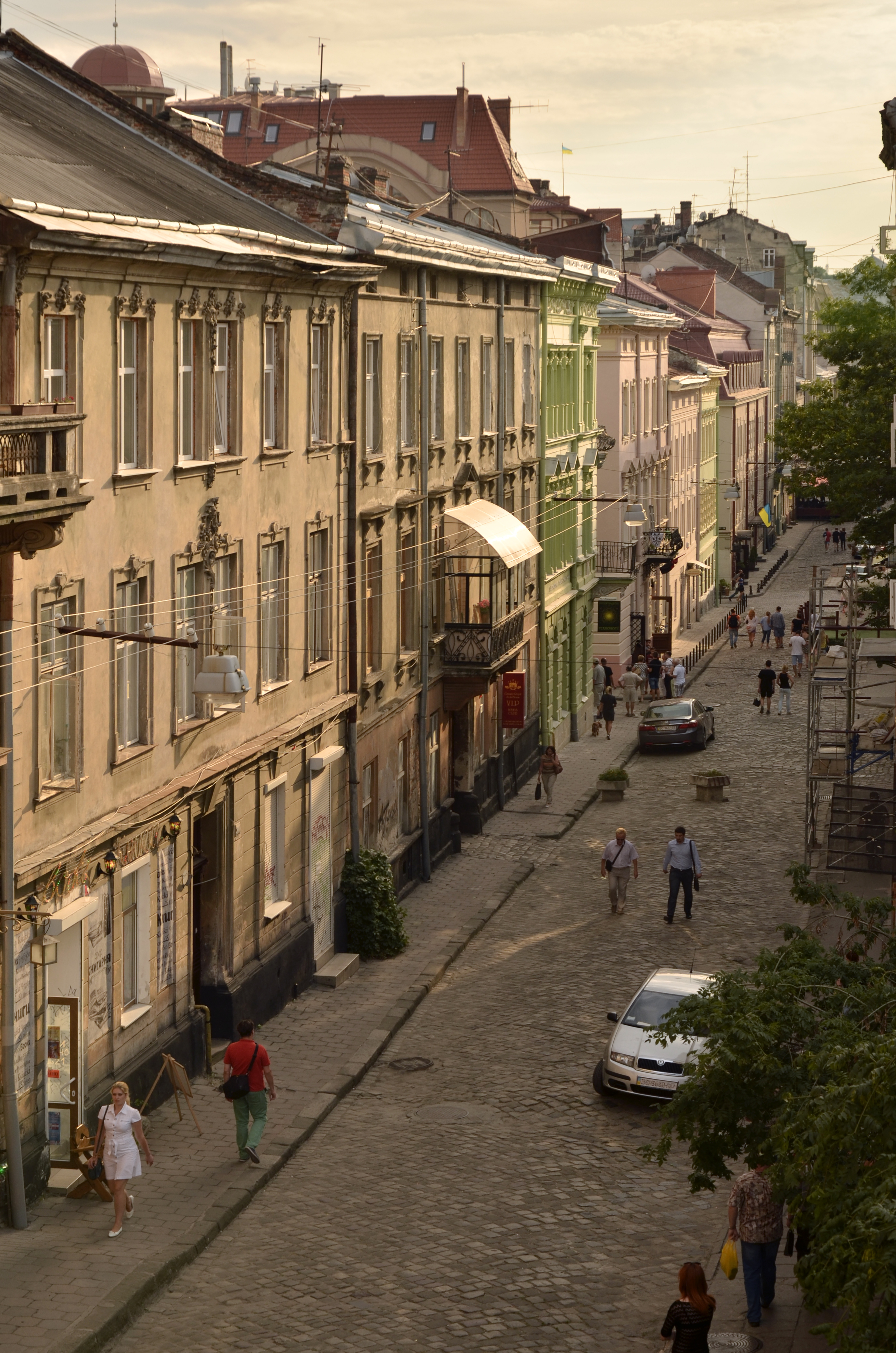
Вулиця братів Рогатинців.

Найдавніші печі для виплавки кольорових металів, виявлені в 1992 році під час археологічних розкопок на місці нинішнього ринку «Добробут», вчені датували раннім князівським періодом. У 1997 році під час робіт на площі Старий Ринок були знайдені ливарні форми, вироби з глини, металів, скла, дерева, шкіри, каменю і кістки, датовані XIII—XVI століттям, варган (дримба) і сопілка XIV—XV століть, а також обладнання майстерні з випалювання вапна і чани для обробки шкіри XV століття.
Також під час археологічних досліджень 1997 і 2000 року була знайдена місцева і привізна кераміка. Декоративні та тарні вироби (особливо амфори і піфоси для зерна), що потрапили до Львова разом з караванами зі Сходу, були вищої якості. Місцеві гончарі (в тому числі львівські вірмени) виготовляли кераміку за південно-східними зразками, але через якість глини та випалу вона була примітивнішою. Серед місцевої кераміки найчастіше траплялися водопровідні труби, чаші на підставці, поливаний посуд XIV—XV століть.
Ремісники становили більшість населення середньовічного Львова. Вони об'єднувалися в цехи, які регламентували всю господарську діяльність міста. Попри примітивні інструменти і механізми, що використовували в ремісничому виробництві, вироби львівських майстрів досягали високого рівня і славилися у багатьох країнах (наприклад, мечі, гармати, ювелірні вироби, а також сідла та упряж братів Рогатинців). Кожен майстер мав одного або декількох підмайстрів і учнів. Деякі майстерні належали магістрату, наприклад, заснована 1422 року воскобійня біля міської стіни (в районі нинішньої вулиці Берінци), продукцію якої вивозили в Німеччину, Францію, Волощину і Крим, ливарні біля Краківської брами (заснована наприкінці XV століття) і Галицької брам (заснована в 1582 році).
У середньовічному Львові було розвинене складне ливарництво, про що свідчать збережені до наших днів дзвін церкви Святого Юра, відлитий в 1341 році майстром Яковом Швидкої, і бронзовий дзвін «Ісая», який в 1584 році відлив Даніель Круль. 1491 року майстер Валентин Фельтен відлив дзвін для львівської ратуші (він служив до 1826 року). Крім того, високого рівня розвитку досягали ювелірна справа, гравірування, ковальський і гончарний промисел, кушнірство, чинбарство, лимарство, шевство, виробництво полотна та одягу. На повноводній Полтві стояли борошномельні млини, околиці займали пасіки, сади і виноградники, завдяки яким Львів славився виробництвом меду, воску, пива і вина. У реєстрах 1407 і 1425 років згадуються дев'ять ремісничих цехів (artes mechanicorum) — різників; пекарів; ковалів; шевців; кравців, до яких примикали ткачі; кушнірів; чинбарі і сідлярів, до яких примикали і лимарі; броварів, до яких примикали медовари та солодовники, а також купці й власники магазинів. Наприкінці XV століття у Львові налічували вже 14 ремісничих цехів.

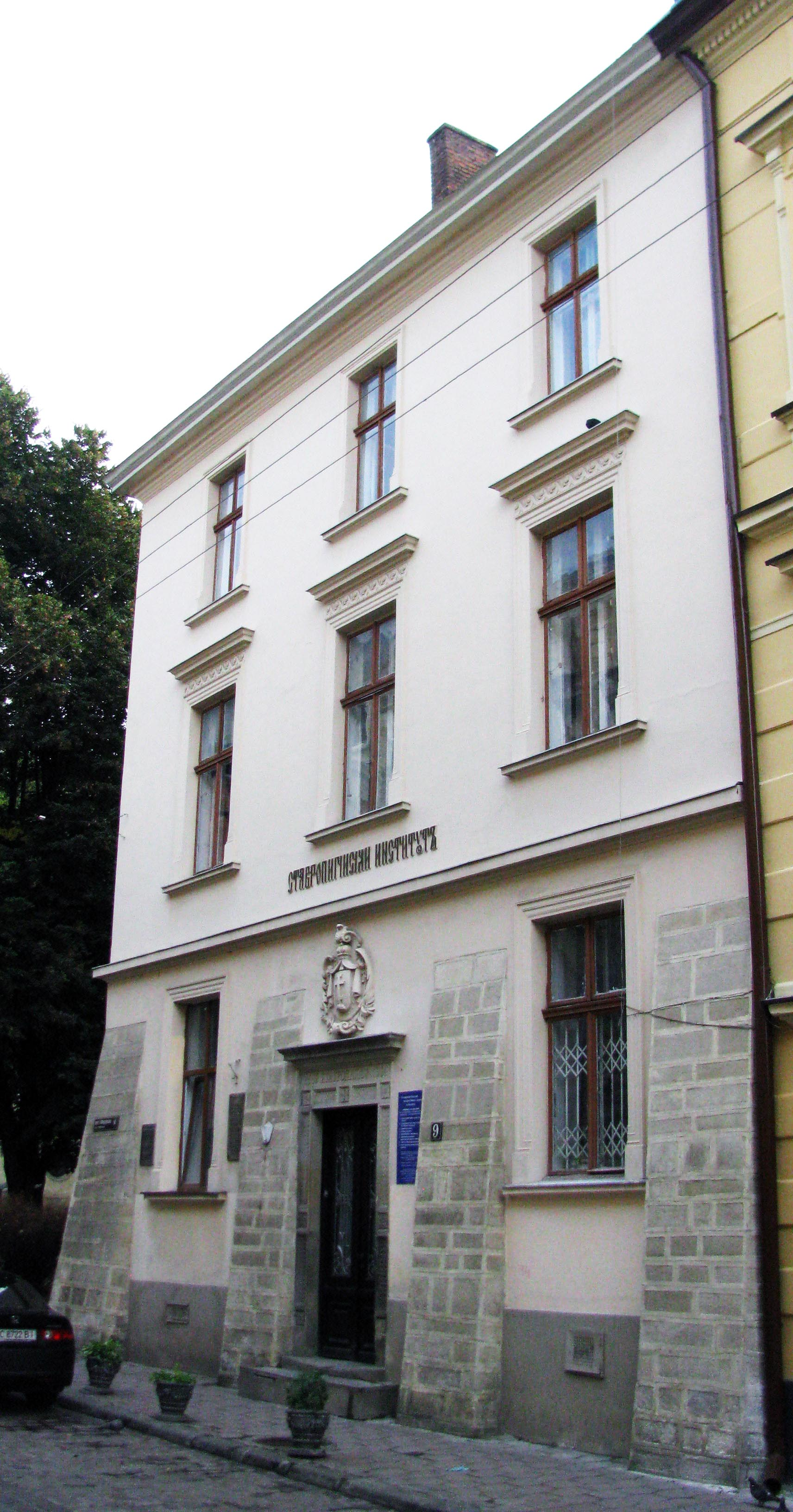
Друкарня Успенського братства.

Якщо в ранній період своєї діяльності (XIV—XV століття) цехи відігравали прогресивну роль і сприяли промисловому розвитку Львова, то вже наприкінці XV — початку XVI століття їхнє прагнення до збереження дрібного виробництва гальмувало розвиток продуктивних сил, заважало технічним удосконаленням. Цехи перетворилися в закриті корпорації, чиї старшини використовували привілеї для власного збагачення і боротьби з конкурентами. У дрібних майстернях переважала примітивна техніка і був відсутній широкий розподіл праці. Зростання ремісничого виробництва супроводжується не розширенням площ і асортименту вже наявних майстерень, а збільшенням числа вузьких спеціальностей і появою нових цехів.
Частину виробів ремісники виробляли за індивідуальними замовленнями, але починаючи з XVI століття більшість їх виготовляли безпосередньо для продажу. З розвитком ремесел зростала і кількість цехових учнів і підмайстрів. Термін навчання учня становив від трьох до семи років, в залежності від професії. Під час навчання учень не тільки не отримував за свою роботу жодної плати, а й був змушений платити за навчання майстру. Передчасний відхід від майстра тягнув за собою втрату стажу навчання. Підмайстри перебували в дещо кращому становищі, але й у них навантаження було високим, а плата — мізерною. Отримання підмайстрами звання майстра було пов'язане з безліччю труднощів. У середині XV століття підмайстри починають створювати свої самостійні організації (господи), покликані захищати їх від утисків з боку майстрів. Наприклад, у 1469 році вже існувала господа підмайстрів ткацького цеху.
Крім того, у Львові було багато ремісників, які з різних причин не потрапили до складу цеху, але змогли відкрити власну майстерню. Зокрема, поза цехами були підмайстри й учні, яким цеховий старшина відмовляв в роботі, немісцеві ремісники й селяни-втікачі. Значну частину їх складали русини, євреї та вірмени, яким був закритий доступ до багатьох цехів. Привілейовані цехові майстри називали позацехових ремісників «партачами» і мали право забирати виготовлений ними товар.
Партачі, значно обмежені в правах, складалися з трьох основних соціальних груп. В першу групу входили ті, хто жив в юридиках, підпорядкованих не магістрату, а феодалам з-поміж шляхти і духовенства. Такі ремісники перебували під захистом господарів юридик, виконували для них роботи або платили грошовий оброк (чинш). До другої групи входили самостійні ремісники, які жили в передмістях Львова або в міських селах. Третя, найзнедоленіша група, складалася з підмайстрів і учнів, що покинули цех, а також втікачів. Вони не мали можливості відкрити власну справу і змушені були найматися на роботу до інших майстрів.

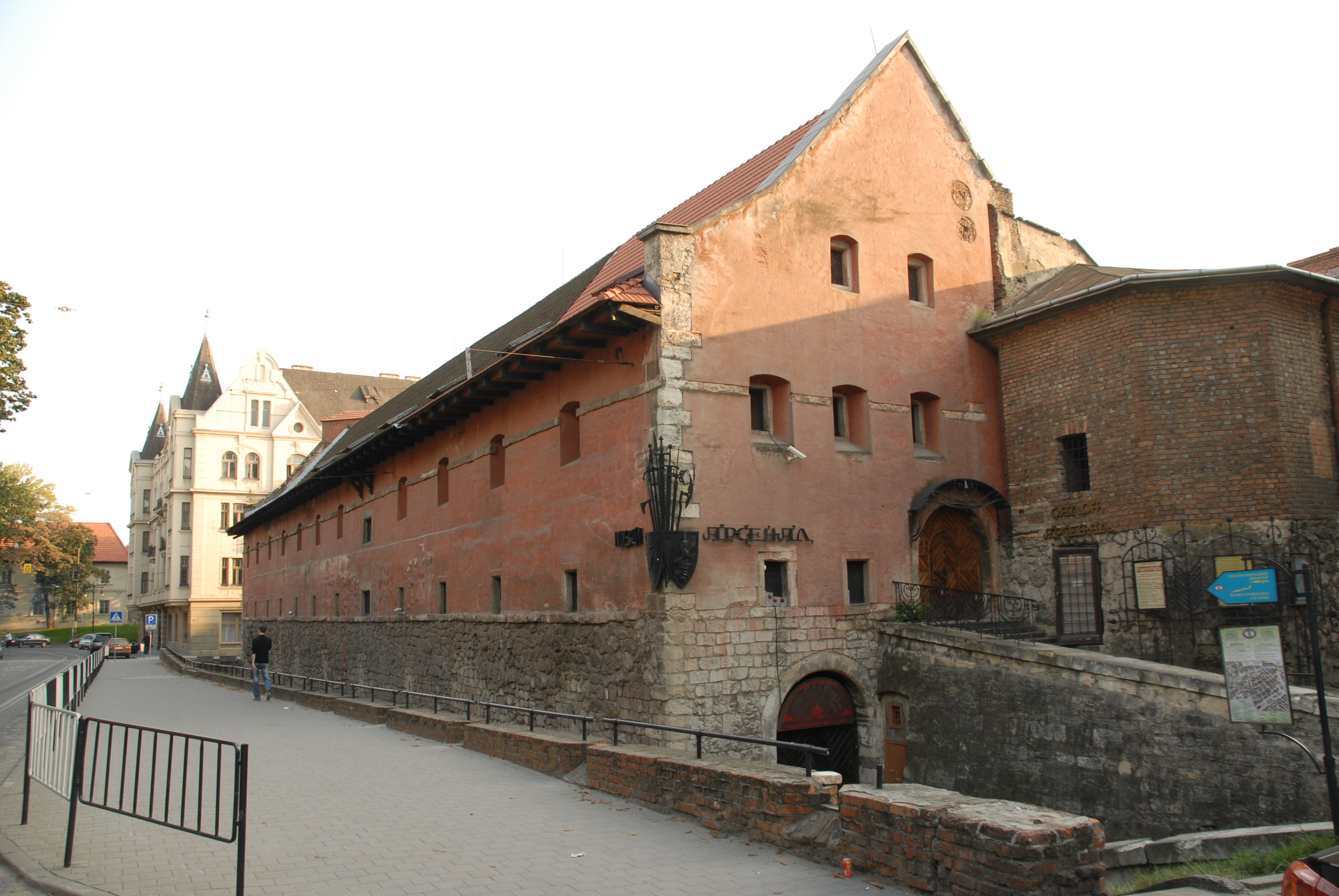
Міський арсенал.

У XVI столітті позацехові ремісники становили близько 40 % всіх ремісників Львова. Але їхнє число регламентували не усталені традиції й давні статути, а ринок і попит на їхні товари. Більш мобільні партачі постійно конкурували з цехами, підриваючи їхнє монопольне становище, змушуючи покращувати якість виробів, знижувати ціни і шукати нові шляхи збуту товарів. У XVI столітті до старих борошномельних млинів додалися маслоробні, чиньбувальні й паперові млини, проте якої-небудь значної ролі в економіці міста вони не грали, залишаючись радше винятком серед переважно ручної праці.
Львів поряд зі столичним Краковом був одним з найбільших центрів Польського королівства з виробництва зброї, боєприпасів та обладунків. Наприкінці XIV — початку XV століть шість майстрів виготовляли ручні й важкі арбалети (куші). Особливо серед них славився майстер Габірман, чиї подарункові арбалети були при дворах багатьох європейських правителів. Перші гармати і шість бочок пороху привіз до Львова Владислав II Ягайло в 1394 році. Разом з королем в місто прибув і гармаш Зброжко. Перший львівський гармаш згадувався в міських документах 1404 року, і в 1408 році Львів запросив на роботу досвідченого краківського гармаша Куявчіка.

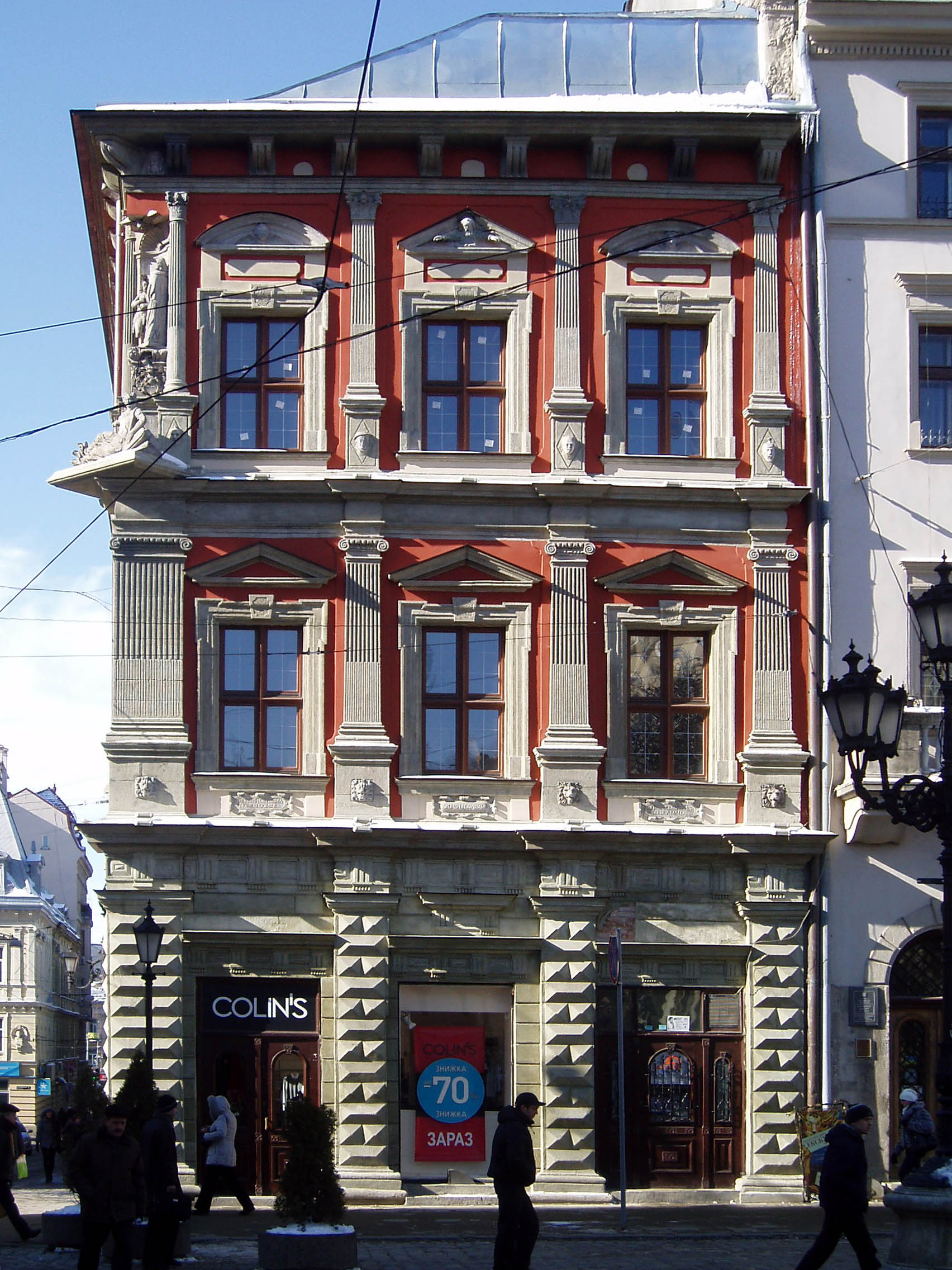
Будинок Шольц-Вольфовичів.

У 1430 році між оборонними стінами вже існував старий міський арсенал. 1468 року Казимир IV привіз до Львова кількох гармашів, один з яких був призначений міським ливарником, і для нього була побудована ливарна майстерня, яка виробляла гармати і дзвони. Наприкінці XV століття у Львові почали самостійно виробляти порох (перші згадки про це є в документах 1475 і 1484 років). У тісному зв'язку із гармашами працювали ковалі й столяри, які виготовляли дубові лафети і залізні колеса, а також майстри, що лагодили старі гармати і стежили за новими (вони вимагали регулярної сушки, очищення та змащування салом).
У 1554 році будівлю старого міського арсеналу розібрали і за наступні два роки побудували нову. Пожежа 1571 року знищила арсенал, в 1574—1576 роках на гроші міста він був відбудований і з деякими змінами зберігся до наших днів. З півдня до арсеналу примикала вежа цеху шевців, а з півночі — цеху токарів і поворозників. Тут зберігалися боєприпаси і частина міських гармат, а на другому поверсі — запаси зерна. З 1582 року при арсеналі працювала ливарня, де виробляли гармати, ядра і дзвони.
Уже на початку XV століття широко був відомий львівський цех мечників. Він вирізнявся релігійною ліберальністю і приймав у свої ряди православних русинів і прийшлих іноземців. Чимало ремісників, які виробляли мечі та шаблі, проживало в передмістях, особливо в парафії Святого Миколая. Великою повагою в середньовічному Львові користувалися годинникарі. У 1404 році з'явилася перша згадка про механічний годинник на львівській ратуші. Наприкінці XV століття для нього відлили дзвін, а в 1504 році був сконструйований механізм, який відбивав час (до цього дзвонили вручну). Також годинник був на Галицькій брамі (вперше згаданий в 1430 році), але тут про час щогодини повідомляв трубач.

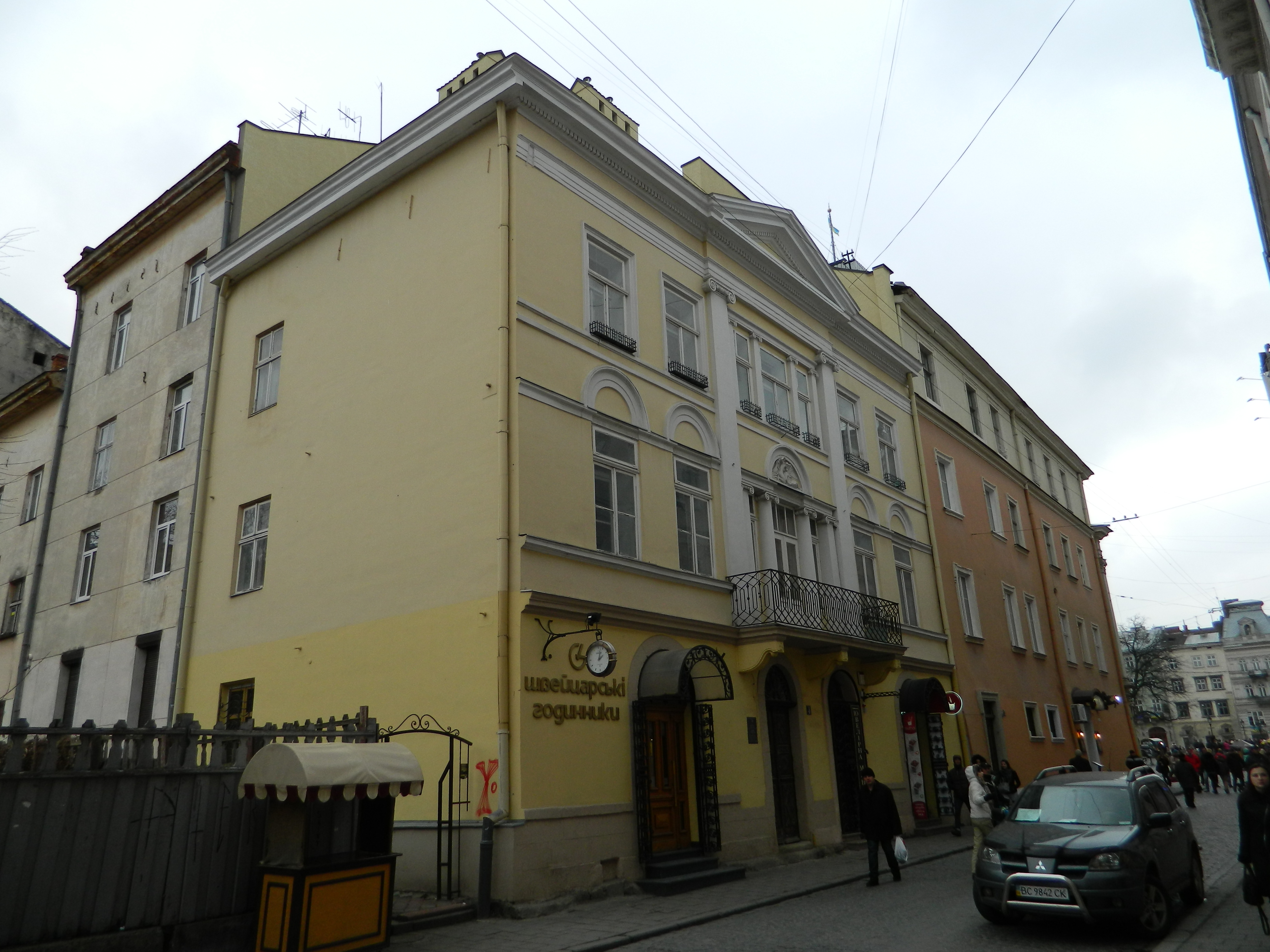
Вулиця Краківська, 4.

У 1579 році у Львові налічували 20 ремісничих цехів, кількість ремісничих професій перевалила за сотню. Ремісники разом з сім'ями становили близько чверті населення міста. Особливо славилися вироби львівських цехів ковалів, художників, ювелірів і ливарників, які продавали в Кракові, Варшаві, Венеції, Києві, Молдові й Московському царстві.
Високого розвитку досягають книгодрукування і львівська школа гравюри, біля витоків яких стояв Іван Федоров. Його помешкання і друкарський верстат розміщувалися в будинку львівського ремісника Адама Бондаря, розташованому на Краківській вулиці неподалік від площі Ринок, на місці нинішнього будинку № 4. Після повернення до Львова Федоров жив у будинку кравця Антона Абрамовича на Підзамчому.
На нову висоту в добу Відродження піднялася майстерність архітекторів і скульпторів Львова. Особливу увагу приділяли вихованню молодого покоління. Наприклад, кожен підмайстер цеху будівельників, який бажав скласти іспит на звання майстра, повинен був представити на суд старійшин свою модель порталу.

## Побут і свята
Уже в княжий період історії Львова (кінець XIII—XIV століття) вулиці міста мостили колодами, а деякі житлові будинки зводили в техніці фахверка (дерев'яний каркас заповнювали глиною або цеглою). У готичному або «польському» Львові фахверкові будинки поступово витісняли дерев'яні будівлі, а оборонні споруди, храми і резиденції патриціату почали будувати з кам'яних блоків і цегли. Внаслідок археологічних розкопок були знайдені ділянки мощеної каменем вулиці, яка проходила по внутрішньому периметру Високого муру, а також цегляної набережної, яка із заходу йшла вздовж Полтви і другої лінії оборони.
Особливо яскраво трансформація забудови від дерев'яної до кам'яної простежується за слідами будинків, розташованих уздовж найдавнішого торгового шляху, який перетинав місто (нинішні вулиці Князя Романа, Галицька, Краківська і Богдана Хмельницького), а також навколо площі Ринок. Через часті пожежі дерев'яну і фахверкову житлову забудову змінили кам'яниці, активне будівництво яких розгорнулося в XV—XVI століттях, проте до наших днів здебільшого збереглися лише фундаменти, перші поверхи або частини перебудованих пізніше споруд тієї доби. Часто в наступні століття в старих кам'яницях надбудовували чи переобладнували поверхи або окремі кімнати під заможних мешканців, на перших поверхах облаштовували вітрини крамниць.
Райцям та іншим міським чиновникам було наказано носити одяг винятково польського зразка. Готичне взуття, знайдене під час розкопок в шарах XV—XVI століття, мало гострий носок і звуження підошви в місці переходу від п'яти до стопи. Верхня частина була викроєна з одного цільного шматка шкіри. Всі деталі знайденого взуття були з'єднані тачним швом. У XVI столітті чоботи шляхти мали кольорові халяви зі спеціальних сортів шкіри — кордибана або сап'яна, а взуття міщан виготовляли з простої чорної або сірої шкіри (саме в зв'язку з цією особливістю середньовічної моди у Львові з'явилася приказка «видно пана по халявах»).
У Львові пишно відзначали всі релігійні свята (національні меншини мали ряд обмежень і святкували переважно в своїх кварталах), а також сходження на престол польських королів, народження спадкоємців трону, великі воєнні перемоги держави. Місто змінювалось під час візитів короля або інших високопоставлених гостей. За різних урочистих нагод магістрат влаштовував бенкети в ратуші, а також виділяв гроші на роздачу милостині бідним.
Частиною міського фольклору були відьми, чаклуни (відьмаки), ворожки і ясновидці, що нерідко згадуються в судових справах доби Середньовіччя. Вони насилали і знімали вроки, лікували, виготовляли зілля й амулети, допомагали в комерційних справах і особистому житті. За народними переказами, місцем зібрань відьом була гора Лисівка у Винниках.
У середньовічному суспільстві дуже великим впливом користувалася Церква. Релігійні обмеження ускладнювали міжетнічні та міжконфесійні контакти. Попри тиск католицького патриціату, що перешкоджав будівництву нових православних церков і синагог, у Львові були дуже рідкісні випадки переходу в католицизм русинів або євреїв, а також змішані шлюби. Більшість русинів зберігали свої споконвічні імена. Якщо представники різних конфесій одружувалися, то це були здебільшого повторні шлюби вдівців і вдів. Найчастіше змішані шлюби траплялися в передмістях і міських селах, оскільки в середмісті такі шлюби сприймалися вкрай негативно і за них могли навіть покарати. Дітей від змішаних православно-католицьких шлюбів заборонялося хрестити в православній церкві, а все ж хрещених силою повертали в католицтво. Щоб скоротити число шлюбів між русинами та поляками, була навіть полегшена процедура розриву змішаних шлюбів.

## Медицина і санітарія

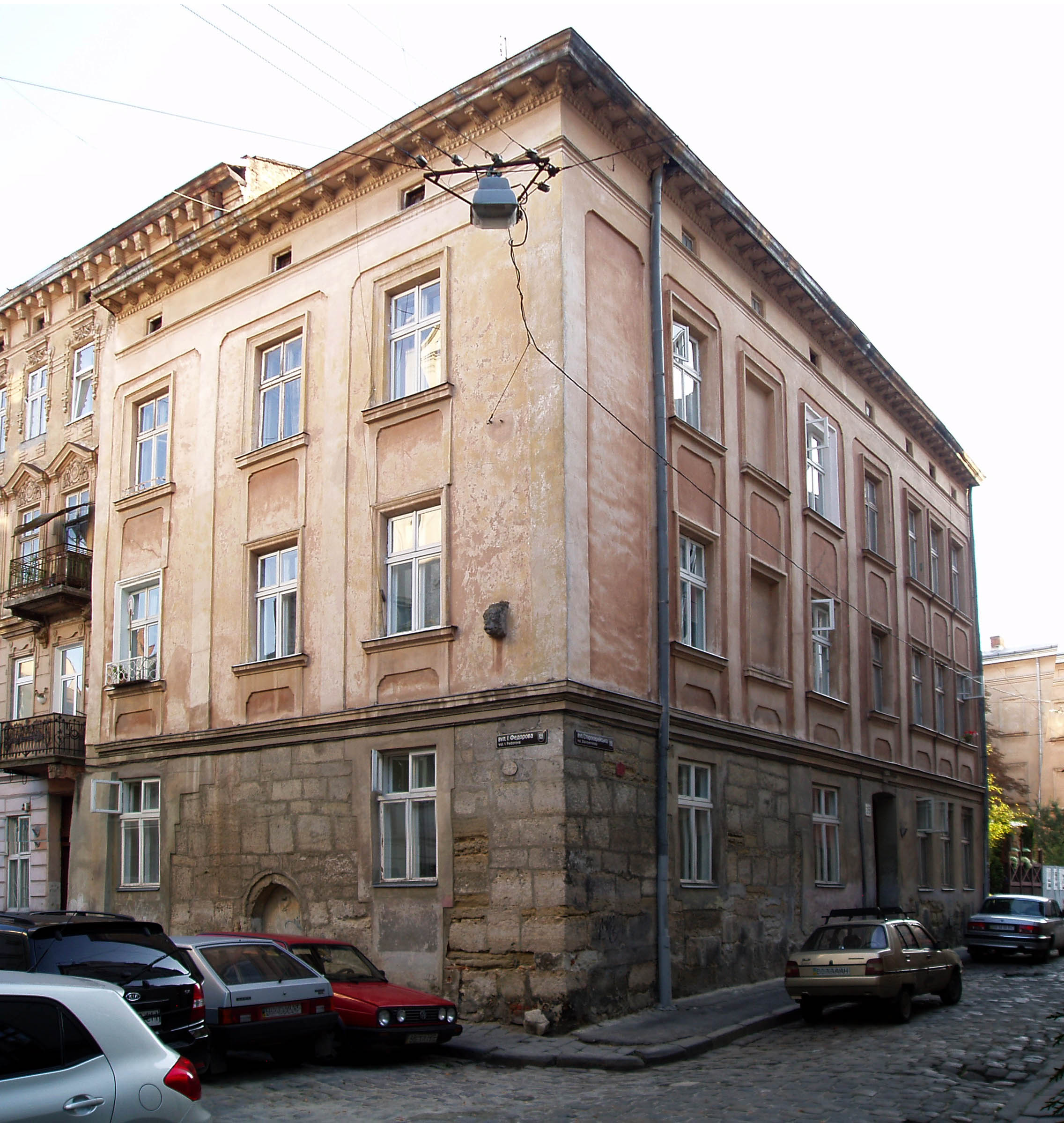
Будинок на вулиці Староєврейській.

Оточеному фортечними мурами, валом і ровом, середньовічному Львову бракувало чистої питної води, особливо під час облог. В оборонних ровах жителі розводили рибу (??), сюди ж впадали численні струмки, забруднені побутовими і виробничими стоками (??). З ростом населення колодязі, розташовані всередині міських мурів, вже не могли задовольнити потребу Львова у питній воді (??). До того ж, через близькість до кладовищ і під час сильних злив вода в цих колодязях не відповідала санітарним нормам. Багато води споживали гарбарні, чинбарні, кузні, пекарні, міські лазні та домашні господарства, в яких варили пиво.
Перші відомості про львівський водогін відносять до кінця XIII століття. У грамоті князя Льва Даниловича (1292) згадується кам'яний жолоб, по якому вода стікала з джерела на Замковій горі через сад церкви Святого Миколая до Нижнього замку. Пізніше на основі природних джерел навколо Високого замку була створена ціла система кам'яних і дерев'яних водозбірників, з яких вода самопливом потрапляла в місто. Ще один водозбірник був на пагорбах Личакова, а саме на території полів лікарні Святого Духа (в XVI столітті поряд з цими полями був заснований монастир Боніфратри, згодом пристосований під військовий шпиталь). У XIV столітті у Львові почали розвозити воду в бочках. Її возив так званий возивода (нім. wasserfürer), розносив — носивода (нім. wasserträger), але їхні послуги коштували дуже дорого і були недоступні більшості споживачів.
Розкопки 1997 року виявили річище струмка, який стікав з Високого замку поблизу сучасної вулиці Князя Лева. У XIV столітті струмок був засипаний, а його річищем проклали керамічний водогін, який забезпечував водою лазню східного типу, що діяла в околицях сучасної площі Старий ринок.
У XV—XVI століттях міська влада активно взялася за вирішення проблеми водопостачання. У 1404—1407 роках під керівництвом Петра Штехера побудували перший водогін, в якому вода самопливом йшла керамічними трубами з личаківських пагорбів у середмістя. У 1411 році було прокладено ще 250 труб, від них за два наступних роки побудували близько ста відгалужень. У 1464 році перший водозбірник з'явився в Галицькому передмісті (другий — в 1497 році), в 1471 році з'явилися три водозбірники на площі Ринок, в 1482 році — водозбірник біля Краківської брами, в 1488 році — новий водозбірник перед ратушею, в 1490 році — наприкінці вулиці Краківської та біля жіночої лазні, в 1492 році — перед домініканським монастирем. У 1505 році була прокладена 241 труба, в 1532 році було використано 504 труби для будівництва 59 великих трубопроводів і 42 менших.

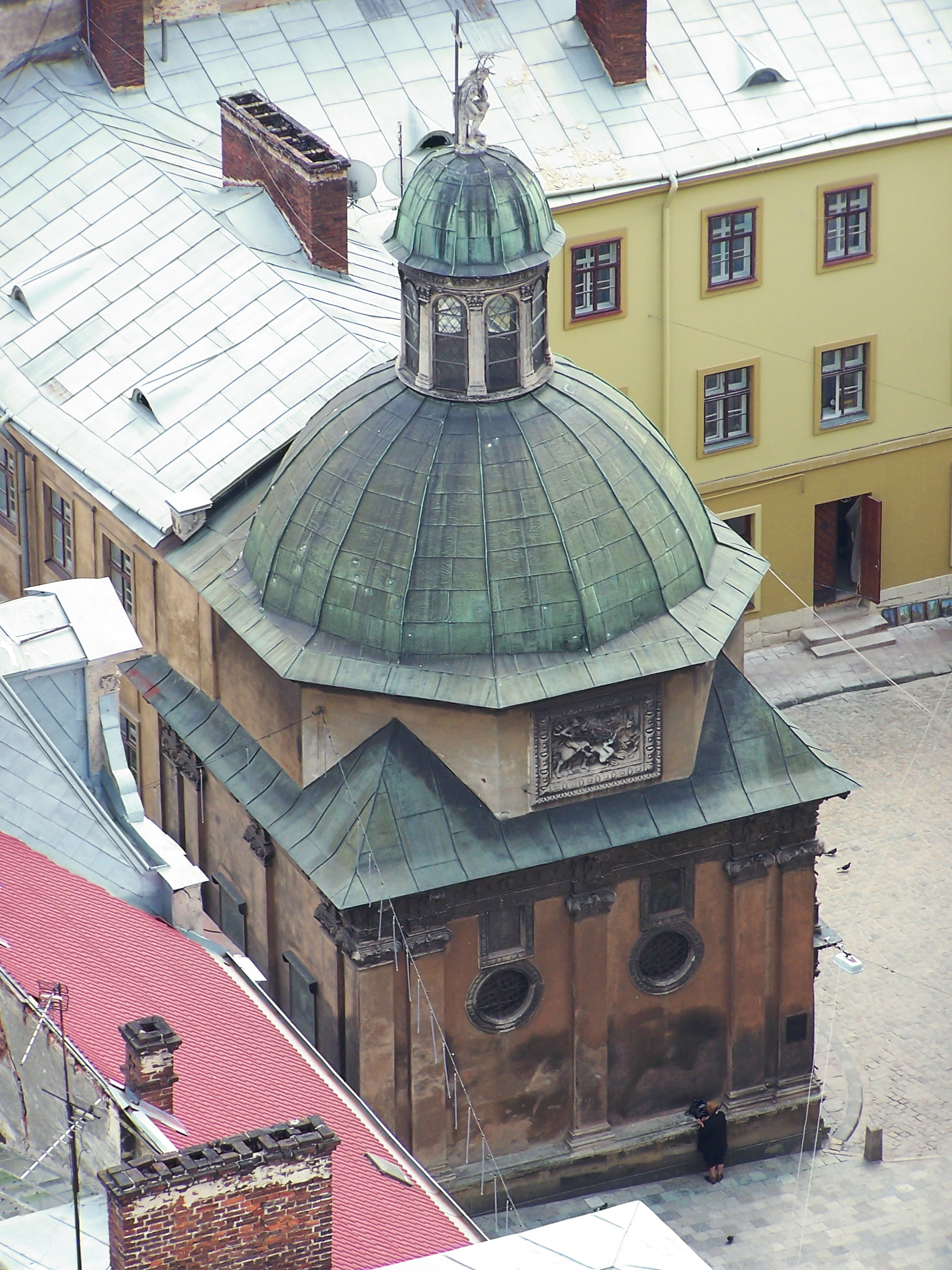
У Середньовіччі тут містився католицький цвинтар.

Якщо перші водогони будували з керамічних труб, то надалі рурмайстри перейшли до дешевших і надійніших дерев'яних труб (з висвердлених стовбурів дуба, вільхи або сосни). Вириті під труби траншеї зміцнювали каменем або розчином, стики труб замазували смолою, а самі дерев'яні секції скріплювали клямрами і заковували залізом. Маршрут пролягання водогону тримали в суворій таємниці, особливо від чужинців, тому після прокладання водогону труби ретельно маскували. У першій половині XVI століття міські водогони сходилися на площі Ринок у кам'яний водозбірник (водну скриню), що стояв перед ратушею, а вже з нього вода дерев'яними трубами подавалася у будинки.
Невід'ємним елементом побуту Львова слугувала громадська лазня. Перший запис про неї міститься у міські книзі за 1382 рік, де згадується Лазнична вулиця (platea balneorum), побудована у комплексі зі шпиталем Святого Духа для убогих. Спершу лазня перебувала у безпосередній власності короля, поки за привілеєм Ягайла від 1422 року вона не перейшла у довготривалу міську оренду («вічне володіння») з обов'язковою сплатою у королівську касу «20 кіп звичайної монети». У 1527 році вона постраждала під час пожежі, а в 1547 Сигізмунд І звільнив місто від оплати за неї, а вивільнені кошти спрямувались, зокрема, на її реконструкцію, здійснювану майстром Лукою з Пряшева.
Громадська лазня являла собою монументальну громадську споруду, пишно оздоблену кам'яною різьбою. Вона мала як чоловіче, так і жіноче відділення. Холодна вода постачалась дерев'яним водогоном, а гаряча й пара — через керамічні труби. Раз на два тижні лазнею могли користуватися всі убогі та жебраки. Окрім власне гігієнічних функцій, вона слугувала осередком громадського життя, про неї згадує мандрівник Мартін Груневерг у своєму описі Львова. Відомо, що 1507 року кафедральний декан Ян Кровицький визначив з відсотків свого капіталу 5 гривень на додаткову оплату лазняреві, аби той безкоштовно обслуговував вчителя розташованої неподалік міської школи, всіх її учнів, а також 6 священиків. Кожного разу перед миттям учні школи мали співати псалом De profundig clamavi та пісню Ave maris stella. Станом на 1556 рік прибуток від лазні становив 75 злотих і 2 гроші. Втім, проіснувати їй довелось ще недовго: у 1606 році Львів передав лазню єзуїтам за суму у розмірі 3000 злотих. Будівля була знесена, а на їх залишках постали колегіум та костел. Поряд з громадською існували ще низка лазень: одна на Краківському передмісті, відома з 1425, інша біля воріт Високого замку (????), відома з 1495, свою «мікву» мали євреї.
Великим лихом для середньовічного Львова були епідемії чуми, холери та тифу, що забирали тисячі життів. Перша із зафіксованих в письмових джерелах епідемій вразила Львів взимку 1288 року (ймовірно, її могли принести монгольські війська). До найбільших відноситься епідемія чуми 1362 року, потім епідемії повторювалися в 1480 і 1484 роках. Восени 1497 року залишки польського війська, розбитого на Буковині, знову принесли в місто чуму. Наступні масштабні епідемії вражали Львів у 1547, 1572—1573, 1588, 1594 і 1599 роках. Під час епідемії 1547 року закрили катедральну школу, і магістрат компенсував ректору його фінансові збитки. У 1587—1589 роках у Львові вперше було засновано посаду «морового бургомістра», який під час епідемії або напередодні її наділявся спеціальними повноваженнями. Епідемія 1599 року забрала життя близько 2 тисяч львів'ян (в пам'ять про них був зведений костел святого Войцеха). Померлих під час епідемій ховали не на міських кладовищах, а за межами Львова. Одне з таких морових кладовищ з XVI століття було розташоване на місці нинішнього Личаківського цвинтаря.
Міські кладовища, розташовані переважно при монастирях і церквах, загрожували санітарному стану Львова. Одним з найбільших цвинтарів всередині міських стін було кладовище при Латинському соборі, від якого до наших днів дійшла лише каплиця Боїмів. Під час австрійського правління всі середньовічні кладовища Львова були ліквідовані.

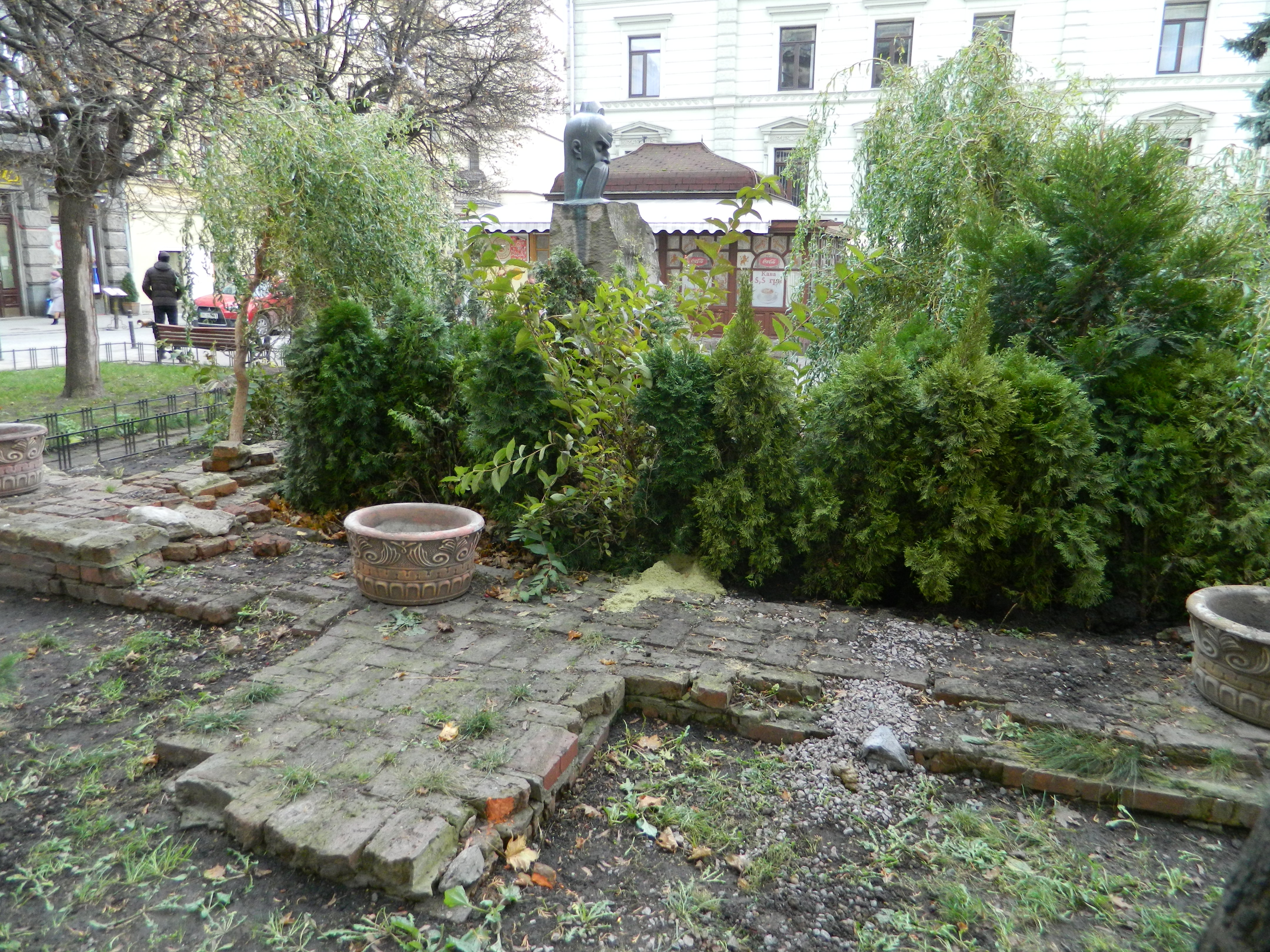
Залишки давніх стін на площі Підкови.

Перші богадільні, що були одночасно медичними установами і благодійним притулком для бідних, з'явилися при церквах і монастирях. Існували вони на кошти релігійних братств, а також на пожертви парафіян і окремих багатих містян. Найдавнішим вважався шпиталь Святої Єлизавети, заснований Казимиром III поблизу нинішньої площі Івана Підкови. Лікарні допомагав і Владислав Опольчик, який приєднав до неї каплицю Низького замку (перед цим вона була відібрана у православних і 1377 року освячена іменами Святої Катерини та Святої Марії Магдалини). Ректор шпиталю та каплиці отримував від князя платню, що призначалася з податків на львівські млини. У 1399—1408 роках (за іншими даними, будівництво велося в 1377—1431 роках) був побудований костел Святого Духа, від якого і богадільня стала називатися шпиталем Святого Духа. З початку XV століття між архієпископом і магістратом тягнулася суперечка про приналежність шпиталю і лише 1546 року лікарня Святого Духа була повністю підпорядкована місту. Іншою давньою богадільнею була лікарня Святого Станіслава, що згоріла в 1509 році під час молдавської облоги міста.
У середньовічному Львові була розвинена аптекарська справа, були зачатки фармацевтики. Перша аптека з'явилася при палаці князя Лева Даниловича на місці сучасного монастиря домініканців. Її в 1270 році заснувала дружина Лева Констанція Угорська. Пізніше аптеки відкрили при багатьох монастирях і міських богодільнях (крім ліків там продавали спеції, прянощі, родзинки, горіхи, імбир, цукор, рис, цитрини, мило, ласощі, лікувальні трави, свічки, скипидар, оливкову олію, фарби та інші господарські товари). Лікарські засоби за народними рецептами та європейськими трактатами виготовляли як лікарі та хірурги, так і багато міщан для особистого користування.
У міських хроніках і актах між 1392—1400 роками згадується аптекар Клемент, в хроніках 1445 року є відомості про фармацевта Василя Рутенуса (Русина), що отримав громадянство Львова. У середині XV століття у Львові бракувало аптекарів, і магістрат був змушений запрошувати іноземців, а також виділяти кошти на закупівлю мазей та ліків. Перша постійна аптека сучасного зразка з'явилася в місті в другій половині XV століття на розі площі Ринок і сучасної вулиці Друкарської. У 1574 році її придбала родина Зенткевичів, що володіла підприємством до 1850 року. У другій половині XVI століття також були відомі аптекар Марцин Стажаховський, який торгував під час ярмарків у ратуші, а в 1566 році отримав королівський дозвіл продавати лікери без сплати податків, і вірмен Павло Абрагамович, що отримав 1596 року звання військового доктора, але зберіг право торгувати в своїй аптеці. Наприкінці XVI століття стало відомим німецьке сімейство аптекарів Альнпек (Алємбек).

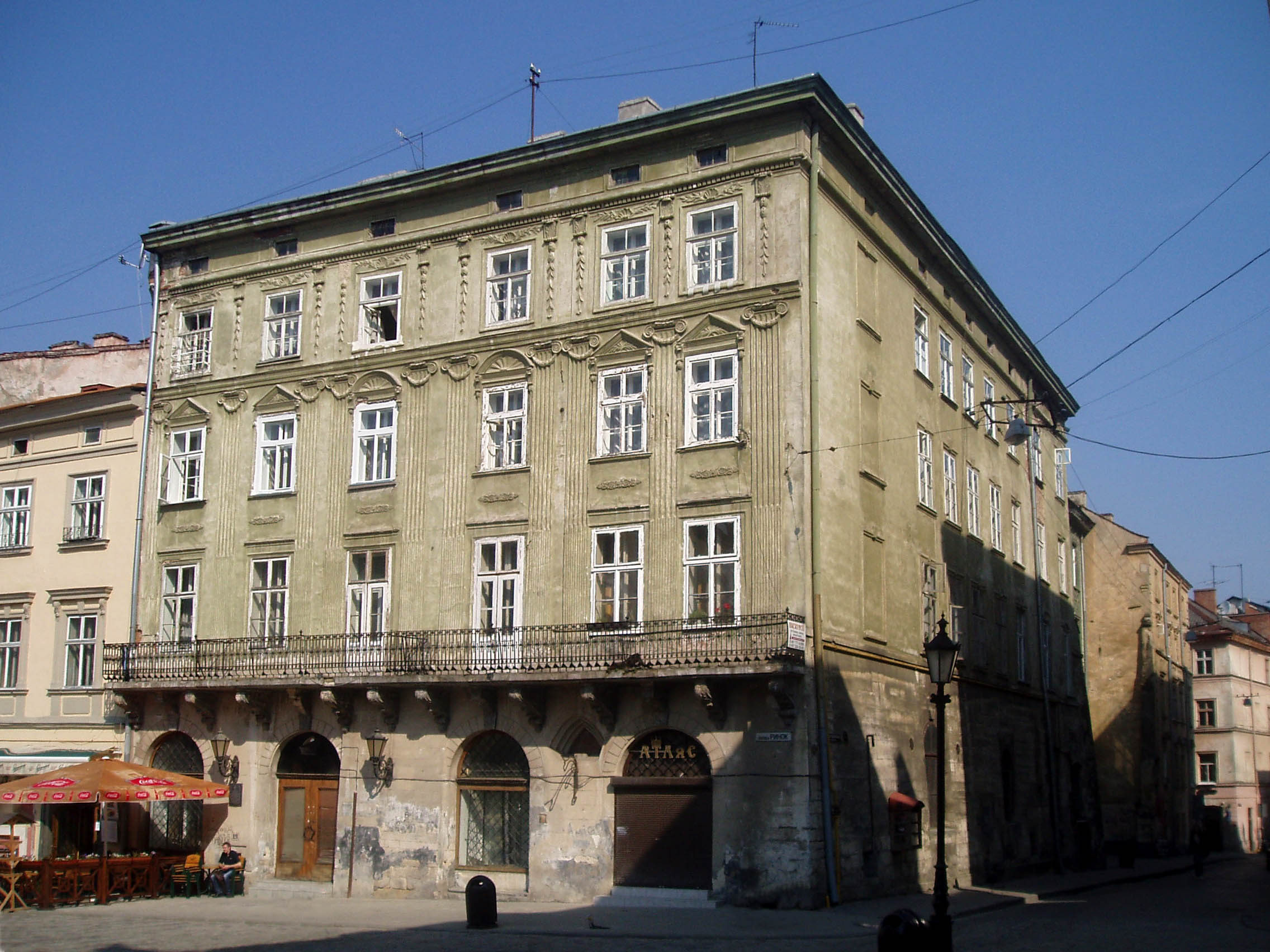
Будинок «Під оленем», в якому була облаштована перша аптека.

Середньовічні лікарі й аптекарі широко застосовували кровопускання і медичні банки, порошки і мазі, давали хворим, вагітним і дітям угорське вино, мед, розчинений в молоці товчений бурштин, горіхи в оцті, настоянки й екстракти рути, шафрану, кориці, гвоздики, шавлії й любистку, часник і зелену руту з сіллю, легені собаки і сало різних тварин, обкладали тіла цибулею. Під час епідемій забобонні львів'яни закопувались в гній, спалювали гній так, щоб дим обкурював житло, забивали в ямки осикові кілки, вставляли в двері дерев'яну палицю, підвішували на дахах кінські черепи.
Багато львівських аптекарів захоплювалися алхімією, але церква несхвально ставилася до цього і переслідувала таких «дослідників» як чаклунів. Львівські алхіміки підтримували контакти зі своїми «колегами» з Праги і Німеччини. У квітні 1578 року Стефан Баторій, що гостював у Львові, послав до берлінського алхіміка Леонарда Турнессера львівського міщанина Бояновського (мабуть, також алхіміка), який повинен був привезти королю протиотруту, випробувану на собі. Алхіміком був Андрій Торосович, рідний брат вірменського архієпископа Миколи Торосовича, який обладнав лабораторію у власному будинку на вулиці Вірменській.

## Нотатки
1. ↑  Елементи магдебурзького права, наприклад, посада війта, були і в княжий період. Тому існує думка, що королівська грамота 1356 року скоріше підтверджувала статус-кво, ніж вводила магдебурзьке право з нуля[39].
2. ↑  Поступово «папський» лев, що стоїть на задніх лапах, витіснив «руського» лева, що спирається на всі чотири лапи[59].
3. ↑  Згідно з іншими даними, внутрішня стіна, що мала 6 метрів заввишки і майже 1,7 км завдовжки, була побудована в кінці XIV століття, а зовнішня стіна — на початку XV століття[77].
4. ↑  Найімовірніше, Дорінг з Генуї прибув до Кафи або народився вже в цій генуезькій колонії[96].
5. ↑  Зокрема, це будинки № 4, 6, 7, 16, 25, 26, 28, 45.
6. ↑  Наприклад, у 1525 році Сигізмунд I підтвердив заборони на володіння русинами будинками поза межами національного кварталу, на заняття ремеслами, крім тих, якими займалися їхні батьки, на членство в цехах, в яких вони раніше не перебували[146].
7. ↑  Мабуть, перші євреї переселилися зі зруйнованих монголами міст Київської Русі й стали основою громади передмістя, а пізніша громада середмістя сформувалася з євреїв Центральної та Західної Європи[173].
8. ↑  До цього після ліквідації Галицької митрополії право на управління православною єпархією в регіоні мав католицький архієпископ.
9. ↑  Невелика гармата, яку ставили на замкових терасах для оборони валів.
10. ↑  Гармата зішрубована з декількох частин.
11. ↑  Бронзова гармата.
12. ↑  Найперша документальна згадка про львівську цехову організацію шевців датована 1386 роком. У 1459 цех ткачів отримав перший у місті цеховий статут[288][289].
13. ↑  У 1379 році — «абсолютне право складу» східних товарів[296].